# Le Havre
Pour le film d'Aki Kaurismäki, voir Le Havre (film).
Le Havre (/lə avʁ/) est une commune du nord-ouest de la France située dans le département de la Seine-Maritime en région Normandie. Elle se trouve sur la rive droite de l'estuaire de la Seine, au bord de la Manche. Son port est le deuxième de France après celui de Marseille pour le trafic total et le premier port français pour les conteneurs.
Administrativement, la commune est, avec Dieppe, l'une des deux sous-préfectures du département de la Seine-Maritime. Elle est également chef-lieu de canton et siège d'un évêché. Le Havre est la commune la plus peuplée de Normandie mais avec 233 414 habitants au dernier recensement de 2019, son unité urbaine est la deuxième agglomération la plus importante de la région, la quinzième au niveau national, et deuxième sous-préfecture française derrière Reims. Elle occupe le site de l'estuaire de la Seine, à la pointe sud-ouest du pays de Caux. Elle est reliée à la capitale, située à 200 km au sud-est, par la voie ferrée et l'autoroute.
La ville et le port sont officiellement fondés par le roi François Ier en 1517. Le développement économique à l'époque moderne est entravé par les guerres de Religion, les conflits avec les Anglais, les épidémies et les tempêtes. C'est à partir de la fin du XVIIIe siècle que Le Havre s'agrandit et que le port prend son essor grâce à la traite négrière puis au commerce international. Après les bombardements de 1944, l'atelier d'Auguste Perret entreprend de reconstruire la cité en béton. L'industrie du pétrole, de la chimie et de l'automobile sont dynamiques pendant les Trente Glorieuses mais les années 1970 marquent la fin de l'âge d'or des paquebots et le début de la crise économique : la population diminue, le chômage augmente et reste à un niveau élevé encore aujourd'hui. Les changements des années 1990-2000 sont nombreux. Jusqu'alors bastion communiste, Le Havre voit la droite remporter les élections municipales ; la ville s'engage sur le chemin de la reconversion en cherchant à développer le secteur tertiaire et de nouvelles industries (aéronautique, éoliennes). Port 2000 accroît la capacité d'accueil des conteneurs pour concurrencer les ports du nord de l'Europe, les quartiers sud se transforment, les paquebots font leur retour. En 2005, l'Unesco inscrit le centre-ville au patrimoine mondial de l'humanité. Le musée d'art moderne André-Malraux devient le deuxième de France pour le nombre d'impressionnistes.
Le Havre reste profondément marqué par sa tradition ouvrière et maritime. La ville est connue nationalement grâce à ses clubs sportifs d'envergure nationale (Le Havre Athletic Club en football en ligue 1, Saint-Thomas Basket et l'équipe féminine de handball du HAC).

## Géographie

### Localisation
La commune du Havre se situe dans le Nord-Ouest de la France, sur le littoral de la Manche et l'estuaire de la Seine. La ville se trouve au débouché de la vallée de la Seine qui la relie à la capitale grâce à un réseau de transport diversifié. À vol d'oiseau, Le Havre se trouve à 70 km à l'ouest de Rouen et à 176 km à l'ouest de Paris.
Administrativement, Le Havre est une commune de la région Normandie qui se trouve dans l'ouest du département de la Seine-Maritime. L'unité urbaine du Havre correspond à peu près au territoire de la Communauté de l'agglomération havraise (CODAH) qui regroupe 17 communes et 250 000 habitants. Elle occupe la pointe sud-ouest de la région naturelle du pays de Caux, dont elle est la plus grande ville.

### Communes limitrophes
| Octeville-sur-Mer | Fontaine-la-Mallet  | Montivilliers                 |
| Sainte-Adresse    | Havre               | Harfleur Gonfreville-l'Orcher |
| Manche            | Honfleur (Calvados) | Honfleur (Calvados)           |

### Géologie et relief
Le Havre appartient à l'ensemble géologique du Bassin parisien, formé à l'ère secondaire. Ce dernier se compose de roches sédimentaires. La commune du Havre se compose de deux ensembles naturels séparés par une « falaise morte » ou « côte » : la ville basse, au sud, et la ville haute, au nord. 
La ville basse comprend le port, le centre-ville et les quartiers périphériques. Elle a été construite sur d'anciens marais et vasières qui ont été drainés à partir du XVIe siècle. Le sol est constitué de plusieurs mètres d'alluvions déposées par la Seine. Le centre-ville, reconstruit après la Seconde Guerre mondiale, repose sur environ un mètre de gravats aplanis,.

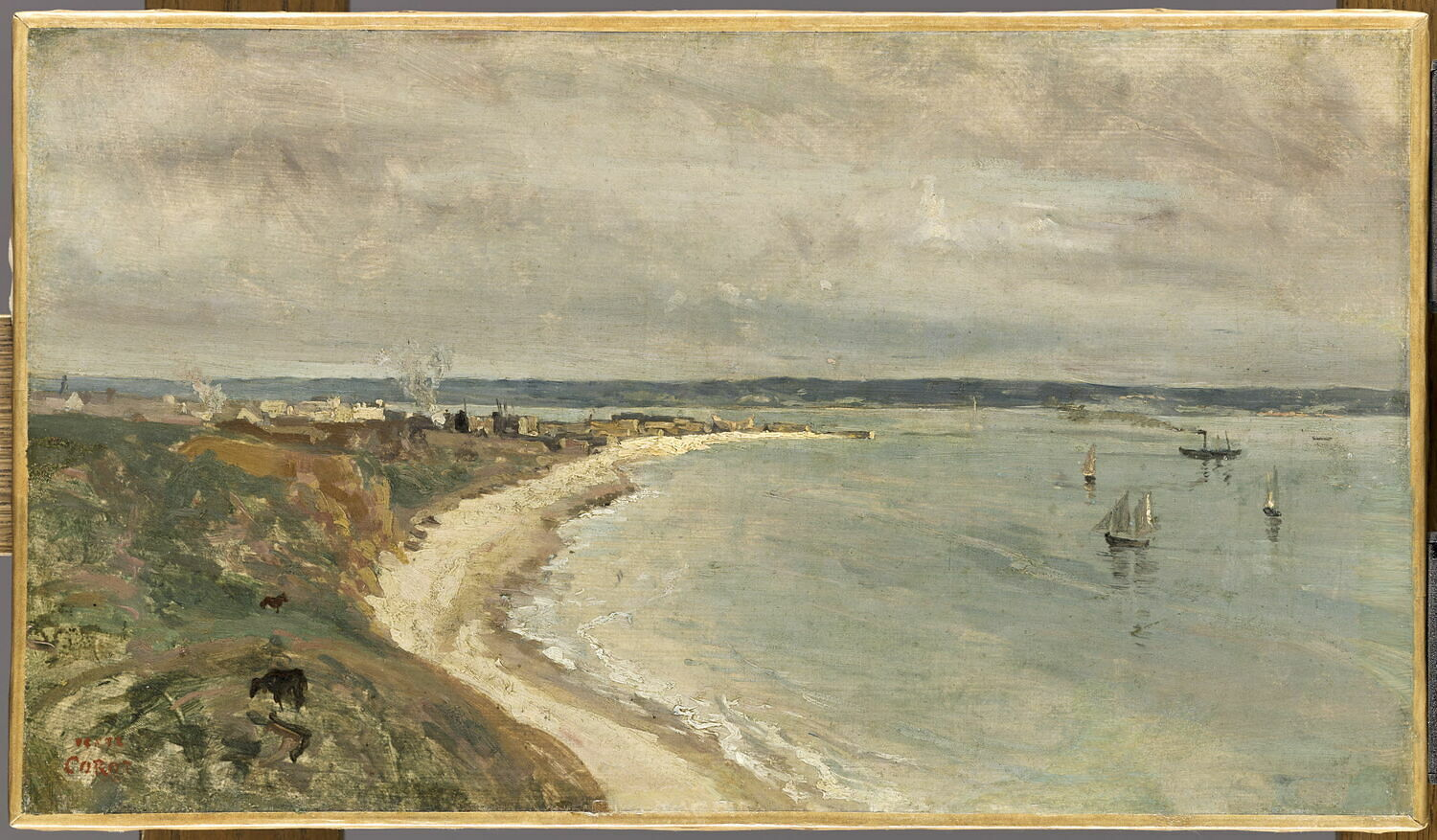
Le Havre. La mer vu du haut des falaises. Jean-Baptiste Camille Corot, 1830, Musée du Louvre.

La ville haute fait partie du plateau cauchois : le quartier Dollemard est sa partie la plus élevée (entre 90 et 115 mètres d'altitude). Le plateau est recouvert d’une couche d’argile à silex et d'un limon fertile. Le sous-sol est constitué d'une grande épaisseur de craie, pouvant mesurer jusqu’à 200 mètres de profondeur. En raison de sa pente, la côte est affectée par un risque d'éboulements.

### Hydrographie
La commune est située dans le bassin Seine-Normandie. Elle est drainée par le canal de Tancarville et la Rouelles,,.
Le canal de Tancarville est un canal, chenal et un estuaire navigable d'une longueur de 28 km qui relie la commune de Tancarville sur la commune, où il se jette dans la Manche. 
Deux plans d'eau complètent le réseau hydrographique : le bassin Fluvial (3,32 ha) et le plan d'eau 1 de la commune du Havre (2,83 ha),.

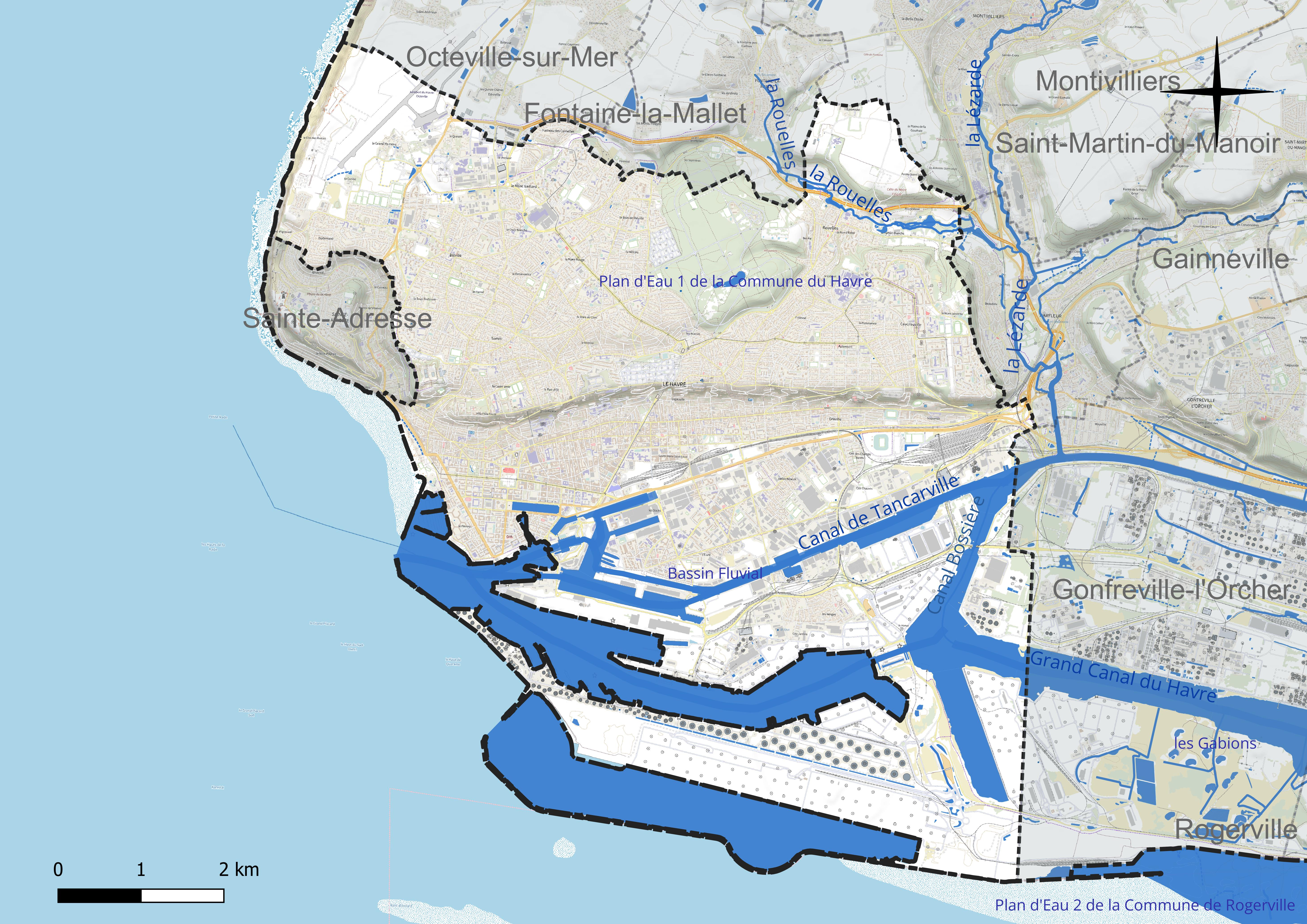
Réseau hydrographique du Havre.

### Climat
Pour des articles plus généraux, voir Climat de la Normandie et Climat de la Seine-Maritime.
En 2010, le climat de la commune est de type climat océanique franc, selon une étude du CNRS s'appuyant sur une série de données couvrant la période 1971-2000. En 2020, Météo-France publie une typologie des climats de la France métropolitaine dans laquelle la commune est exposée à un climat océanique et est dans la région climatique Côtes de la Manche orientale, caractérisée par un faible ensoleillement (1 550 h/an) ; forte humidité de l’air (plus de 20 h/jour avec humidité relative > 80 % en hiver), vents forts fréquents. Parallèlement le GIEC normand, un groupe régional d’experts sur le climat, différencie quant à lui, dans une étude de 2020, trois grands types de climats pour la région Normandie, nuancés à une échelle plus fine par les facteurs géographiques locaux. La commune est, selon ce zonage, exposée à un « climat maritime », correspondant au Pays de Caux, frais, humide et pluvieux, légèrement plus frais que dans le Cotentin.
Pour la période 1971-2000, la température annuelle moyenne est de 10,8 °C, avec une amplitude thermique annuelle de 12,8 °C. Le cumul annuel moyen de précipitations est de 846 mm, avec 12,8 jours de précipitations en janvier et 8,2 jours en juillet. Pour la période 1991-2020, la température moyenne annuelle observée sur la station météorologique la plus proche, située sur la commune de Sainte-Adresse à 2 km à vol d'oiseau, est de 11,8 °C et le cumul annuel moyen de précipitations est de 789,8 mm,. Pour l'avenir, les paramètres climatiques de la commune estimés pour 2050 selon différents scénarios d’émission de gaz à effet de serre sont consultables sur un site dédié publié par Météo-France en novembre 2022.
| Mois                                  | jan.             | fév.             | mars            | avril           | mai            | juin            | jui.            | août            | sep.            | oct.            | nov.            | déc.            | année      |
| ------------------------------------- | ---------------- | ---------------- | --------------- | --------------- | -------------- | --------------- | --------------- | --------------- | --------------- | --------------- | --------------- | --------------- | ---------- |
| Température minimale moyenne (°C)     | 3,9              | 3,9              | 5,6             | 7,5             | 10,3           | 13,1            | 15,1            | 15,6            | 13,7            | 10,8            | 7,4             | 4,7             | 9,3        |
| Température moyenne (°C)              | 5,7              | 6                | 8,1             | 10,4            | 13,3           | 16              | 18              | 18,4            | 16,4            | 13,1            | 9,3             | 6,5             | 11,8       |
| Température maximale moyenne (°C)     | 7,6              | 8                | 10,5            | 13,3            | 16,2           | 19              | 20,9            | 21,2            | 19,1            | 15,5            | 11,3            | 8,4             | 14,3       |
| Record de froid (°C) date du record   | −13,8 17.01.1985 | −12,5 07.02.1991 | −7,8 07.03.1971 | −1 12.04.1986   | 1,2 04.05.1979 | 4,4 02.06.1962  | 8 20.07.1971    | 8,4 26.08.1966  | 3,3 18.09.1996  | −0,2 28.10.2003 | −8,5 30.11.1921 | −8,6 25.12.1962 | −13,8 1985 |
| Record de chaleur (°C) date du record | 15,1 29.01.2024  | 20 28.02.1960    | 24,5 30.03.2021 | 27,1 30.04.2025 | 30 23.05.1922  | 34,7 29.06.2019 | 38,2 18.07.2022 | 36,3 10.08.2003 | 33,6 02.09.1961 | 28,5 01.10.2011 | 20 01.11.2015   | 16,4 07.12.2000 | 38,2 2022  |
| Précipitations (mm)                   | 67,5             | 53,7             | 52,5            | 52,3            | 56,5           | 58              | 48,7            | 66              | 65,4            | 86,2            | 87,5            | 95,5            | 789,8      |

### Voies de communication et transports

#### Liaisons régionales, nationales et internationales

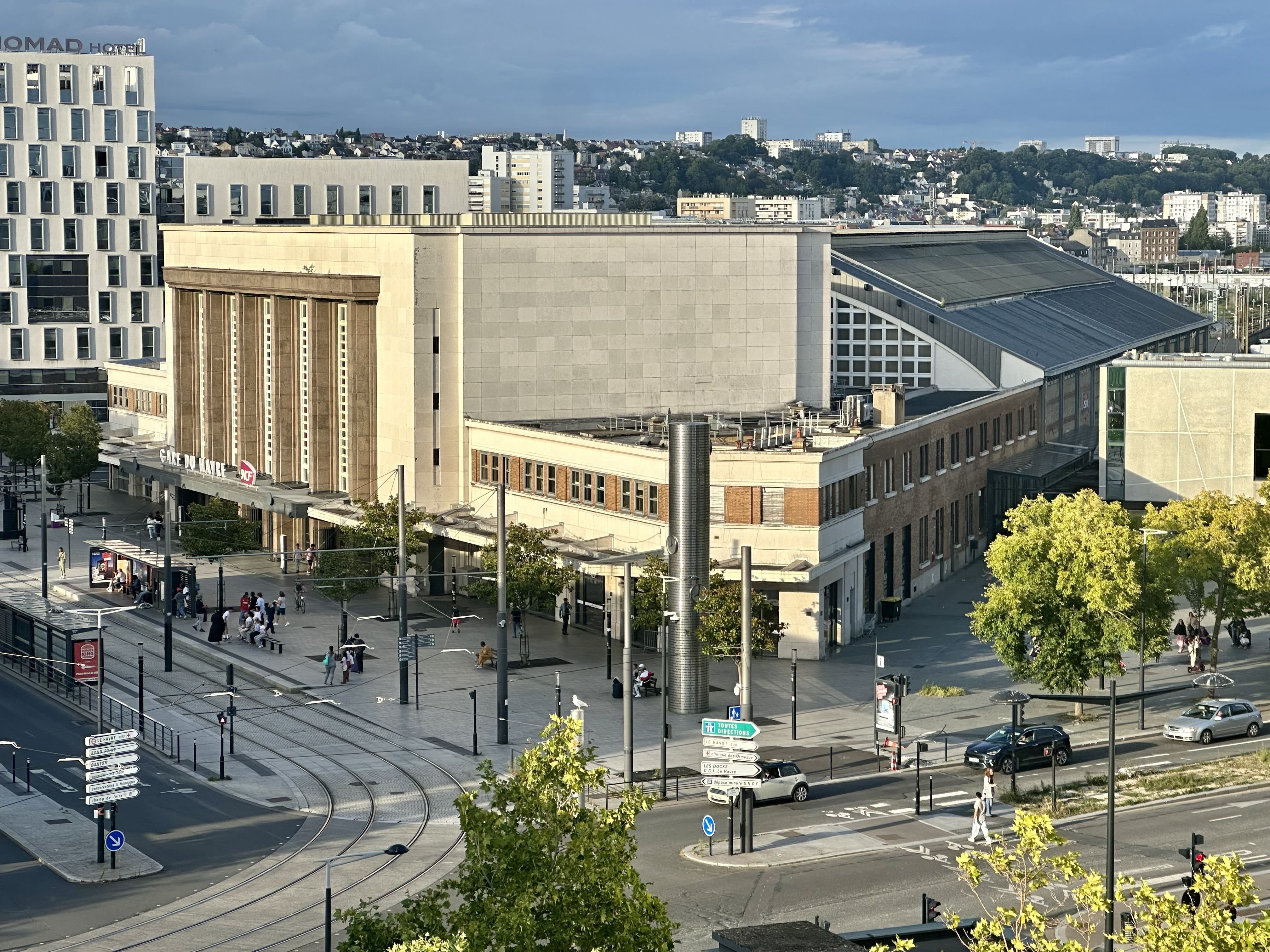
Gare du Havre.

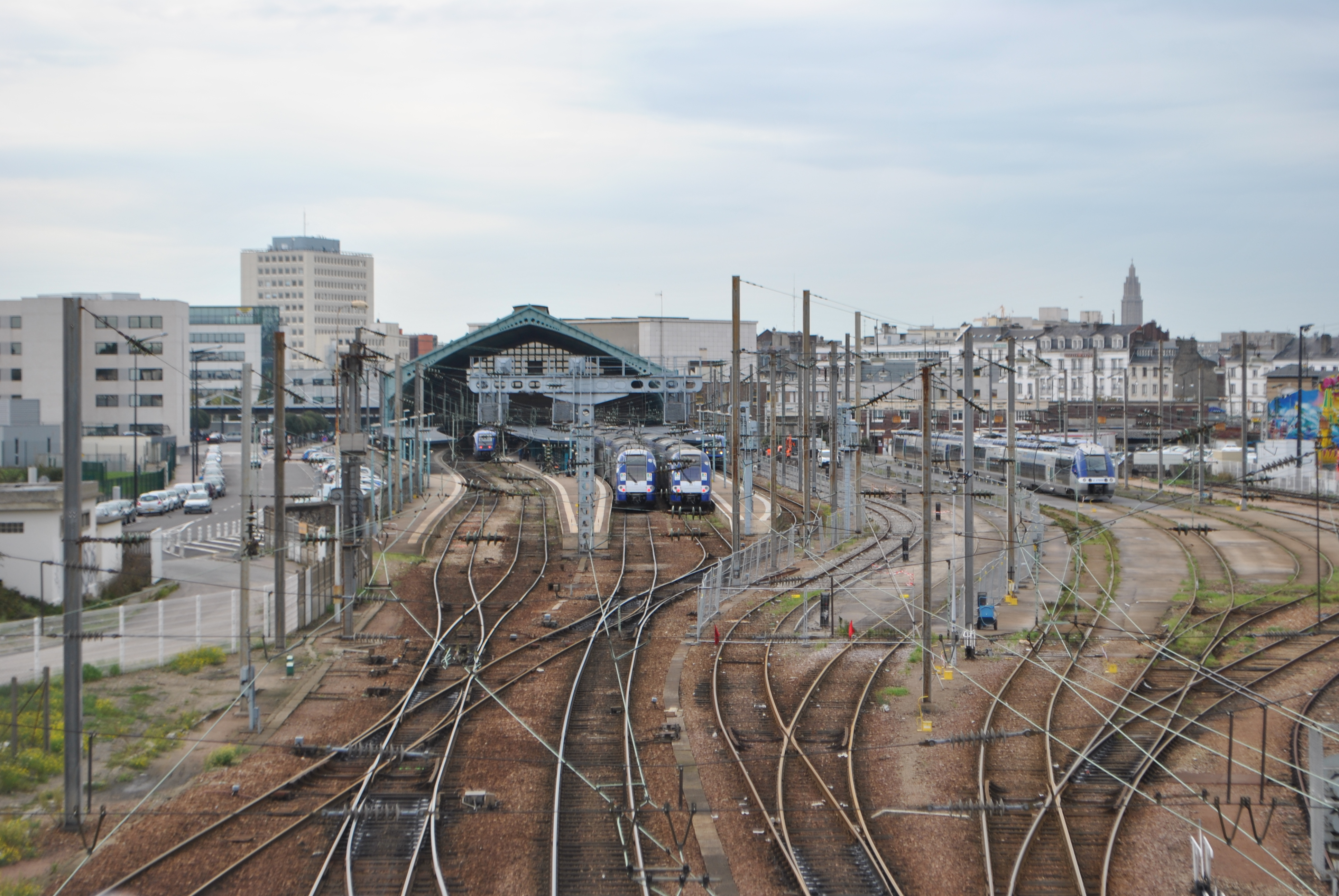
Gare du Havre.

Depuis longtemps, Le Havre a exploité les atouts de sa situation littorale, mais a aussi souffert de son relatif enclavement. C'est pourquoi les décideurs locaux (et parmi eux la Chambre de Commerce et d'Industrie) ont amélioré l'accessibilité de l'agglomération et du port : l'autoroute A131 (E05) relie Le Havre à l'A13 (autoroute de Normandie) par le pont de Tancarville. Ainsi la ville se trouve à une heure de Rouen et une heure trente de l'Île-de-France. Depuis 2005, l'autoroute A29 (E44, autoroute des estuaires) relie l'agglomération havraise au nord de la France (desservant aussi le Pont de Normandie), ce qui met Amiens (au nord-est) à deux heures de route et Caen (au sud-ouest) à une heure environ.
Le réseau de chemin de fer est lui aussi bien développé. Ainsi, les TER et les autres liaisons régionales longues distances sont assurées dorénavant en totalité par des rames Omnéo type 1 et 2 (fin des livraisons prévues en février 2025 au plus tard) ; des relations directes avec Fécamp existent depuis 2005 avec un autre type de matériel. Les trajets sont fréquents pour la ligne ligne Paris - Le Havre desservant au passage les gares de Bréauté-Beuzeville, Yvetot, Rouen, et la gare Saint-Lazare. En outre, un TGV quotidien (appellation commerciale actuelle : INOUI) assure la liaison Le Havre à Marseille depuis décembre 2004 en desservant les gares de Rouen Rive Droite, Mantes-la-Jolie, Versailles, Massy, Lyon Part-Dieu, Valence TGV Rhône-Alpes Sud, Avignon et la gare Saint-Charles. Vers 2035 / 2037, les liaisons vers Paris, etc. seront accélérées à la suite de l'amélioration et à la construction de voies ferrées (nouvelles sections de lignes nouvelles rapides).

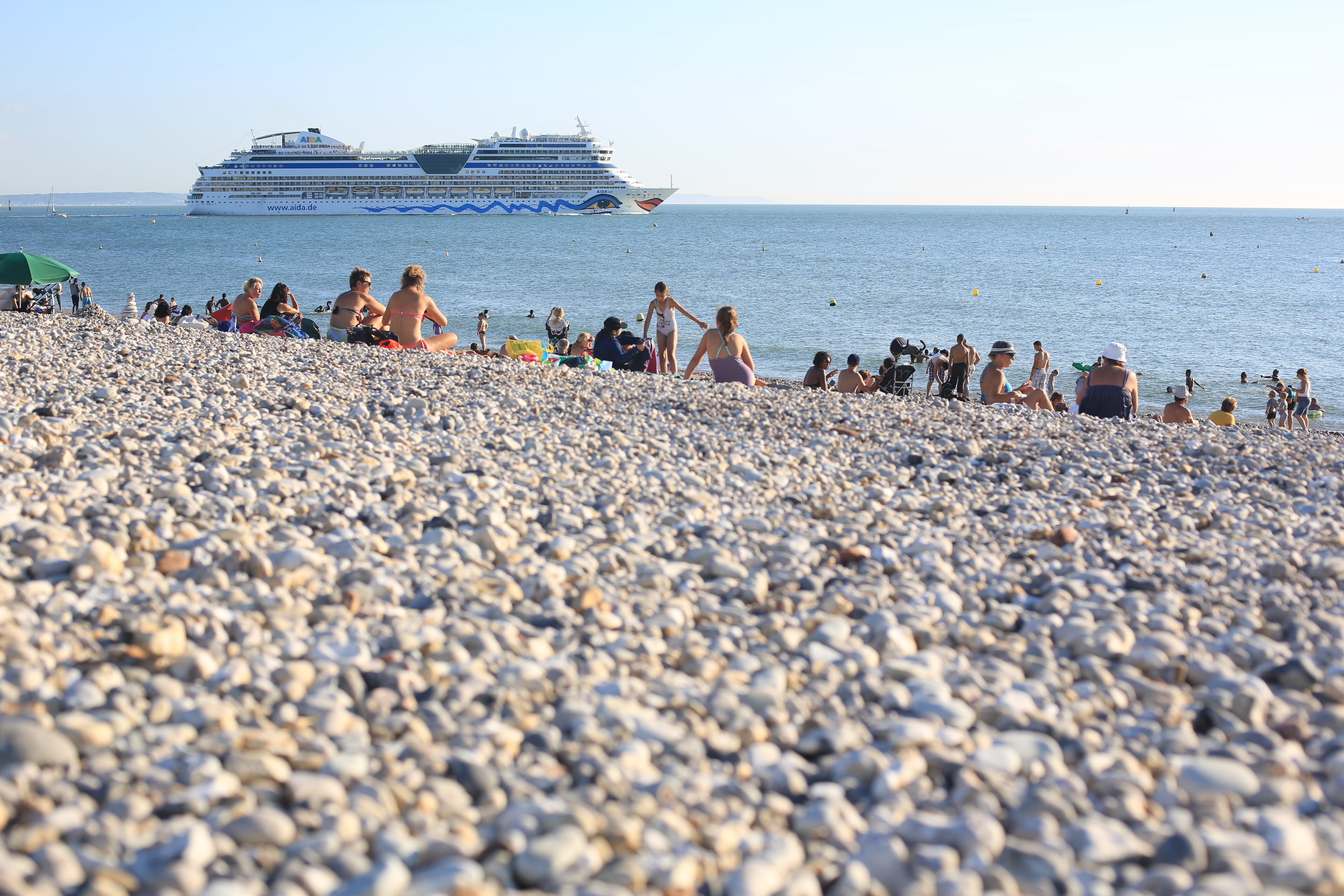
Le Havre, port d'escale.

Aucune liaison ferroviaire directe ne relie cependant Le Havre et Caen, (de nombreux projets — connus sous le nom de « ligne du Sud-Ouest » — consistant à relier Le Havre à la rive gauche de la Seine en aval de Rouen, près de l'estuaire du fleuve, furent étudiés dans la deuxième moitié du XIXe siècle et au début du XXe siècle, mais aucun n'a été réalisé par manque de volonté politique et à la suite de la forte opposition des autorités portuaires rouennaises. Par les transports en commun, il faut donc passer en train par Rouen ou utiliser l'autocar par la ligne no 20 (via notamment Deauville et Houlgate) ou no 39 (Express) des Bus verts. Les Autocars gris vers Étretat et Fécamp et, VTNI pour les destinations vers la vallée de la Seine et Rouen assurent la desserte inter-urbaine pour le compte du département de la Seine-Maritime.

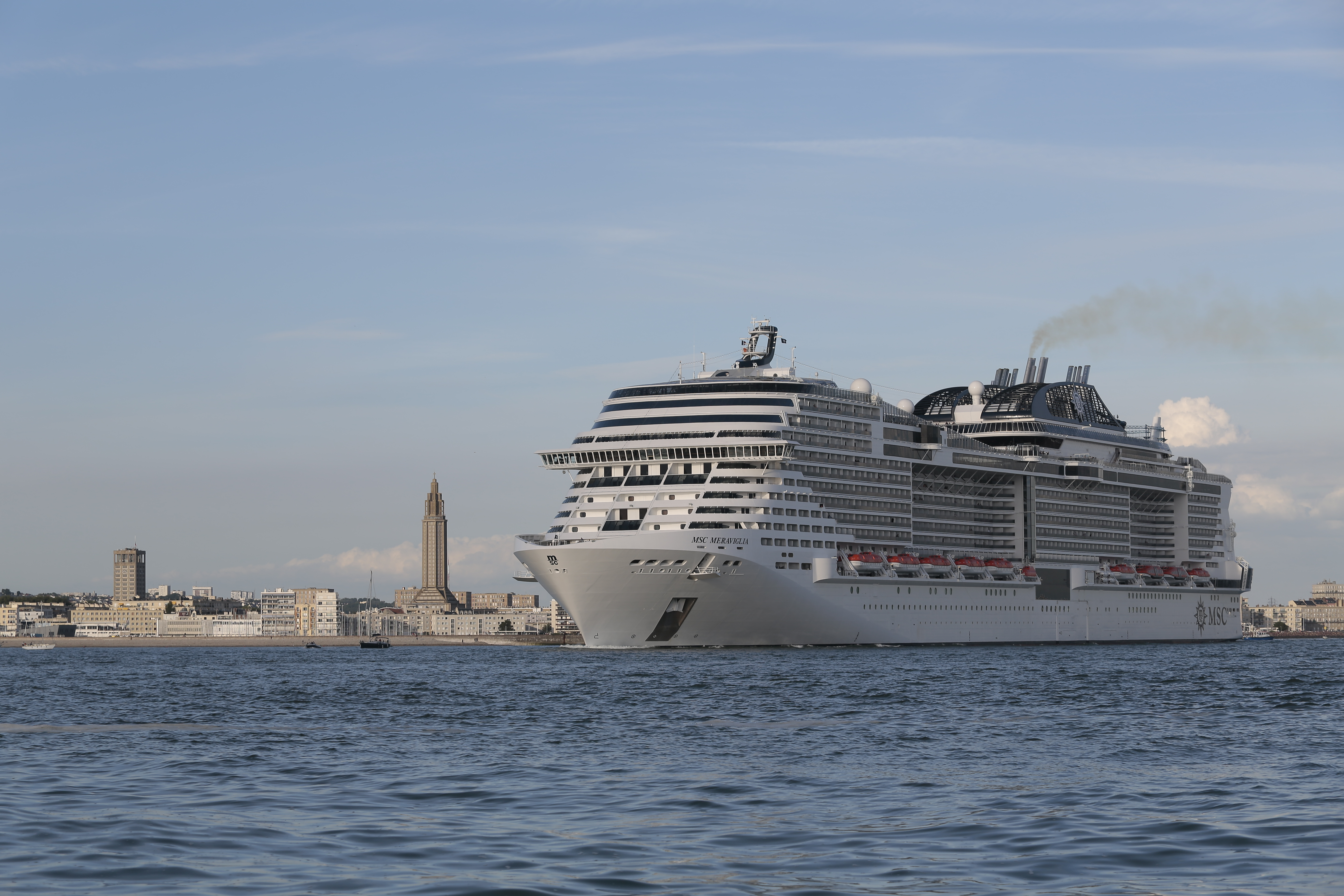
Le MSC Meraviglia quittant le port du Havre, juin 2017.

Pour le transport aérien, l'agglomération dispose de l'aéroport du Havre-Octeville. Situé à 5 km au nord-ouest du Havre sur la commune d'Octeville-sur-Mer, il est géré par la CODAH. En 2007, le nombre de passagers commerciaux, les mouvements d'avions commerciaux et non commerciaux, ont augmenté.
Les liaisons maritimes transmanche avec Portsmouth dans le Sud de l'Angleterre, assurées par P&O Ferries jusqu'au 30 septembre 2005, ont été reprises par LD Lines avec des modifications. Deux liaisons vers Portsmouth sont ainsi assurées quotidiennement. Mais en fin d'année 2014, en raison d'un manque de fréquentation de la clientèle française et de subventions insuffisantes, la ligne ferme. Brittany Ferries est désormais la seule compagnie à assurer les liaisons maritimes vers le Royaume-Uni. La liaison vers l'Irlande a été déplacée au départ du port de Cherbourg.

#### Transports urbains

##### Transports en commun

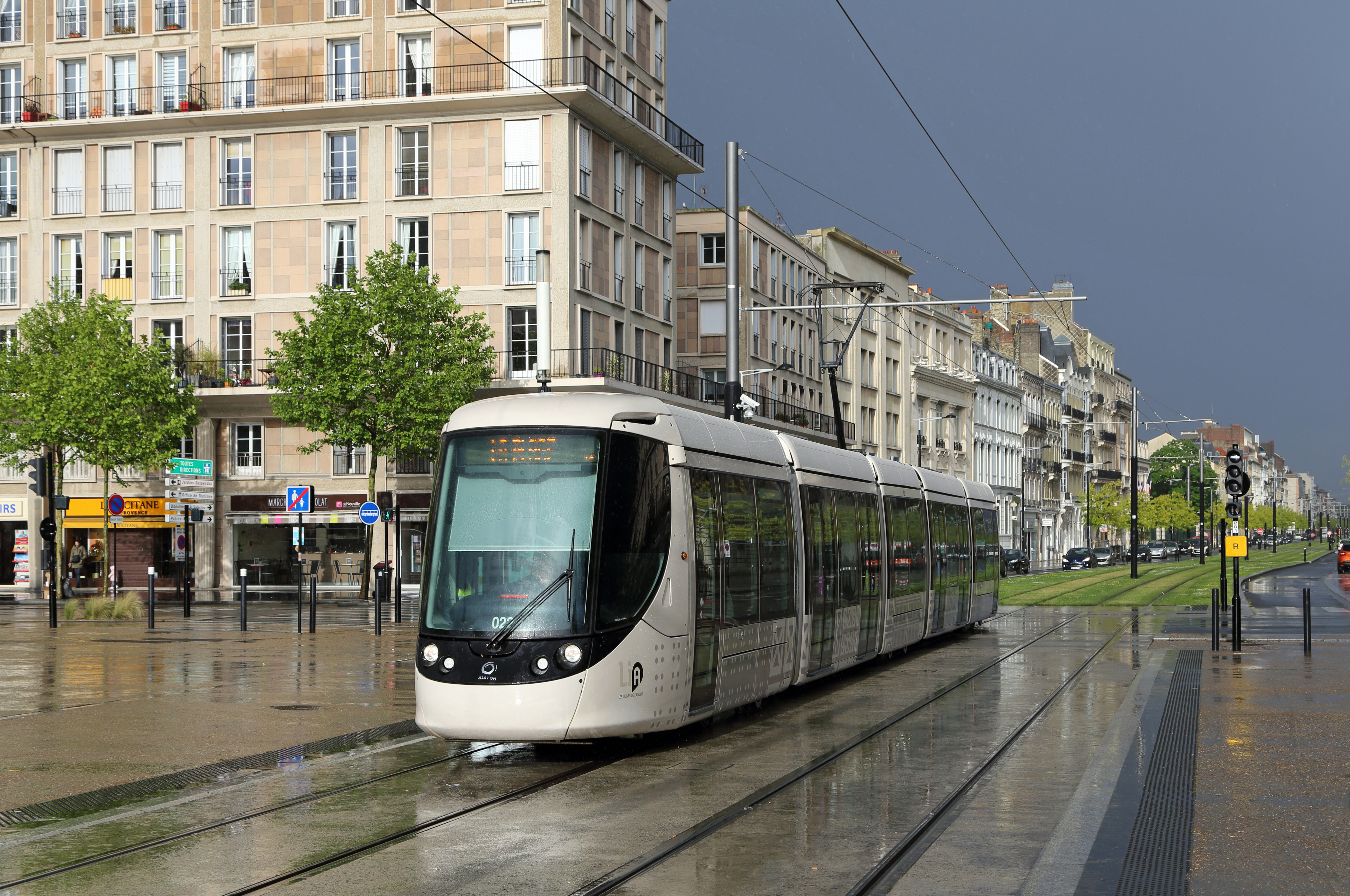
Le nouveau tramway du Havre.

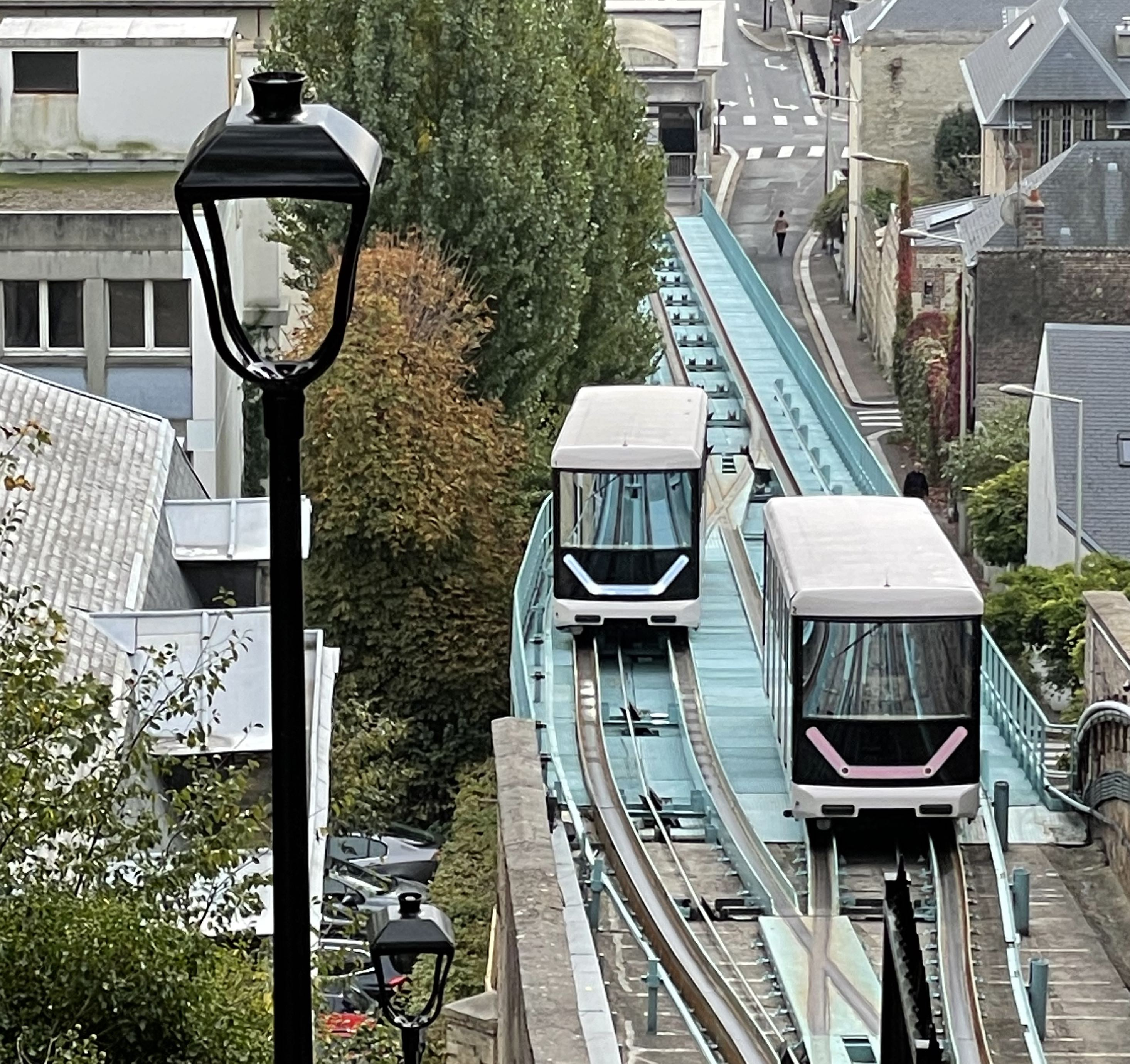
Funiculaire du Havre

La ville et l'agglomération ont un réseau de transports assez dense. Pour assurer le passage entre la ville basse et la ville haute, ces deux parties de la ville sont reliées par de longs boulevards, de petites routes sinueuses, de nombreux escaliers, un funiculaire et le tunnel Jenner.
Le réseau de transports en commun de la CODAH est nommé « Lia » ; il est exploité par la Compagnie des transports de la porte océane (CTPO), une filiale de Transdev. Le remaniement du réseau de bus en 2008 a permis d'assurer un meilleur service pour toutes les villes de l'agglomération. La CTPO exploite un réseau de bus constitué de 21 lignes urbaines régulières, 2 lignes de tramway et de deux lignes de bus nocturnes appelées « LiA de nuit », en correspondance avec 3 navettes de taxis de nuit desservant l'agglomération. L'agglomération havraise est desservie par 165 véhicules et 41 lignes régulières de bus pour une moyenne de 100 000 voyageurs par jour. À partir de janvier 2011, elle propose un service de navettes régulières spécifiques vers la Zone industrielle et portuaire du Havre, s'ajoutant ainsi au service TransEstuaire de VTNI. Le funiculaire permet, depuis 1890, une liaison entre la ville haute à la ville basse en quatre minutes par le biais de cabines tractées.
Pendant plus de 75 ans, le Havre a disposé d'un réseau de tramways parmi les plus étendus et les plus modernes de France. Aujourd'hui, la communauté d'agglomération cherche à développer l'offre de transport urbain. La solution du tramway sur rails a été retenue. Elle est entrée en service le 12 décembre 2012 et compte 23 stations sur 13 kilomètres de longueur cumulée. Une première ligne relie la plage à la gare, montant à la ville haute par un nouveau tunnel, proche du tunnel Jenner, pour se scinder en deux : une direction vers Mont-Gaillard, une autre vers Caucriauville. Une troisième ligne est en phase de chantier afin de relier les communes de Montivilliers (dont le Groupe hospitalier du Havre) et d'Harfleur à la gare du Havre, ainsi que les quartiers sud de la ville. Elle sera mise en service 2027 vers septembre ou décembre.
Enfin, l'agglomération havraise disposait depuis 2001 de la LER, une ligne de TER reliant la gare du Havre à Rolleville en passant par cinq autres gares SNCF de l'agglomération. Elle ferme, pour sa dernière section qui était encore en service, le 2 septembre 2024, l'emprise ferroviaire jusqu'à Montivilliers étant réutilisée partiellement pour la 3ème ligne de tramway.

##### Transports individuels
À partir de 2005, les travaux d'aménagement de pistes cyclables se sont multipliés, avec notamment un raccordement à la voie verte, promettant un réseau important et de qualité. Entre 2007 et 2011, la longueur totale des pistes cyclables a doublé pour atteindre les 46 kilomètres de longueur cumulée. Il est possible de louer des vélos par l'intermédiaire des agences de bus Océane ou de la mairie (Vél-H) qui consent également à des prêts. Afin de promouvoir l'usage de la bicyclette dans la ville, l'association La Roue Libre vend des vélos d'occasion. Un collectif nommé LH-Vélorution tente depuis début 2012 de sensibiliser le public à l'utilisation du vélo pour ses déplacements dans l'agglomération et de mettre en lumière et d'alerter la mairie sur certains manques (positionnement, signalisation) et de mauvaises implantations des équipements cyclables. Enfin, 140 taxis travaillent au Havre et desservent 25 stations.

## Urbanisme

### Typologie
Le Havre est une commune urbaine, car elle fait partie des communes denses ou de densité intermédiaire, au sens de la grille communale de densité de l'Insee,,,.
Elle appartient à l'unité urbaine du Havre, une agglomération intra-départementale regroupant 18 communes et 235 218 habitants en 2017, dont elle est ville-centre,.
Par ailleurs la commune fait partie de l'aire d'attraction du Havre, dont elle est la commune-centre. Cette aire, qui regroupe 116 communes, est catégorisée dans les aires de 200 000 à moins de 700 000 habitants,.
La commune, bordée par la Manche, est également une commune littorale au sens de la loi du 3 janvier 1986, dite loi littoral. Des dispositions spécifiques d’urbanisme s’y appliquent dès lors afin de préserver les espaces naturels, les sites, les paysages et l’équilibre écologique du littoral, comme le principe d'inconstructibilité, en dehors des espaces urbanisés, sur la bande littorale des 100 mètres, ou plus si le plan local d'urbanisme le prévoit,.

### Occupation des sols
L'occupation des sols de la commune, telle qu'elle ressort de la base de données européenne d’occupation biophysique des sols Corine Land Cover (CLC), est marquée par l'importance des territoires artificialisés (80,6 % en 2018), en augmentation par rapport à 1990 (68,6 %). La répartition détaillée en 2018 est la suivante :
zones urbanisées (37,3 %), zones industrielles ou commerciales et réseaux de communication (37 %), eaux maritimes (8,2 %), espaces verts artificialisés, non agricoles (5,7 %), eaux continentales (4,2 %), terres arables (3,5 %), prairies (1,1 %), milieux à végétation arbustive et/ou herbacée (1 %), mines, décharges et chantiers (0,7 %), forêts (0,7 %), zones humides intérieures (0,6 %). L'évolution de l’occupation des sols de la commune et de ses infrastructures peut être observée sur les différentes représentations cartographiques du territoire : la carte de Cassini (XVIIIe siècle), la carte d'état-major (1820-1866) et les cartes ou photos aériennes de l'IGN pour la période actuelle (1950 à aujourd'hui).

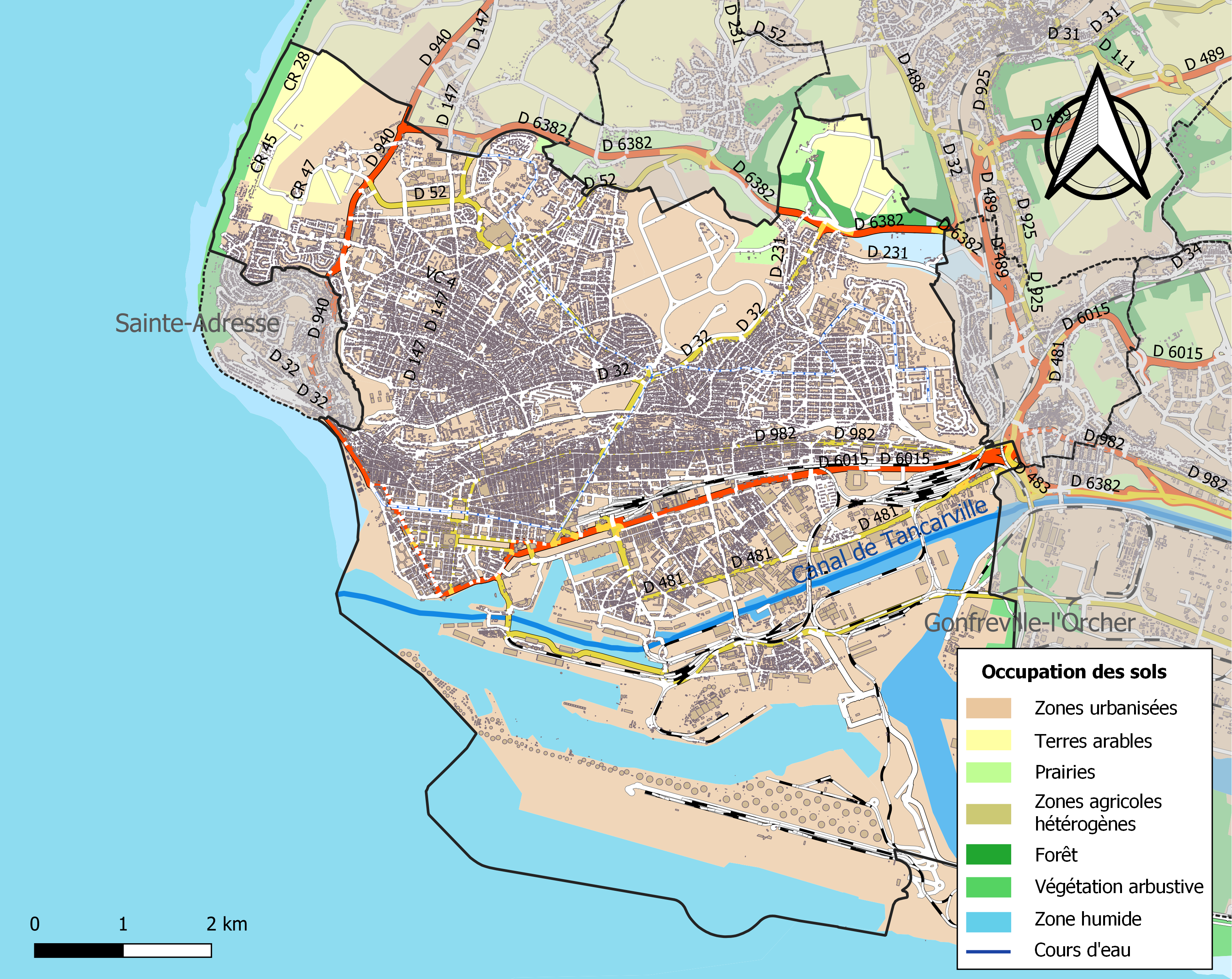
Carte des infrastructures et de l'occupation des sols de la commune en 2018 (CLC).

### Ville basse

#### Ville reconstruite après 1945

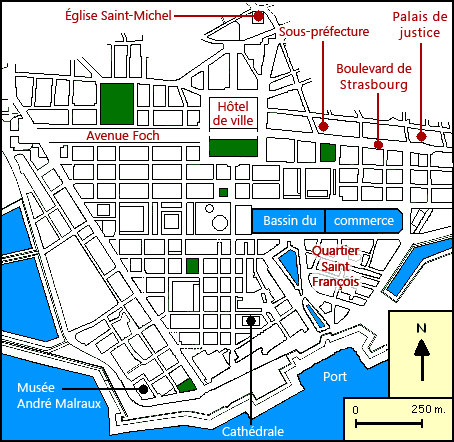
Plan du Havre et de son centre-ville reconstruit après la Seconde Guerre mondiale.

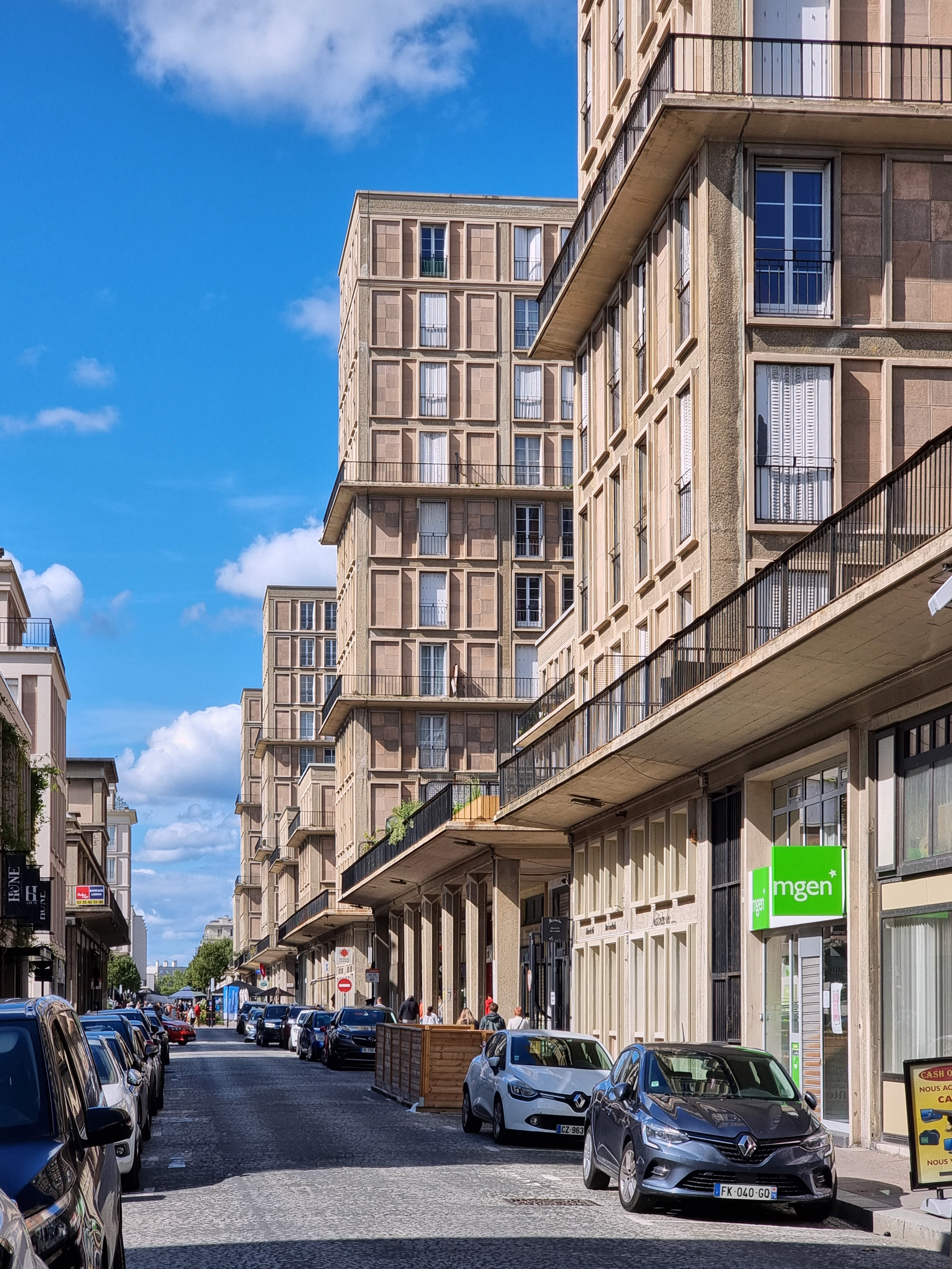
L'architecture Perret, classée au patrimoine mondial de l'UNESCO.

En grande partie détruit pendant la Seconde Guerre mondiale, le centre-ville a été reconstruit d'après les plans de l'atelier d'Auguste Perret entre 1945 et 1964. Seuls l'hôtel de ville et l'église Saint-Joseph (107 m de hauteur) ont été conçus personnellement par l'architecte Auguste Perret. Venant consacrer ce travail de reconstruction, l'UNESCO a inscrit le centre-ville du Havre le 15 juillet 2005 au patrimoine mondial de l'humanité,. Cet espace de 133 hectares est l'un des rares sites contemporains inscrits en Europe. L'architecture du quartier se caractérise par l'usage du béton, du préfabriqué, l'utilisation systématique d'une trame modulaire de 6,24 mètres et des lignes droites,.
Une autre œuvre architecturale notable du centre-ville est celle de la Maison de la Culture du Havre, réalisée en 1982 par l'architecte brésilien Oscar Niemeyer et surnommée « le Volcan », en raison de la forme du bâtiment. En 2012, ce lieu est en cours de réfection de l'espace extérieur et intérieur avec des modifications assez importantes approuvées par l'architecte notamment une plus grande ouverture vers l'extérieur de l'esplanade.
Les quartiers Notre-Dame et du Perrey sont essentiellement résidentiels. Le quartier des Halles est l'un des pôles commerciaux de la ville. Quant au quartier Saint-François, il a été également reconstruit après 1945 mais dans un style architectural radicalement différent : les immeubles sont en briques et possèdent un toit à double pente en ardoise. C'est le quartier des restaurants et du marché aux poissons.

#### Quartiers du centre ancien

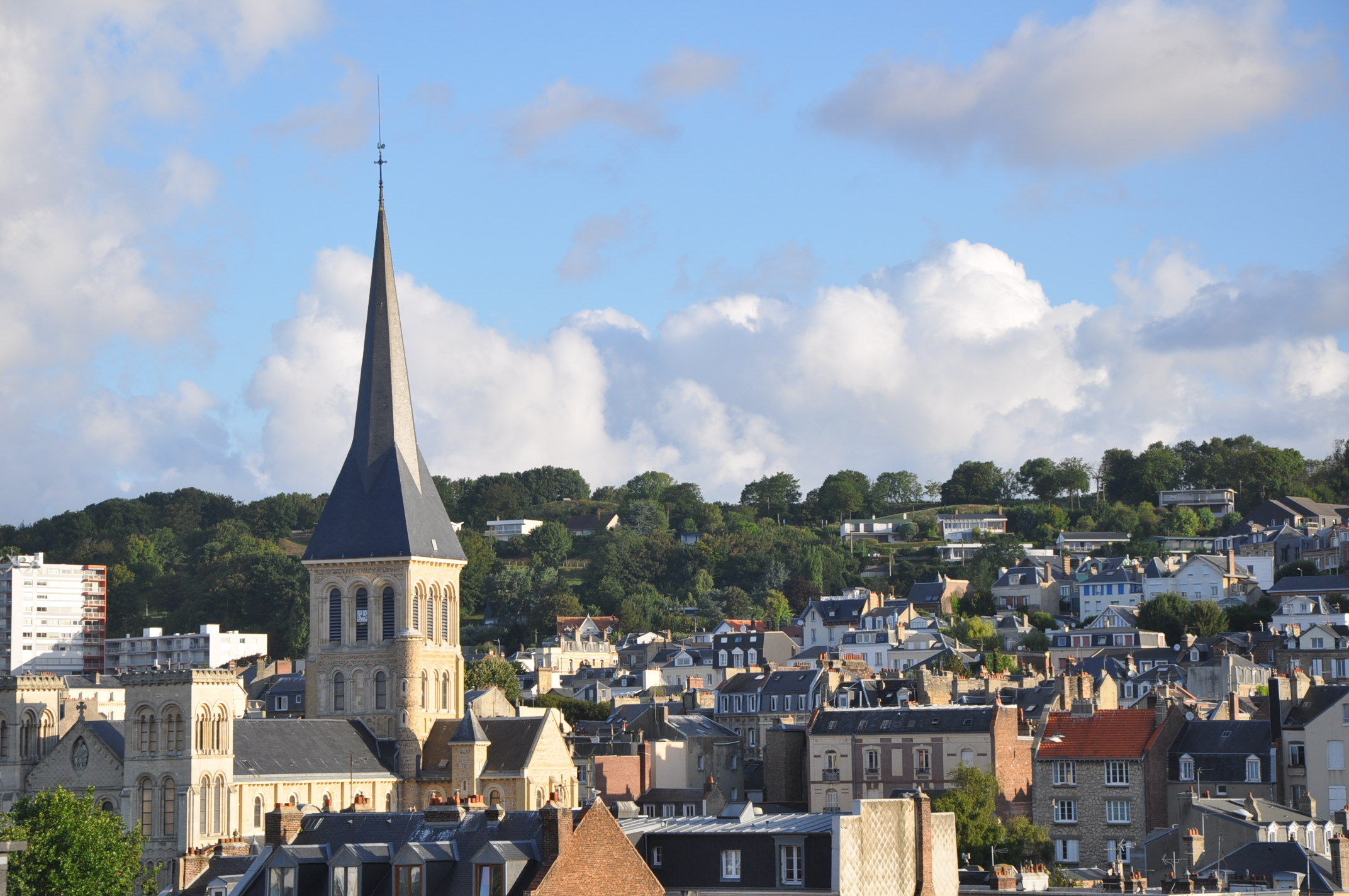
Le quartier Saint-Vincent autour de son église.

À l'est et au nord du centre-ville reconstruit s'étendent des quartiers anciens (quartiers de Danton, Saint-Vincent, Graville, Massillon, etc.) épargnés par les bombardements de la Seconde Guerre mondiale. L'habitat, généralement en briques, date du XIXe siècle et de la première moitié du XXe siècle. Rue Durécu, une dizaine de maisons dont l'entrée se trouvent en contrebas de la chaussée marquent l'ancien niveau des constructions avant les bombardements de 1944. Cette dénivellation témoigne de l'épaisseur des gravats provenant des immeubles détruits dans ce quartier. En cheminant rue Jean-Baptiste-Eyries, le numéro 75 était la demeure d'un médecin de marine identifiable par les feuilles de laurier et l'ancre de marine sculptées dans la pierre portant le numéro. Au bas de la porte d'entrée se trouve une petite niche cerclée de métal et comportant une barre horizontale. Il s'agit d'un décrottoir servant à nettoyer les chaussures avant d'entrer dans l'immeuble. Le signe distinctif des maisons de notables.
Les commerces se concentrent le long de quelques grandes rues et au niveau du quartier du Rond-Point. Au cours des années 1990 et 2000, ces quartiers ont fait l'objet d'une importante requalification, notamment dans le cadre d'une OPAH : amélioration de l'habitat par réhabilitation ou reconstruction, création d’équipements publics et redynamisation des commerces.
À la fin du XXe siècle et au début du XXIe siècle, le quartier des gares a connu d'importantes transformations. En effet, l'endroit constitue la porte d'entrée de la ville avec les principales avenues qui s'y croisent et la présence de la gare ferroviaire. De nouveaux bâtiments sont sortis de terre (université Le Havre Normandie, conservatoire, sièges sociaux de la SPB (Société de Prévoyance Bancaire) et de la CGM, Novotel, Matmut, nouvelle CCI) dont certains ont été dessinés par des architectes de renom. La gare routière, certifiée NF depuis 2005, a été réaménagée. Au nord de la gare, un autre projet immobilier en lieu et place du vétuste ilôt Turgot-Magellan vit le jour en 2013, comprenant 12 500 m2 de bureaux et un hôtel de huit étages, complété par des commerces en rez-de-chaussée.

#### Les quartiers Sud

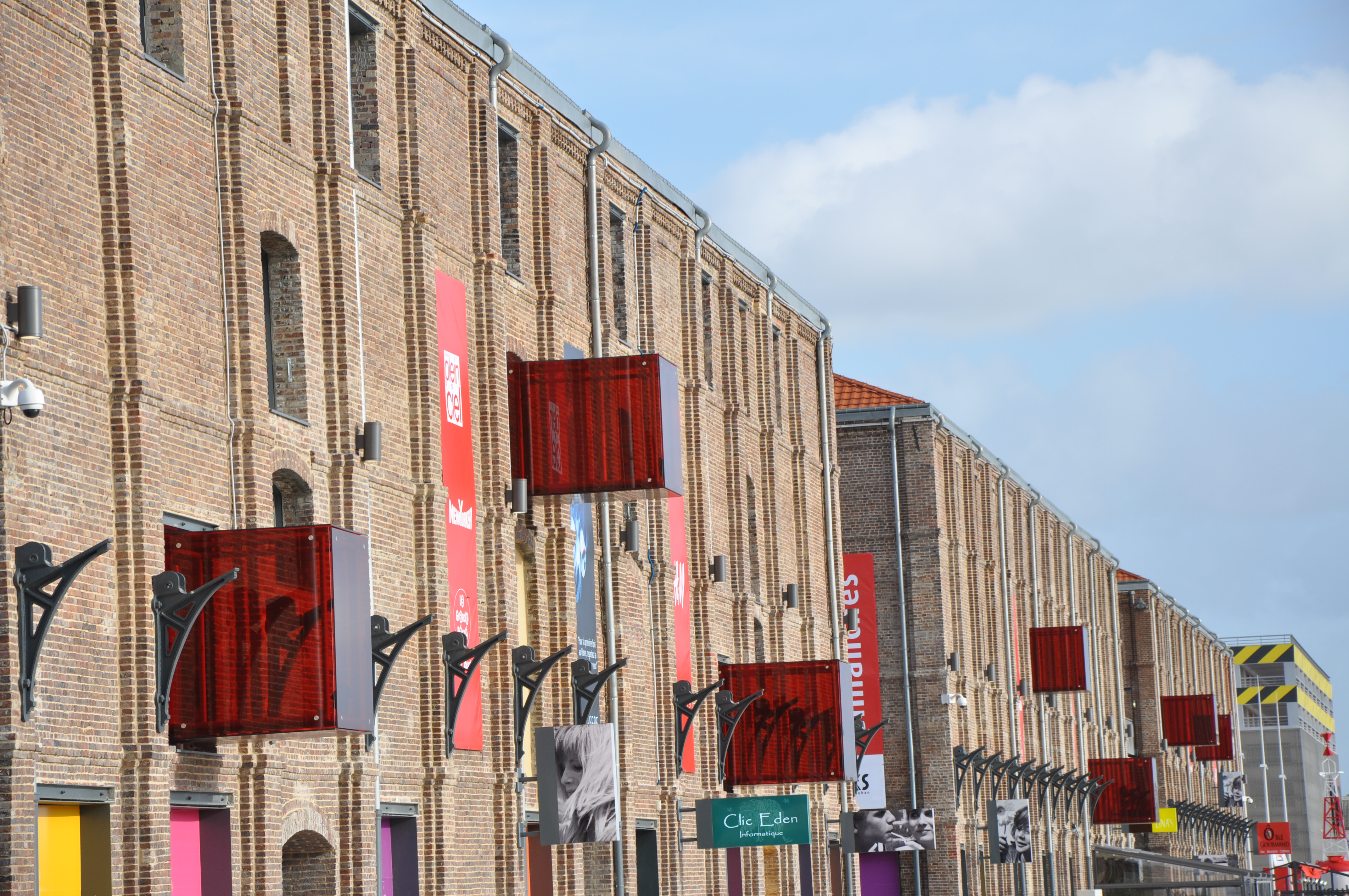
Zone commerciale des Docks Vauban, 2009, côté sud.

Les quartiers sud du Havre ont été marqués par les activités industrielles et portuaires. On y trouve des ensembles en brique du XIXe siècle, des grands ensembles (Chicago, Les Neiges), des cités ouvrières, des PME, des entrepôts, des bassins et des installations portuaires, ou encore des infrastructures de transport.
Les quartiers Sud connaissent depuis quelques années une mutation profonde, grâce aux aides européennes. Il s'agit de redynamiser des endroits délaissés par les activités industrielles et portuaires en développant les activités tertiaires. Ainsi, les docks ont été complètement transformés en salle de sport et de spectacles (Docks Océane), en centre commercial (Docks Vauban) et en parc des expositions (Docks Café). Les Bains des Docks ont été dessinés par l'architecte Jean Nouvel. Fin 2012, les étudiants de Sciences-Po Europe Asie et de l'INSA intégreront de nouveaux bâtiments situés à côté de l'ISEL (Institut supérieur d’études logistiques) et de la future ENSM (École nationale supérieure maritime). Le nouveau pôle médical autour de la nouvelle clinique des Ormeaux a été construit dans ces quartiers où de nombreux logements sont également programmés, avec pour objectif de favoriser la mixité sociale.
En 2011, la ville du Havre lance le projet « Odyssey 21 ». La cité de la mer et du développement durable devait s'organiser autour d'une tour métallique de 120 mètres de haut conçue par Jean Nouvel : le projet a été suspendu en 2007, mais les travaux devaient finalement commencer en 2013. La municipalité comptait y attirer quelque 300 000 visiteurs par an. En 2013, le nouveau maire du Havre, Édouard Philippe, décide d'abandonner le projet, mettant en cause la dérive du coût de construction.
En 2016, les Docks Café sont transformés en centre des congrès et deviennent le « Carré des docks », un espace multifonctionnel mêlant un auditorium de 600 à 2 100 places, une salle plénière de 350 places, onze salles de réunion et un parc des expositions constitué de trois nefs.

### Ville haute
La ville haute est composée de trois parties : la « côte », les quartiers pavillonnaires du plateau et les grands ensembles périphériques.

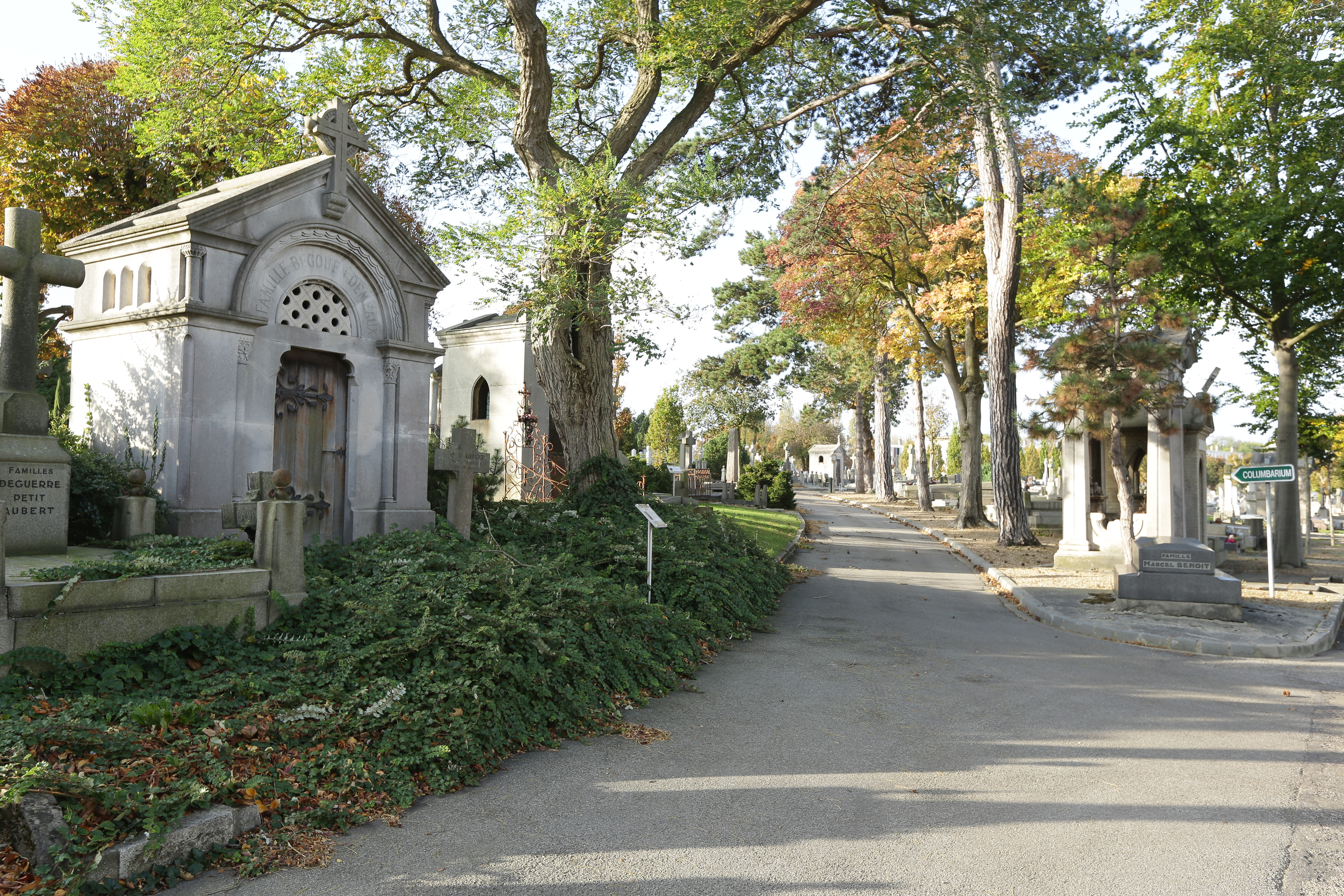
Le cimetière Sainte-Marie.

Les quartiers situés sur la « côte » (la falaise morte) sont résidentiels, plutôt aisés dans la partie ouest (Les Ormeaux, rue Félix-Faure) et plutôt modestes à l'est (Sainte-Cécile, Aplemont). Le tunnel Jenner passe sous la côte et permet de relier la ville haute et la ville basse. C'est aussi sur la côte que l'on trouve les deux forts de la ville (forts de Sainte-Adresse et de Tourneville) et le principal cimetière (cimetière Sainte-Marie). Avec la disparition des fonctions militaires de la ville, les forts sont progressivement reconvertis : le fort de Sainte-Adresse abrite les Jardins suspendus, le fort de Tourneville accueille les archives municipales, plusieurs associations culturelles ou de mémoire et depuis 2013 le projet Tetris, un pôle de musiques actuelles doté de salles de concerts et des studios de répétition.
Au nord de la « côte » se sont développés, durant la première moitié du XIXe siècle, des quartiers pavillonnaires tels que Rouelles, Sainte-Cécile, la Mare-au-Clerc, Sanvic, Bléville et Dollemard. Dans leur prolongement Nord-Ouest, entre Bléville et l’aéroport d’Octeville, un nouveau secteur est actuellement en construction : « Les Hauts de Bléville ». Cet éco-quartier, composé d'habitations aux normes HQE, d'une ZAC et d'une école, devrait compter 1 000 logements au total.
Les quartiers périphériques de la commune se sont développés dans l'après-guerre. Ce sont des grands ensembles de Caucriauville, du Bois de Bléville, du Mont-Gaillard et de la Mare-rouge, classés quartiers prioritaires où se concentre une population défavorisée. En octobre 2004, l'Agence nationale pour la rénovation urbaine (ANRU) a signé avec la municipalité du Havre la première convention afin de financer la réhabilitation de ces quartiers. Cette convention finance plus de 340 millions d'euros pour les grands ensembles des quartiers nord, où résident environ 41 000 habitants. Elle permet de démolir puis de reconstruire plus de 1 700 logements.

## Toponymie
Le nom de la ville est attesté en 1489, avant même sa fondation par François Ier, sous la forme le Hable de Grace, puis ville de Grace en 1516, deux ans avant sa fondation officielle. L'appellation savante et transitoire de Franciscopolis en hommage à ce même roi, rencontrée dans certains documents, puis celle du Havre-Marat, en référence à Jean-Paul Marat au moment de la Révolution française, ne se sont pas imposées. Cependant, cette dernière explique pourquoi le déterminant complémentaire -de-Grâce n'a pas été rétabli. Ce qualificatif se référait sans doute à la chapelle Notre-Dame, située à l'emplacement de la cathédrale du même nom. On remarque qu'elle faisait face à la chapelle Notre-Dame de Grâce de Honfleur de l'autre côté de l'estuaire.
Le nom commun havre, synonyme de port, sorti de l'usage à la fin du XVIIIe ou au XIXe siècle, est conservé dans l'expression havre de paix. Il est généralement considéré comme un emprunt au moyen néerlandais au XIIe siècle. Son origine germanique explique l'« aspiration » du h initial. Cependant, de nouvelles recherches mettent l'accent sur le fait que le terme qui est attesté très tôt (dès le début du XIIe siècle) et dans des textes normands sous les formes hable, hafne, havene et havne, rend peu probable une origine néerlandaise. Par contre, une étymologie scandinave est pertinente étant donné l'ancien appellatif norrois höfn (génitif hafnar, vieux danois hafn), désignant un « port de mer naturel, havre » et l'évolution phonétique du terme étrave d'origine scandinave assurée, attesté lui aussi sous des formes analogues comme estable et qui remonte probablement à l'ancien scandinave stafn. Ce mot de vieux norrois se perpétue dans les langues nordiques modernes : islandais höfn, féroïen havn et norvégien / danois havn.

## Histoire
Fondée le 8 octobre 1517 par François Ier, la ville du Havre est construite sur des marais. C'est une création relativement récente. Elle connait un fort essor démographique grâce au dynamisme de son port aux XVIIIe et XIXe siècles. Les bombardements de 1944 marquent une césure importante dans l'histoire de la ville et dans l'esprit de ses habitants. Aujourd'hui, les projets urbains et portuaires se multiplient pour faire face aux défis économiques et sociaux du XXIe siècle.

### AvantFrançoisIer

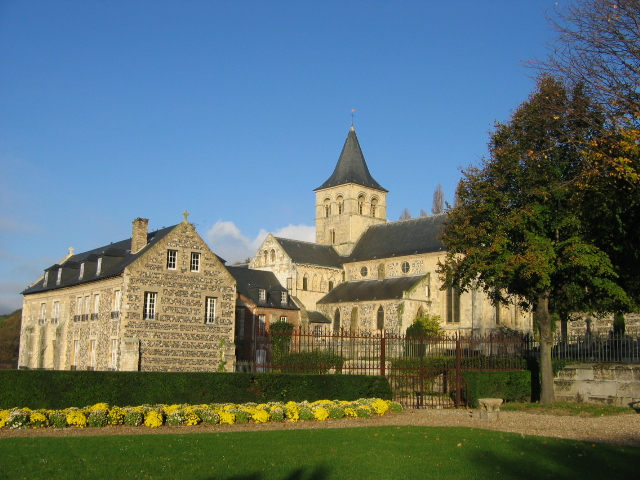
De nos jours, l'abbaye de Graville est le plus ancien bâtiment du Havre.

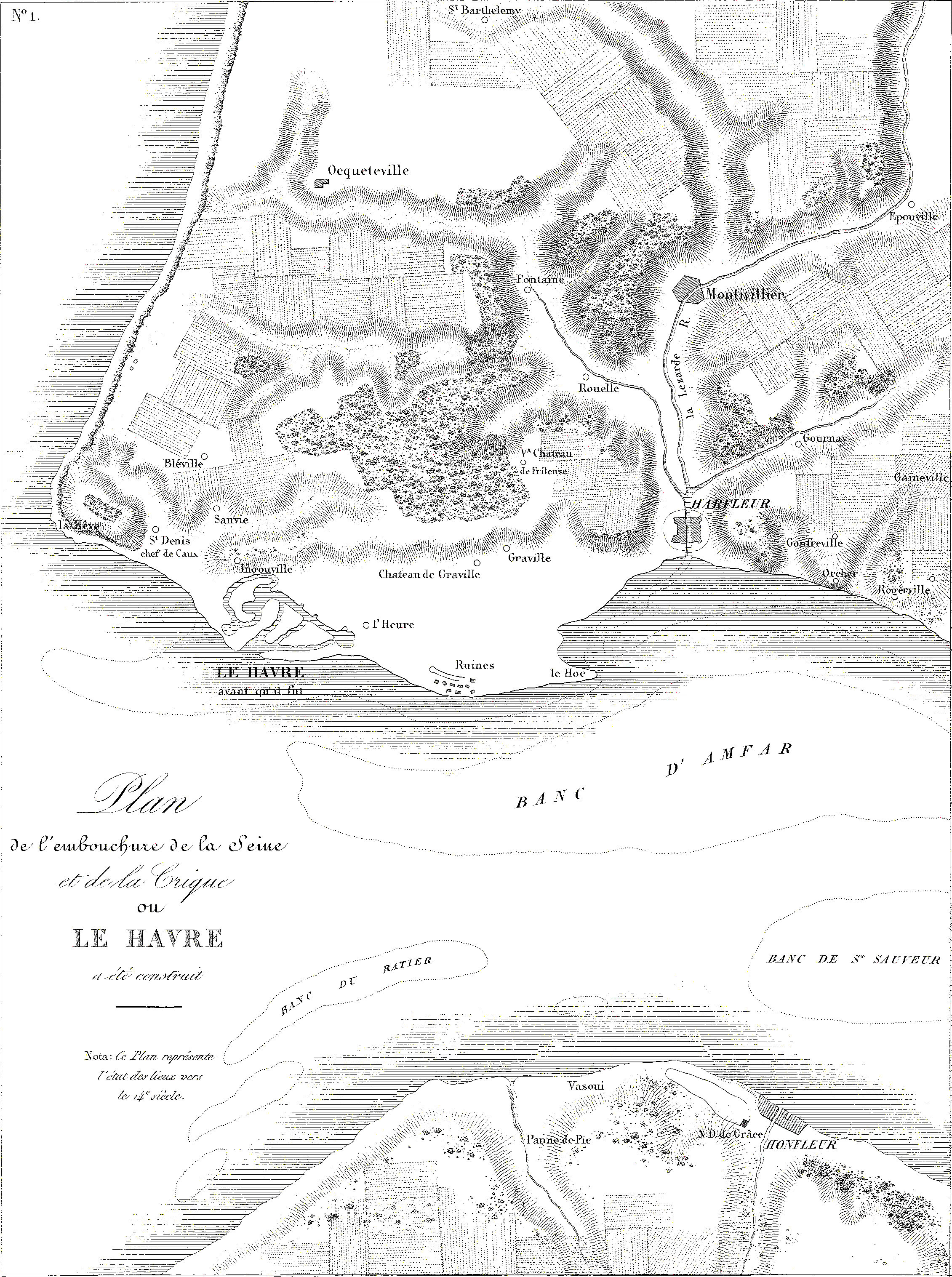
Embouchure de la Seine avant la fondation du Havre, vers le XIVe siècle (P.-F. Frissard, 1837, Archive municipales de la ville du Havre).

La présence humaine sur le territoire havrais remonte à la préhistoire, vers 400 000 av. J.-C.. Plusieurs vestiges datant du néolithique ont été exhumés en ville basse et dans la forêt de Montgeon : c'est à cette époque que la population augmente et se sédentarise dans les premiers hameaux. Au cours de l'âge du fer, le peuple celte des Calètes s'installe dans la région. Dès l'Antiquité, le trafic fluvial sur la Seine fait vivre les cités gallo-romaines de l'estuaire. Une voie romaine relie sans doute Lillebonne (Juliobona) à l'embouchure de la Seine et passe par le territoire actuel de la commune du Havre.[réf. nécessaire]
Les premières mentions de l'abbaye de Graville remontent au IXe siècle, celles de Sanvic sur le plateau, du village de Leure et de son port de commerce apparaissent au XIe siècle. Ce dernier sert d'abri aux navires qui attendaient la marée permettant d'entrer dans le port d'Harfleur situé en amont. C'est à cette époque que Guillaume Malet, compagnon de Guillaume le Conquérant, se fait construire un château à Graville et une motte féodale à Aplemont. Plusieurs hameaux de pêcheurs et d'agriculteurs, les premières paroisses, se créent au Moyen Âge classique. Pendant la guerre de Cent Ans, les ports fortifiés de Leure et d'Harfleur subissent des destructions. Au début du XVIe siècle, la croissance des échanges commerciaux, l'ensablement du port d'Harfleur et la crainte d'un débarquement anglais poussent le roi François Ier à fonder le port du Havre et la ville.

### La fondation du Havre

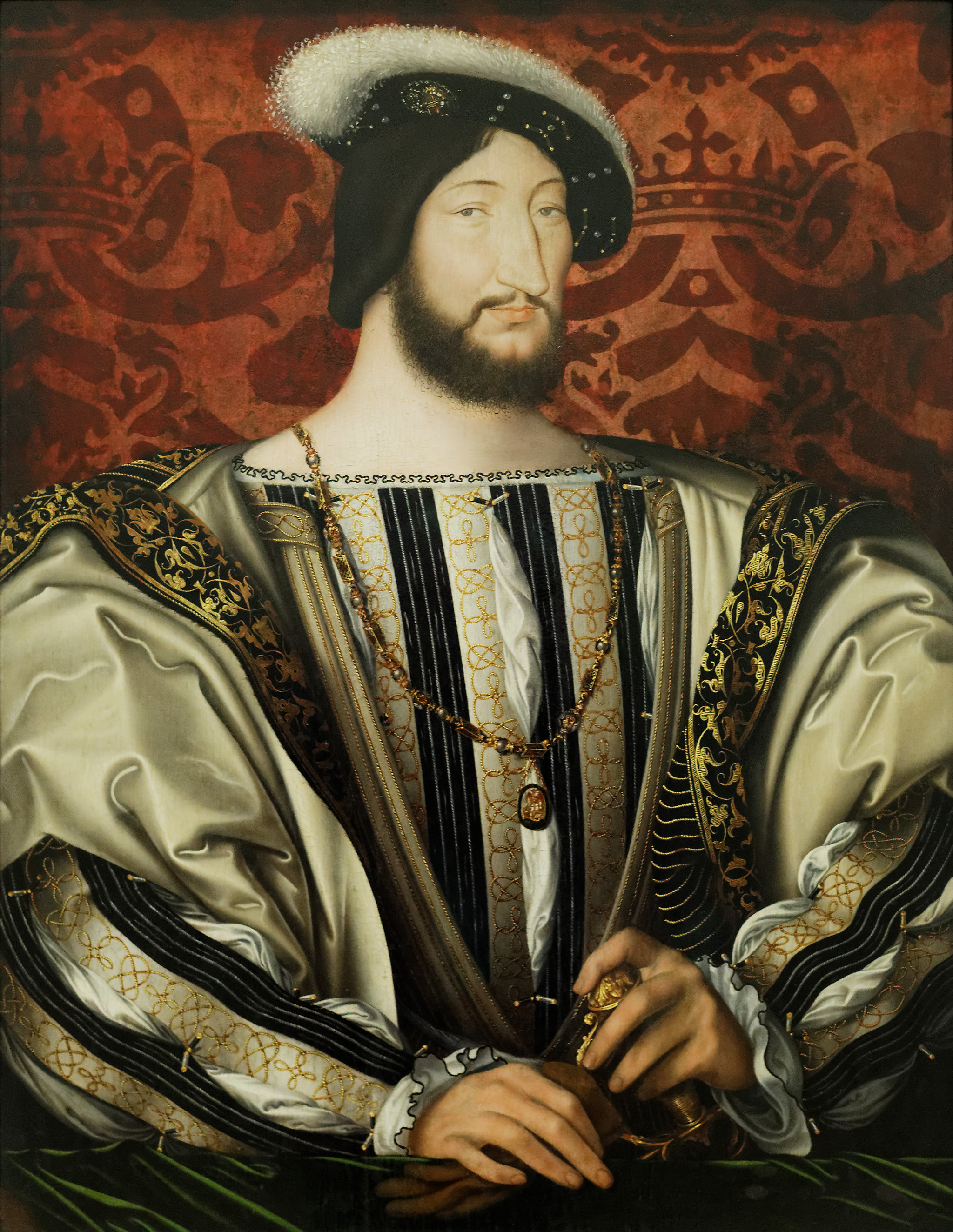
Le roi, fondateur du port du Havre.

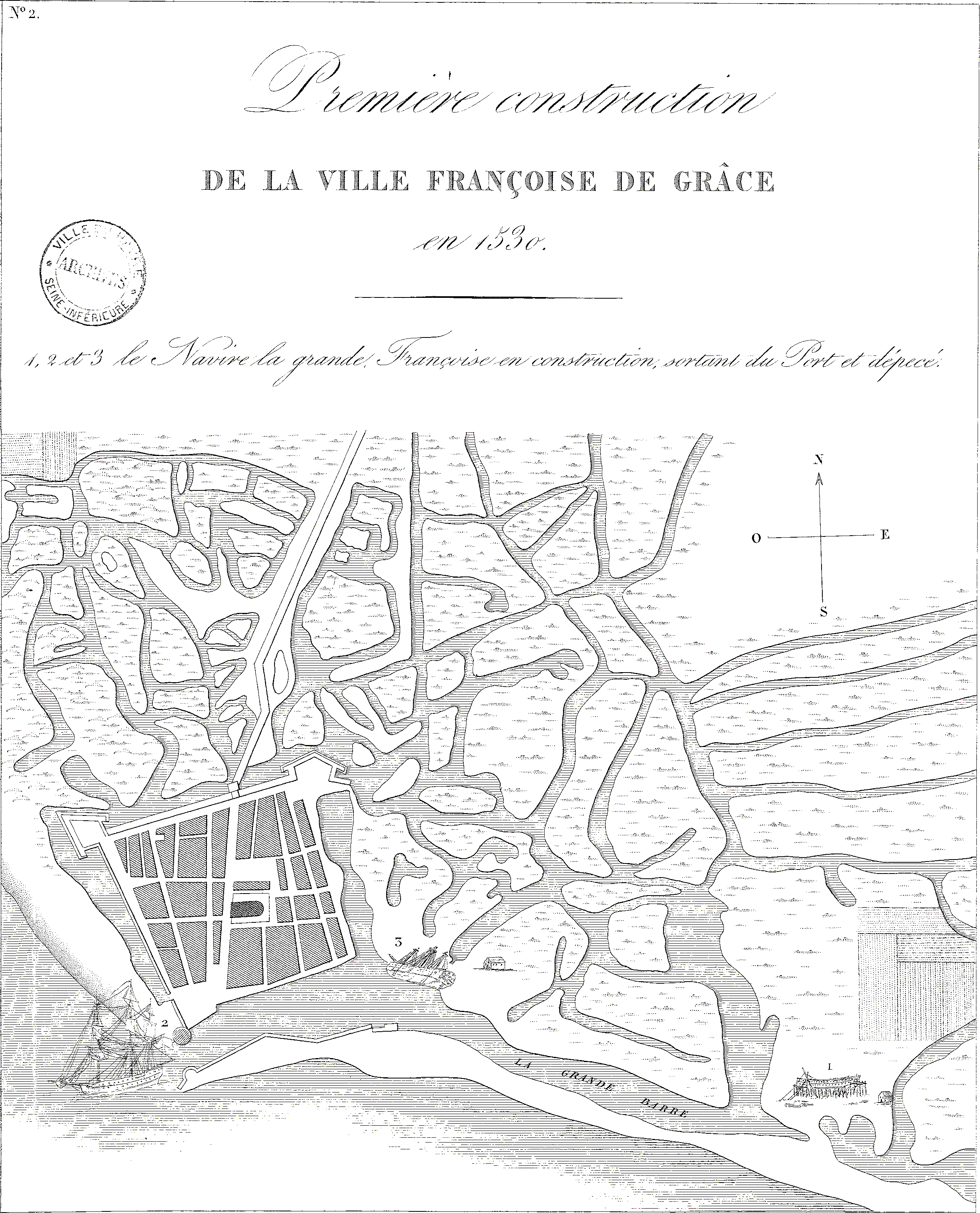
Plan de la ville en 1530 (P.-F. Frissard, 1837, Archive municipales de la ville du Havre).

Le 8 octobre 1517, François Ier signe la charte de fondation du port, le Havre de Grâce, dont les plans sont confiés d'abord au vice-amiral Guyon le Roy. La Tour François Ier, dite la « grosse tour », en défend l'entrée. Malgré les difficultés liées au terrain marécageux et aux tempêtes, le port du Havre accueille ses premiers navires en octobre 1518. Le roi se déplace lui-même en 1520, rend perpétuels les privilèges des Havrais et leur donne ses propres armoiries constituées d'une salamandre. La fonction militaire est aussi encouragée : le Havre est un des points de rassemblement de la flotte française pendant les guerres. Des navires partent également pêcher la morue à Terre-Neuve.
Le Nouveau Monde attire les aventuriers et quelques-uns partent du Havre, comme Villegagnon qui fonde une colonie au Brésil (Fort-Coligny) en 1555. Aujourd'hui encore, une place des cannibales rappelle ces liens anciens avec l'Amérique. À la fin du XVIe siècle, la contrebande prend son essor et Le Havre voit arriver des produits américains comme des cuirs, du sucre et du tabac. Un des principaux acteurs de ce trafic interlope est un explorateur et cartographe, Guillaume Le Testu (1509-1573) : un quai au Havre porte toujours son nom.
En 1525, une tempête provoque la mort d'une centaine de personnes et la destruction de 28 bateaux de pêche et de la chapelle Notre-Dame. En 1536, cette dernière est reconstruite en bois avec des piliers en pierres sous la direction de Guillaume de Marceilles. Une tour gothique coiffée d'une grande flèche octogonale est ajoutée en 1540. La même année François Ier confie le projet d'urbanisme et de fortification à l'architecte italien Girolamo Bellarmato. Celui-ci a les pleins pouvoirs et organise le quartier Saint-François selon des normes précises (plan orthogonal, limitation de la hauteur des maisons, etc.). La première école et la halle aux grains sont érigées. Les années 1550 voient la création de plusieurs institutions municipales : l'hôtel de ville, l'amirauté, l'hôpital, le siège de la vicomté et du bailliage.

### Les guerres de Religion

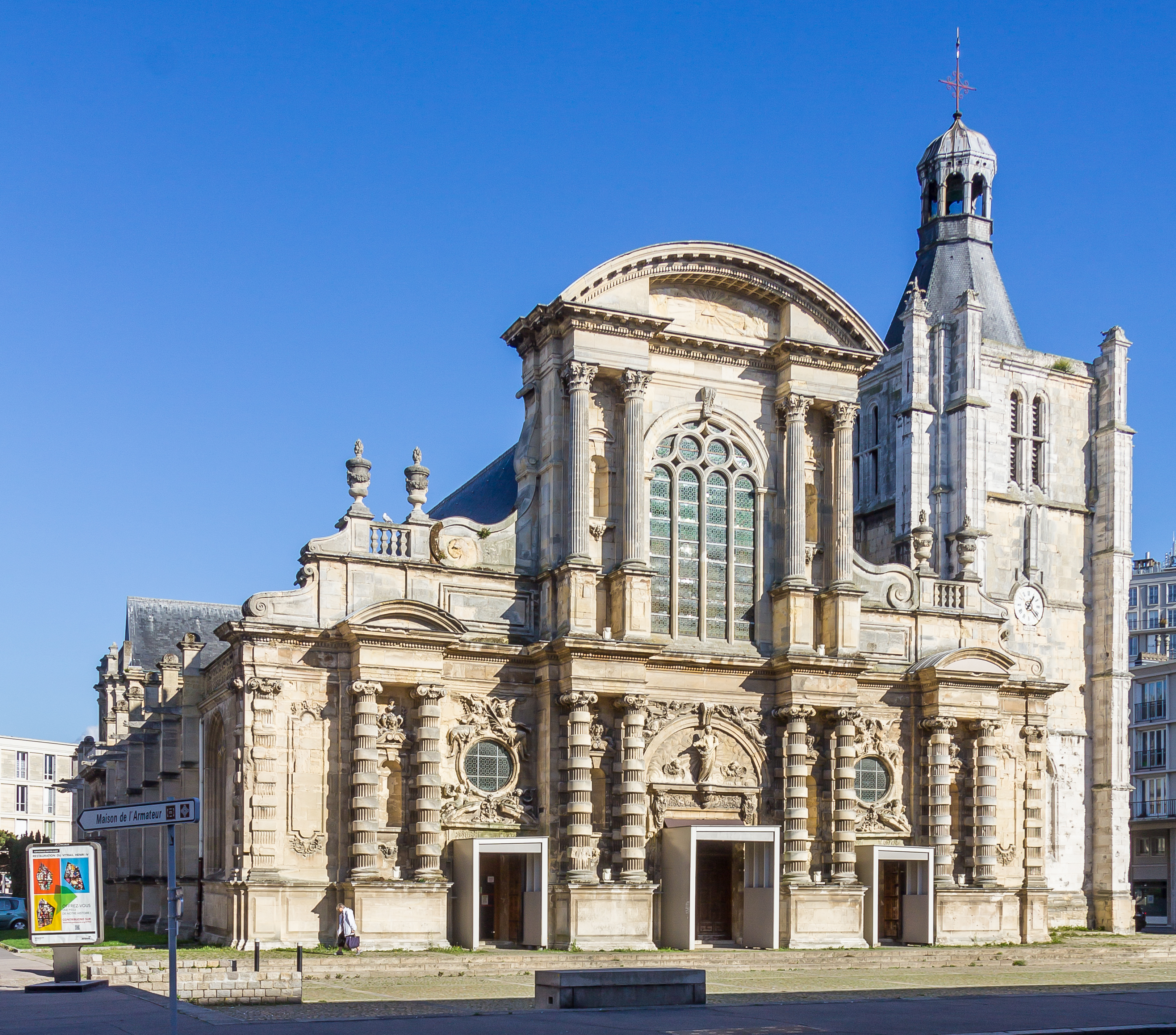
La cathédrale du Havre.

La Réforme connaît un relatif succès en Normandie. Dès 1557, Jean Venable, libraire colporteur de Dieppe, diffuse en pays de Caux et en Basse-Normandie les écrits de Martin Luther et de Jean Calvin. Un premier temple protestant est construit au Havre en 1600 dans le quartier Sanvic, à l'emplacement du 85, rue Romain-Rolland. Il sera détruit en 1685, à la révocation de l'édit de Nantes par Louis XIV. Il faut attendre 1787 et l'Édit de tolérance du roi Louis XVI pour que les protestants havrais ouvrent à nouveau un lieu de culte dans le quartier Saint-François.
Le Havre est touchée par les guerres de Religion : le 8 mai 1562, les réformés prennent la ville, pillent les églises et expulsent les catholiques. Redoutant une contre-attaque des armées royales, ils se tournent vers les Anglais qui leur envoient des troupes commandées par le comte de Warwick qui débarquent au Havre. Gabriel Ier de Montgommery se met à la tête des révoltés. Les protestants construisent des fortifications en vertu du traité d'Hampton Court. Les troupes de Charles IX, commandées par le connétable de Montmorency, attaquent la ville et les Anglais en sont finalement chassés le 29 juillet 1563. Le fort bâti par les Anglais est détruit et la tour de la cathédrale Notre-Dame est abaissée sur les ordres du roi de France. Celui-ci ordonne la construction d'une nouvelle citadelle qui est achevée en 1574. De nouvelles fortifications sont mises en place entre 1594 et 1610. En 1581 débute l'aménagement d'un canal entre Harfleur et l'estuaire de la Seine.

### LesXVIIeetXVIIIesiècles
La fonction de défense du Havre est réaffirmée et la modernisation du port débute au XVIe siècle, sur ordre du cardinal de Richelieu, gouverneur de la ville : l'arsenal et le bassin du Roy sont aménagés, les remparts sont renforcés et une forteresse est construite. C'est dans cette dernière que Mazarin fait emprisonner les princes frondeurs, Longueville, Conti et Condé. Au début du règne de Louis XIV, Colbert décide de rénover les infrastructures portuaires et militaires : les travaux durent 14 ans. En 1669, le ministre inaugure le canal du Havre à Harfleur, appelé aussi « canal Vauban ».

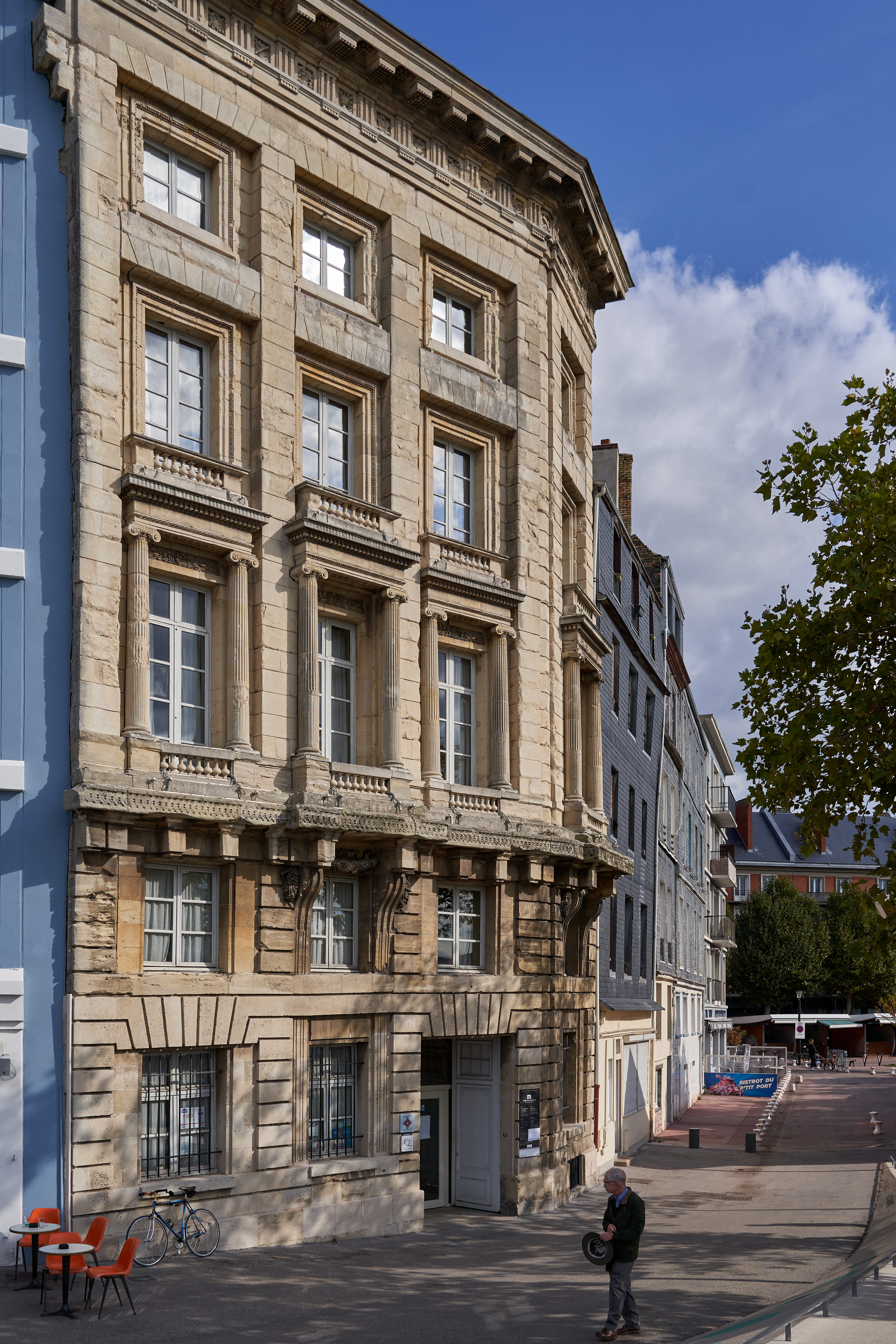
La façade de la maison de l'Armateur (XVIIIe siècle).

Le Havre affirme sa vocation maritime et internationale au cours du XVIIe siècle : la Compagnie de l'Orient s'y installe dès 1643. On importe d'Amérique des produits exotiques (sucre, coton, tabac, café et diverses épices). La traite des Noirs enrichit les négociants locaux, surtout au XVIIIe siècle. Avec 399 expéditions négrières aux XVIIe et XVIIIe siècles, Le Havre figure au troisième rang des ports français ayant pratiqué la traite atlantique, derrière Nantes et La Rochelle. Cependant, le commerce maritime est soumis aux relations internationales et au contexte européen : les guerres de Louis XIV et de Louis XV interrompent momentanément l'essor du Havre. Les Anglo-Hollandais bombardent la ville à plusieurs reprises, notamment en 1694 et en 1696,.

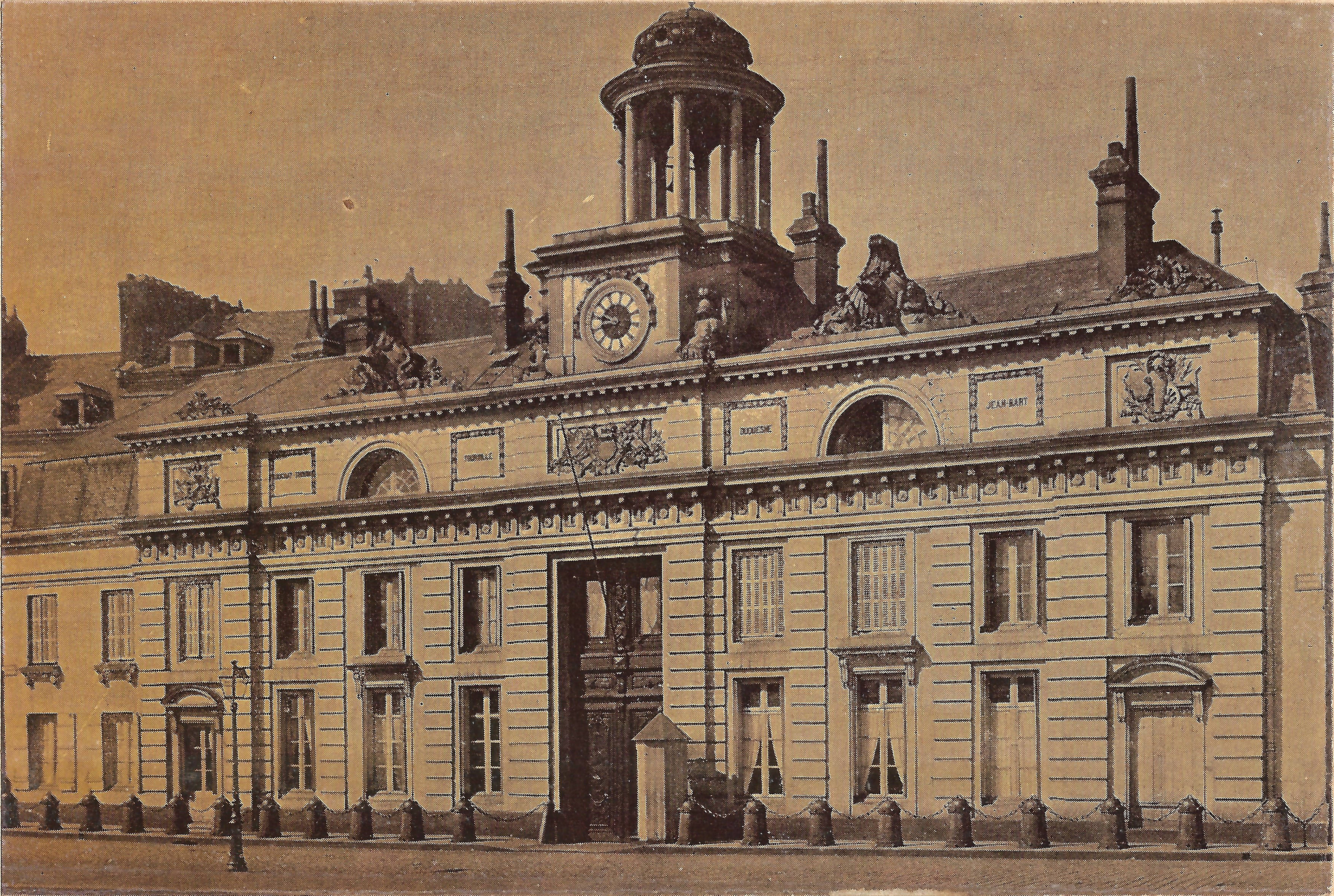
L'arsenal du Havre.

En 1707, le capitaine havrais Michel Dubocage explore l'océan Pacifique à bord de la Découverte et atteint l'île Clipperton. À son retour au Havre, fortune faite, il monte une maison de négoce et achète un hôtel particulier au cœur du quartier Saint-François ainsi que la seigneurie de Bléville. Un autre capitaine havrais Jean-Baptiste d'Après de Mannevillette (1707-1780) travaille pour la Compagnie des Indes et cartographie les côtes de l'Inde et de la Chine. À partir du milieu du XVIIIe siècle, les riches négociants se font construire des résidences sur la côte. En 1749, Madame de Pompadour veut voir la mer : Louis XV choisit Le Havre pour satisfaire le désir de sa maîtresse. C'est une visite ruineuse pour les finances de la ville. La ville est bombardée en 1759, au cours de la guerre de Sept Ans. L'essor économique du Havre se traduit par un accroissement de sa population (18 000 habitants en 1787) mais aussi par des transformations dans le port et la ville : installation d'une manufacture des tabacs dans le quartier Saint-François, expansion des chantiers navals, nouvel arsenal, bourse de commerce, création et ouverture, en 1773, de l'École royale de la Marine. Après le terrible incendie des 4 et 5 janvier 1786 Louis XVI approuve, lors de sa visite en juin suivant, le projet d'extension de la ville et c'est François Laurent Lamandé qu'il choisit pour se charger de multiplier par quatre la surface de la ville.

### Les périodes révolutionnaire et de l'Empire (1789-1815)

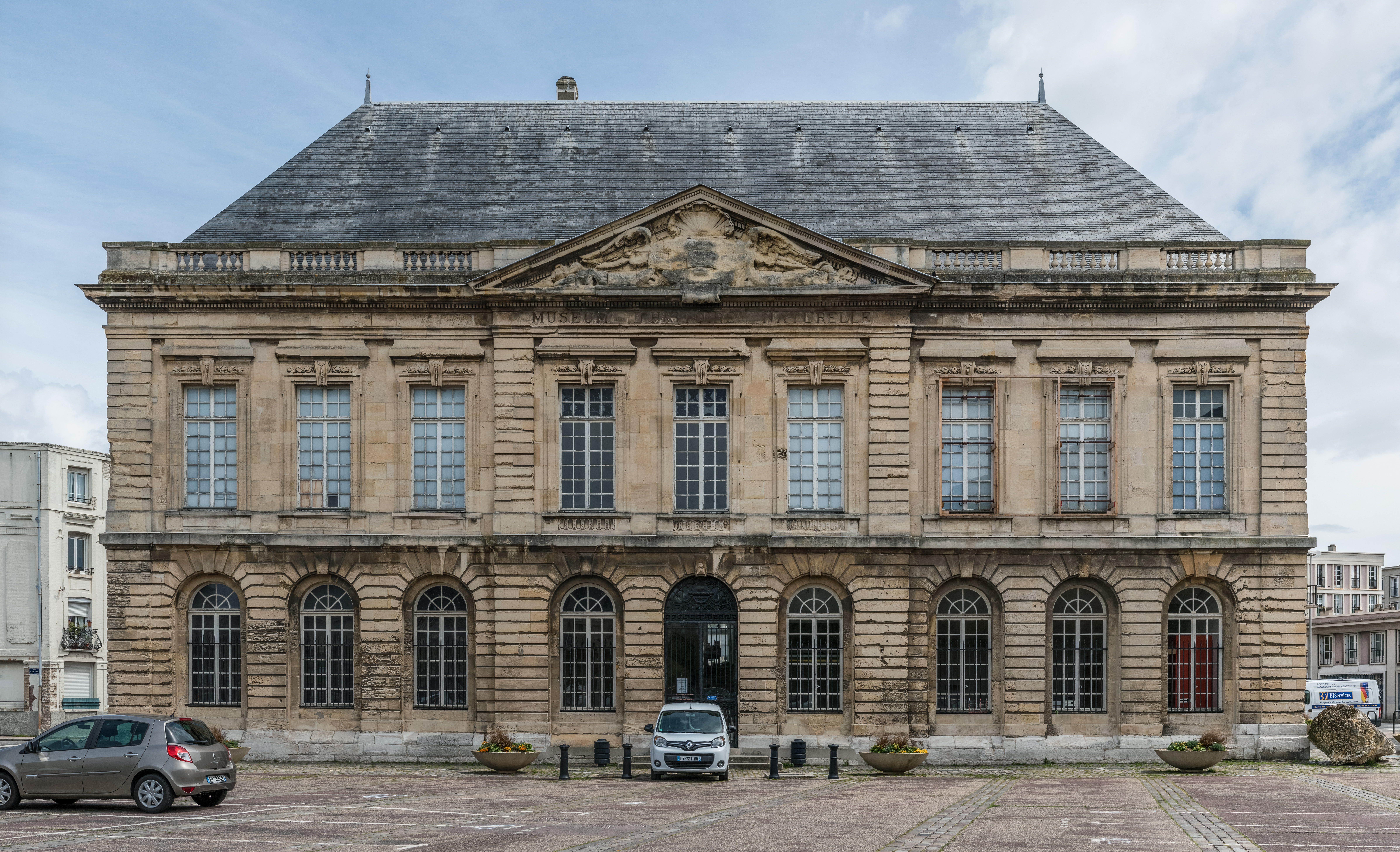
Le Muséum d'histoire naturelle du Havre était autrefois un palais de justice. Il date du XVIIIe siècle.

Entre 1789 et 1793, le port du Havre est le deuxième en France, après celui de Nantes. Le commerce triangulaire se poursuit jusqu'à la guerre et l'abolition de la traite. Le port reste toujours un enjeu stratégique à cause du commerce des céréales (ravitaillement de Paris) et de sa proximité avec l'ennemi britannique.
Les événements nationaux de la Révolution française trouvent un écho au Havre : les délégués pour les Cahiers de Doléances sont élus en mars 1789. Des émeutes populaires surviennent en juillet, la garde nationale est formée quelque temps plus tard. L'élection d'un maire a lieu en 1790, année de célébration de la Fête de la Fédération. L'année 1793 est difficile pour la France comme pour Le Havre à cause de la guerre, des insurrections fédéralistes et du marasme économique. La Terreur religieuse transforme la cathédrale Notre-Dame en temple de la Raison. La ville acquiert le statut de sous-préfecture par la réforme administrative de l'an VIII. Le bagne du Havre a existé de 1798 à 1803,,,
Sous l'Empire, Napoléon Ier vient au Havre et ordonne la construction de forts. Une chambre de commerce est fondée en 1800 mais, à cause de la guerre contre la Grande-Bretagne et du blocus continental, l'activité du port se réduit et celle des corsaires s'accroît. La population du Havre diminue jusqu'à compter 16 231 habitants en 1815.

### La prospérité duXIXesiècle

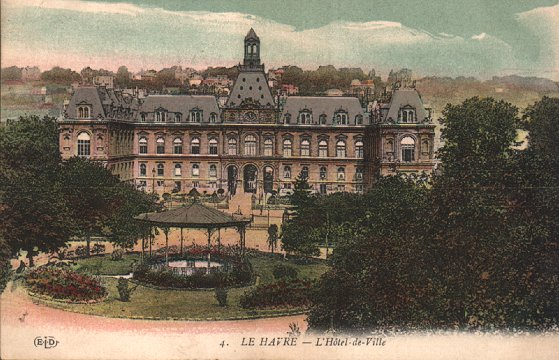
L'hôtel de ville en 1897.

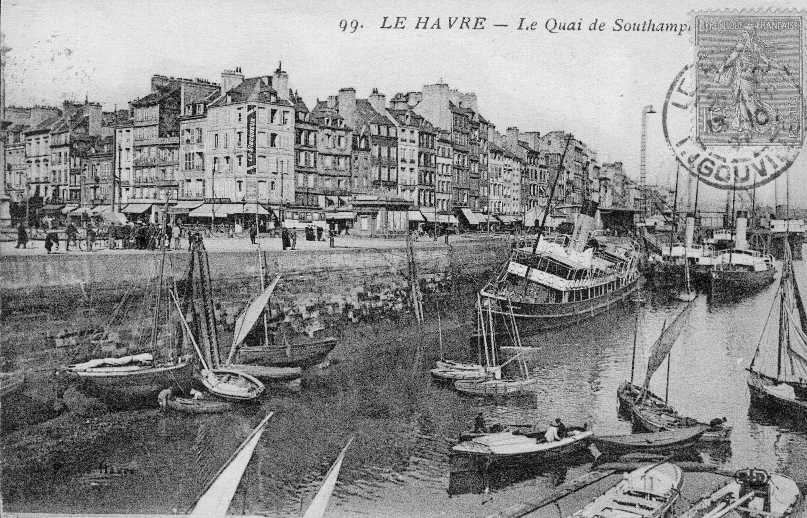
Le quai de Southampton dans les années 1920.

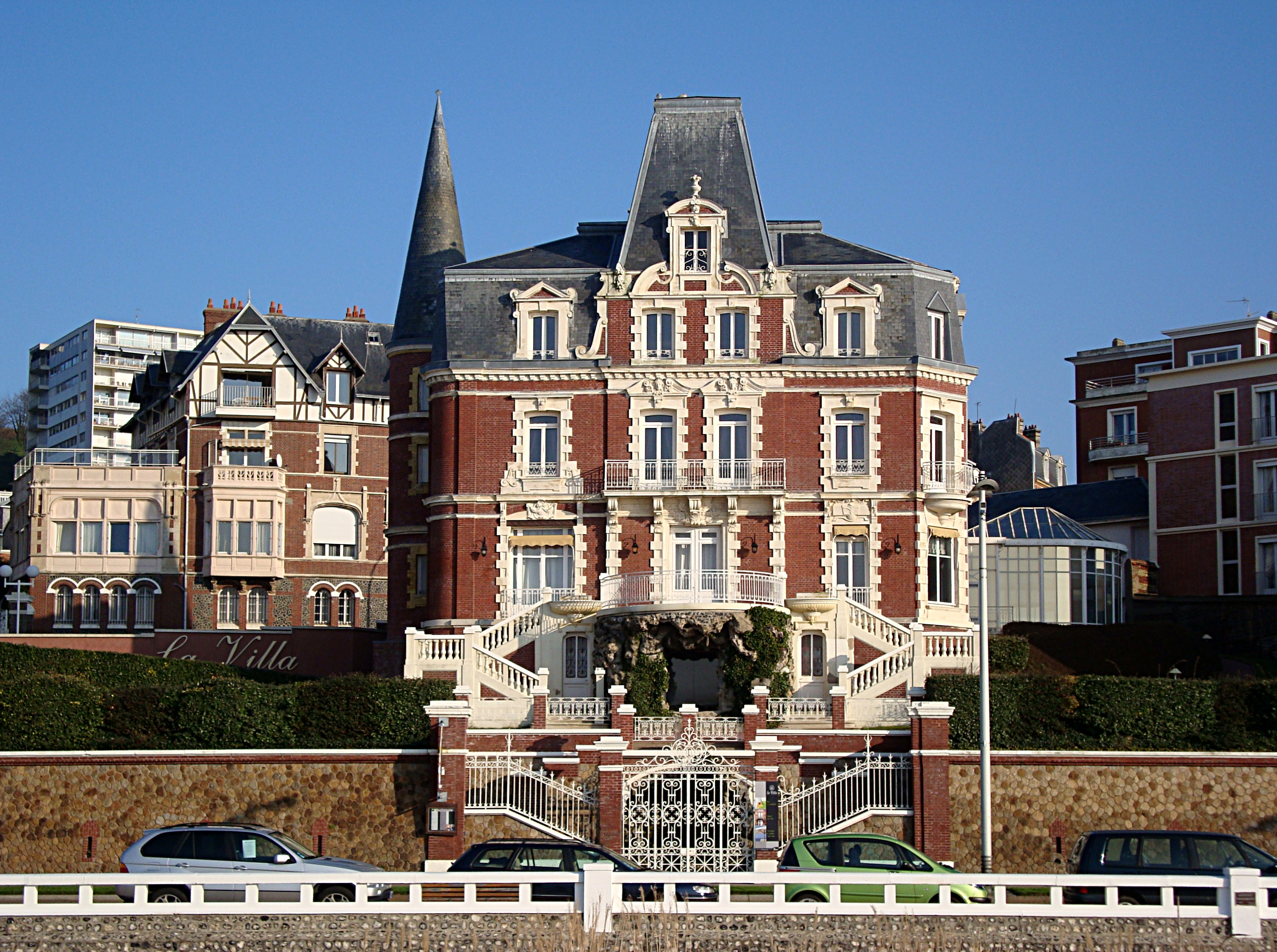
La Villa Maritime, boulevard Albert -1er.

L'arrêt des guerres révolutionnaires et napoléoniennes permet au commerce de reprendre normalement à mesure que s'éloigne la menace britannique. Le contexte de paix retrouvée et d'essor économique entraîne un afflux important de population. Les Havrais sont vite à l'étroit dans les murailles et de nouveaux quartiers apparaissent. Mais beaucoup d'indigents s'entassent dans le quartier insalubre de Saint-François. Les épidémies de choléra, de fièvre typhoïde et de « fièvres » font plusieurs centaines de morts dans les années 1830-1850. L'alcoolisme et la mortalité infantile font des ravages dans les classes les plus pauvres. Tout au long du XIXe siècle, l'aspect cosmopolite de la cité portuaire ne fait que se renforcer : dans les temps de prospérité maritime, la main-d'œuvre du pays de Caux est poussée vers Le Havre à cause de la crise du tissage. L'implantation d'une large communauté bretonne (10 % de la population havraise à la fin du XIXe siècle) modifie la vie culturelle du Havre. La population bretonnante aurait désigné la ville sous le nom d'An Hoar-Nevez. La réussite économique de la ville attire aussi des entrepreneurs anglo-saxons, nordiques et alsaciens.

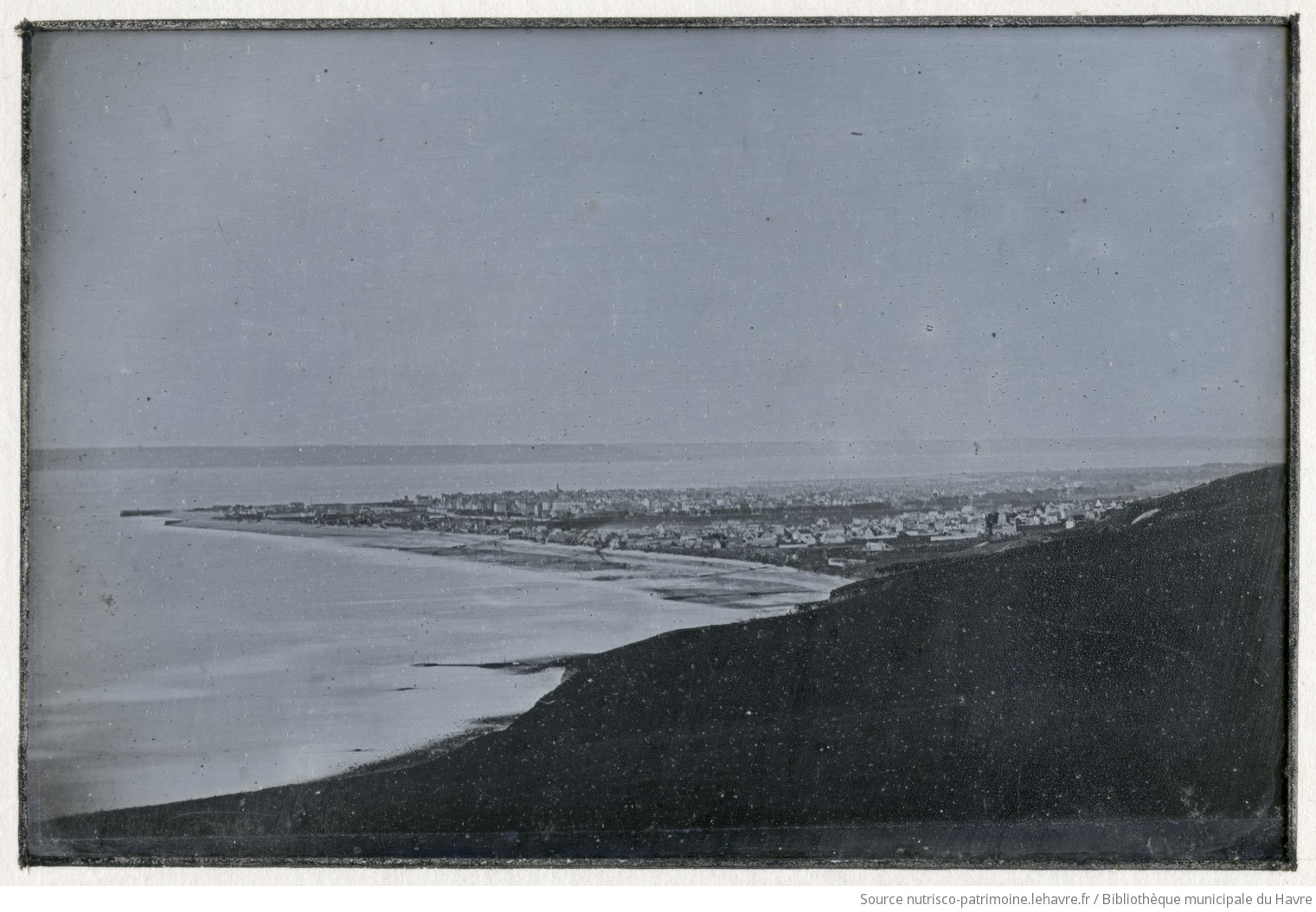
Hippolyte Fizeau, Première photographie connue du Havre, depuis les hauteurs de Sainte-Adresse (vue inversée),1840. Daguerréotype. Bibliothèque municipale du Havre.

La ville et son port se transforment grâce à de grands travaux d'aménagement, en partie financés par l'État, qui s'étalent tout au long du XIXe siècle, parfois interrompus par les crises politiques ou économiques. Ainsi plusieurs projets sont menés à bien comme la construction d'une nouvelle bourse et du bassin du commerce dès la première moitié du siècle. Le Havre devient le pilier européen de l'Histoire de la caféiculture, grâce à l'arrivée de familles de protestants allemands qui avaient capté le négoce du café pendant la Révolution haïtienne. L'installation progressive de l'éclairage au gaz à partir de 1835, de l'enlèvement des ordures (1844) et des égouts dénote un souci de modernisation urbaine. Au milieu du siècle, les vieux remparts sont rasés en 1854. Il faisait partie d'un ensemble de fortifications composées du fort de Sainte-Adresse à l'ouest, du fort Frileuse et du fort des Neiges et les communes limitrophes sont annexées : par conséquent, la population de la ville du Havre augmente brusquement. La période 1850-1914 constitue l'âge d'or du Havre ; en effet, hormis quelques années de dépression (guerre de Sécession, guerre franco-prussienne), le commerce explose et la ville s'embellit de constructions édilitaires (grands boulevards, hôtel de ville, palais de justice, nouvelle bourse).
Les effets de la révolution industrielle sont de plus en plus visibles au Havre : la première drague à vapeur est utilisée en 1831. Les chantiers de construction navale se développent avec Jacques-Augustin Normand. Frédéric Sauvage met au point ses premières hélices au Havre en 1833. Le chemin de fer arrive en 1848 et permet de désenclaver Le Havre. Les docks sont construits à la même époque, de même que des magasins généraux. Le secteur industriel reste cependant minoritaire au XIXe siècle : les usines sont en relation avec le trafic portuaire (chantiers navals, raffineries de sucre, fabriques de cordes, etc.). Le secteur bancaire se développe, même s'il demeure largement tributaire de l'extérieur. La ville compte peu de professions libérales et de fonctionnaires. Le nombre d'écoles reste insuffisant jusque dans les années 1870.[réf. nécessaire]. À partir de 1868, la ville accueille des spectacles taurins dans les arènes du Havre.

Le Havre par Eugène Boudin en 1852
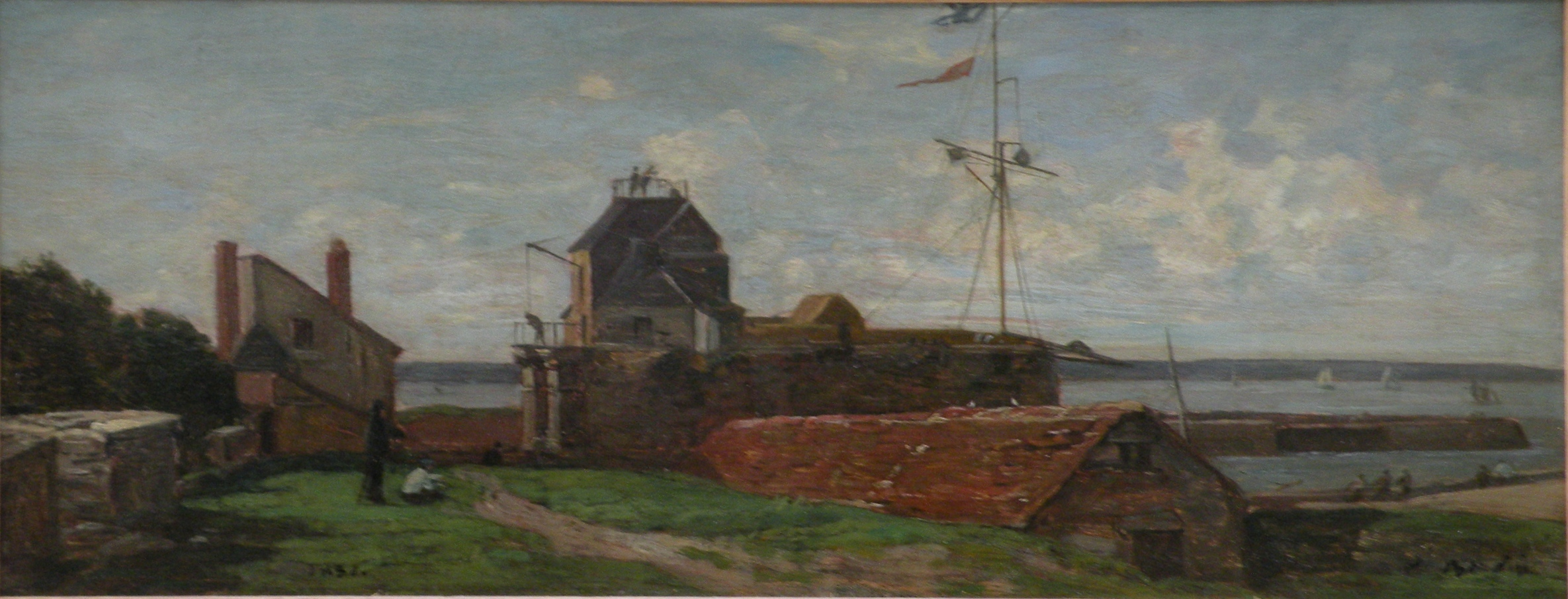
L'Hôtel de Ville et la Tour François 1er au Havre, 1852 musée d'Art moderne André-Malraux
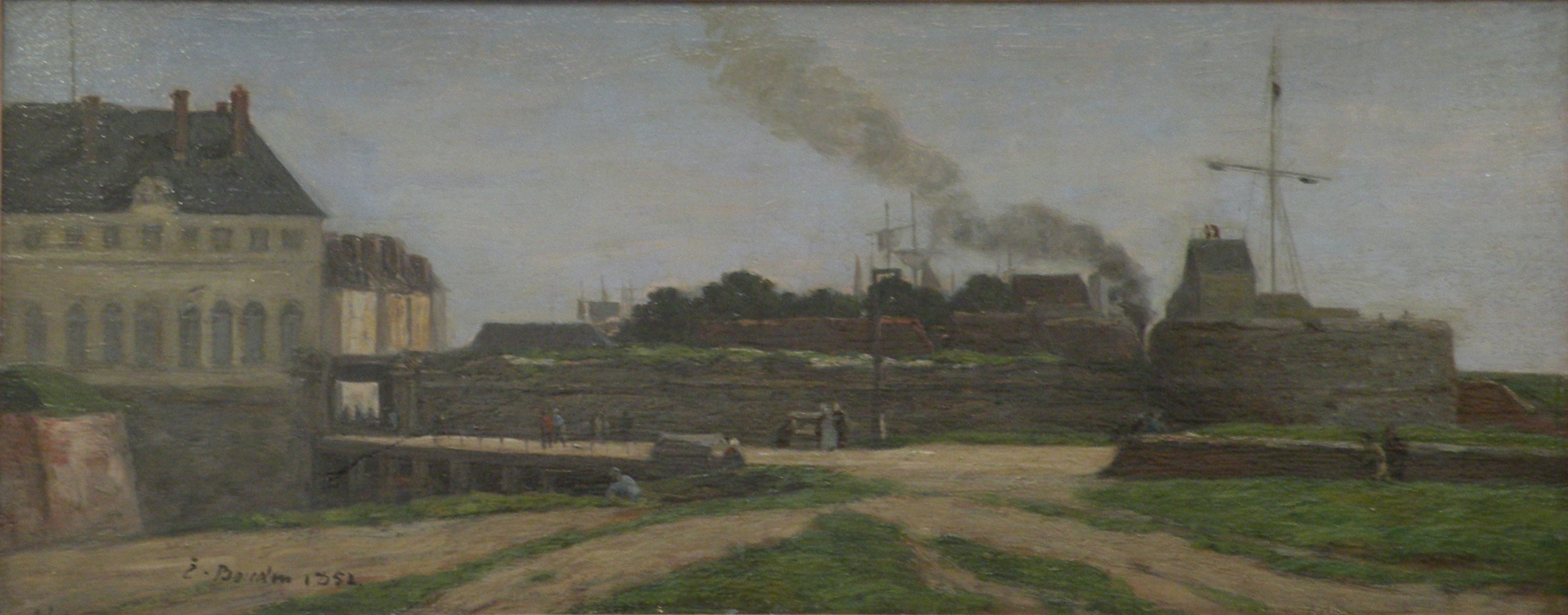
L'Hôtel de Ville et la Tour François 1er, 1852 musée d'Art moderne André-Malraux

Les voyages transatlantiques en paquebot se développent dès les années 1830.

Le Havre par Eugène Boudin, après 1870
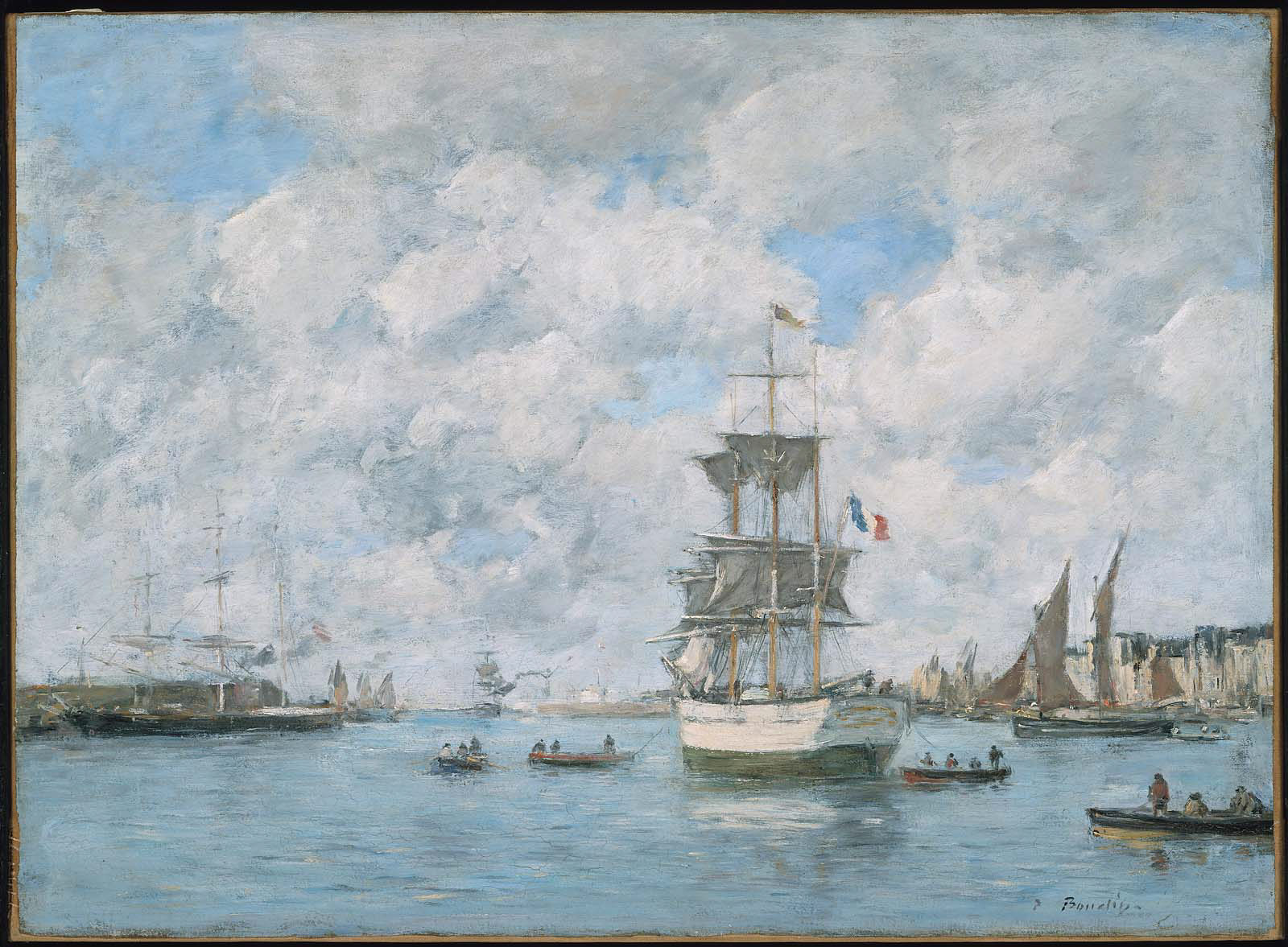
Port du Havre, 1873 Musée des Beaux-Arts (Boston)
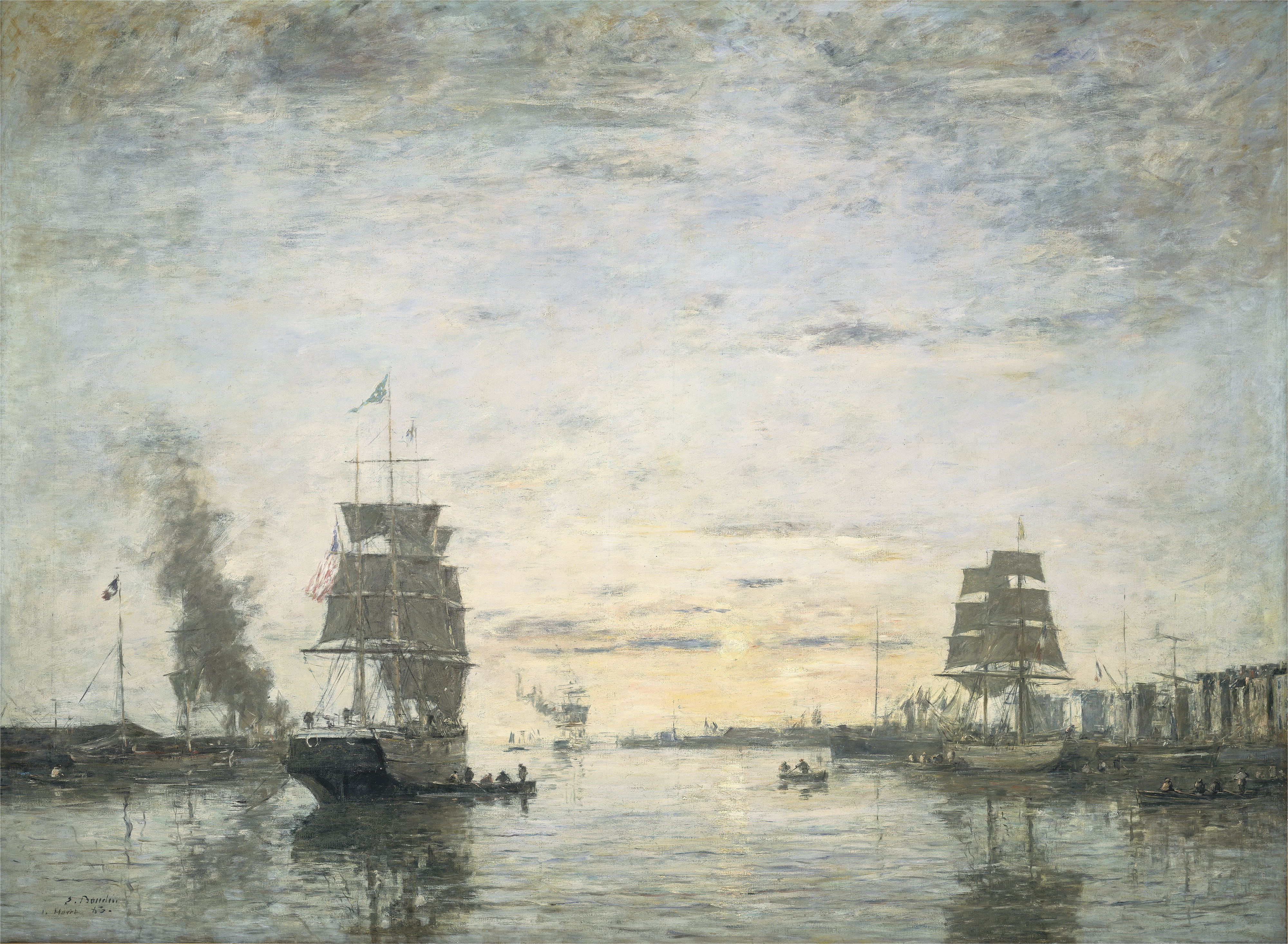
Entrée du port, Le Havre, 1883 Washington, National Gallery of Art
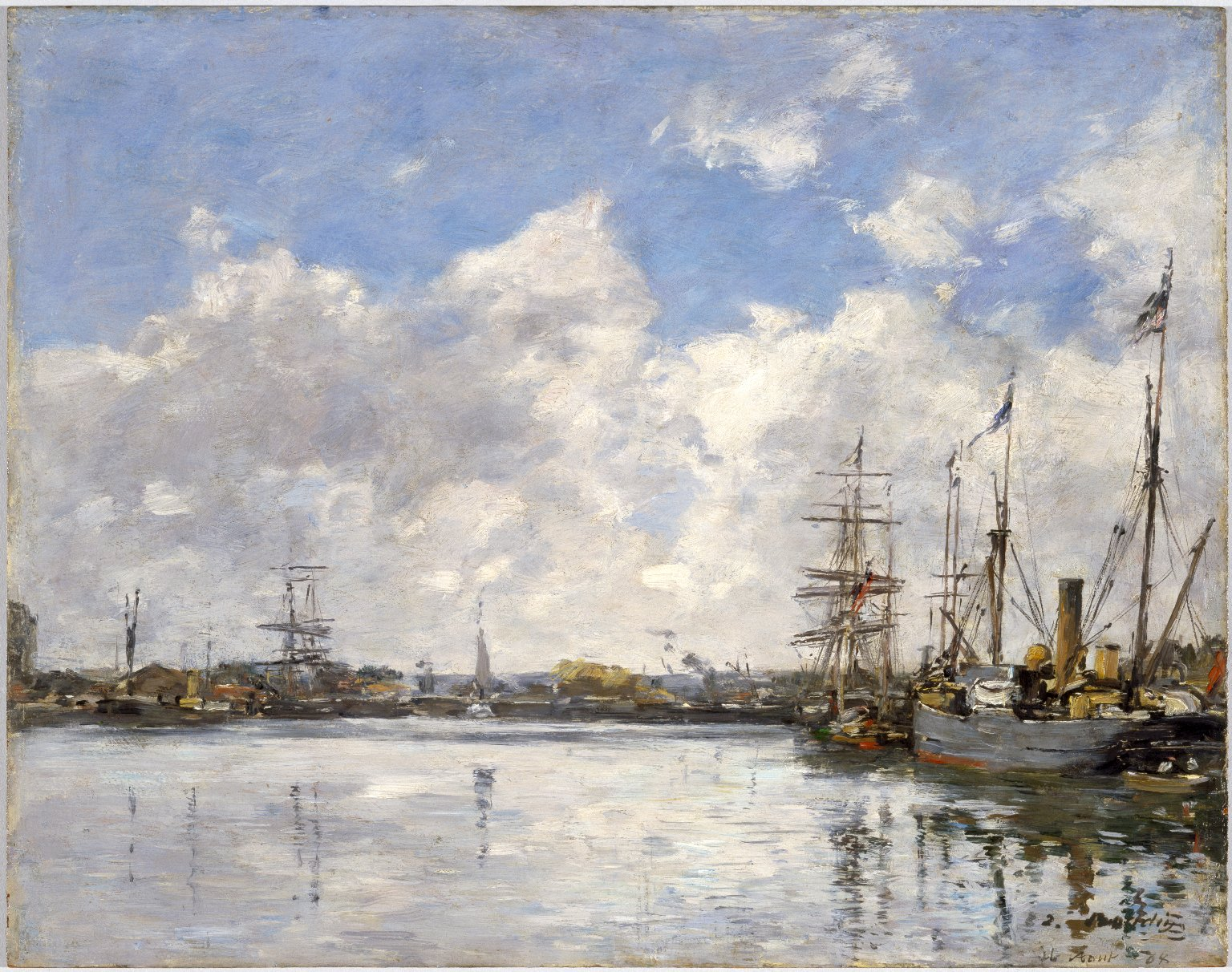
Le Havre, le port, 1884 New York, Brooklyn Museum
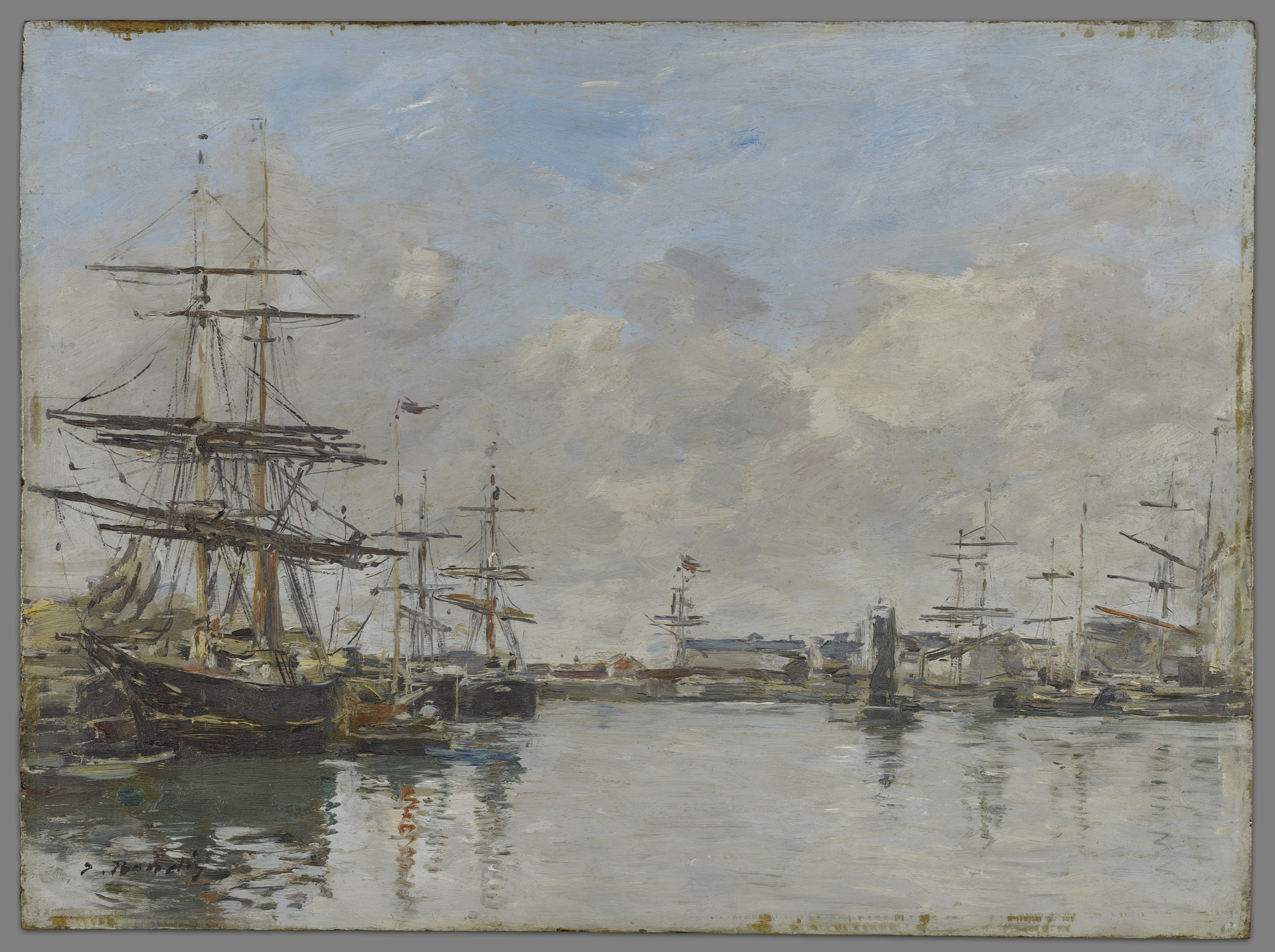
Le Port du Havre, 1885-1890 New Haven, Yale University Art Gallery
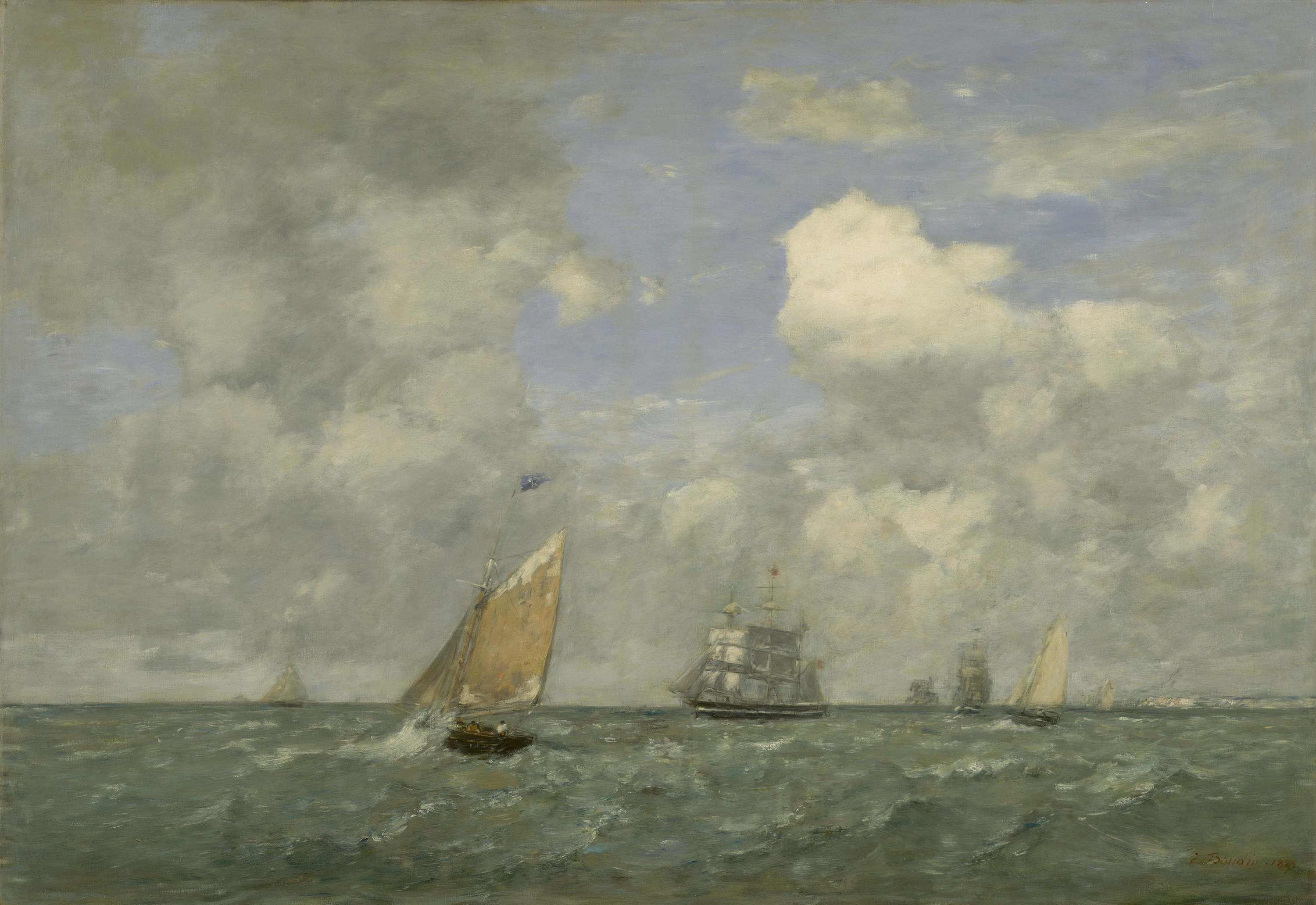
Navires et voiliers quittant le port du Havre, 1887 Washington, National Gallery of Art
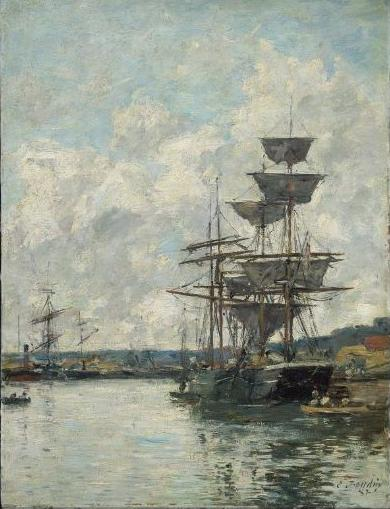
Bateaux au Havre, 1887 Musée des Beaux-Arts (Boston)
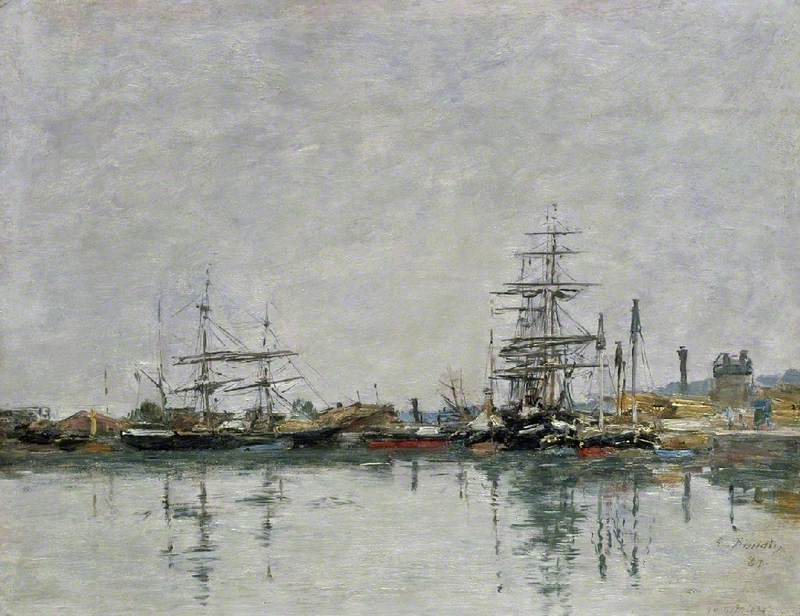
Le quai du Havre, 1887 Fitzwilliam Museum, Cambridge
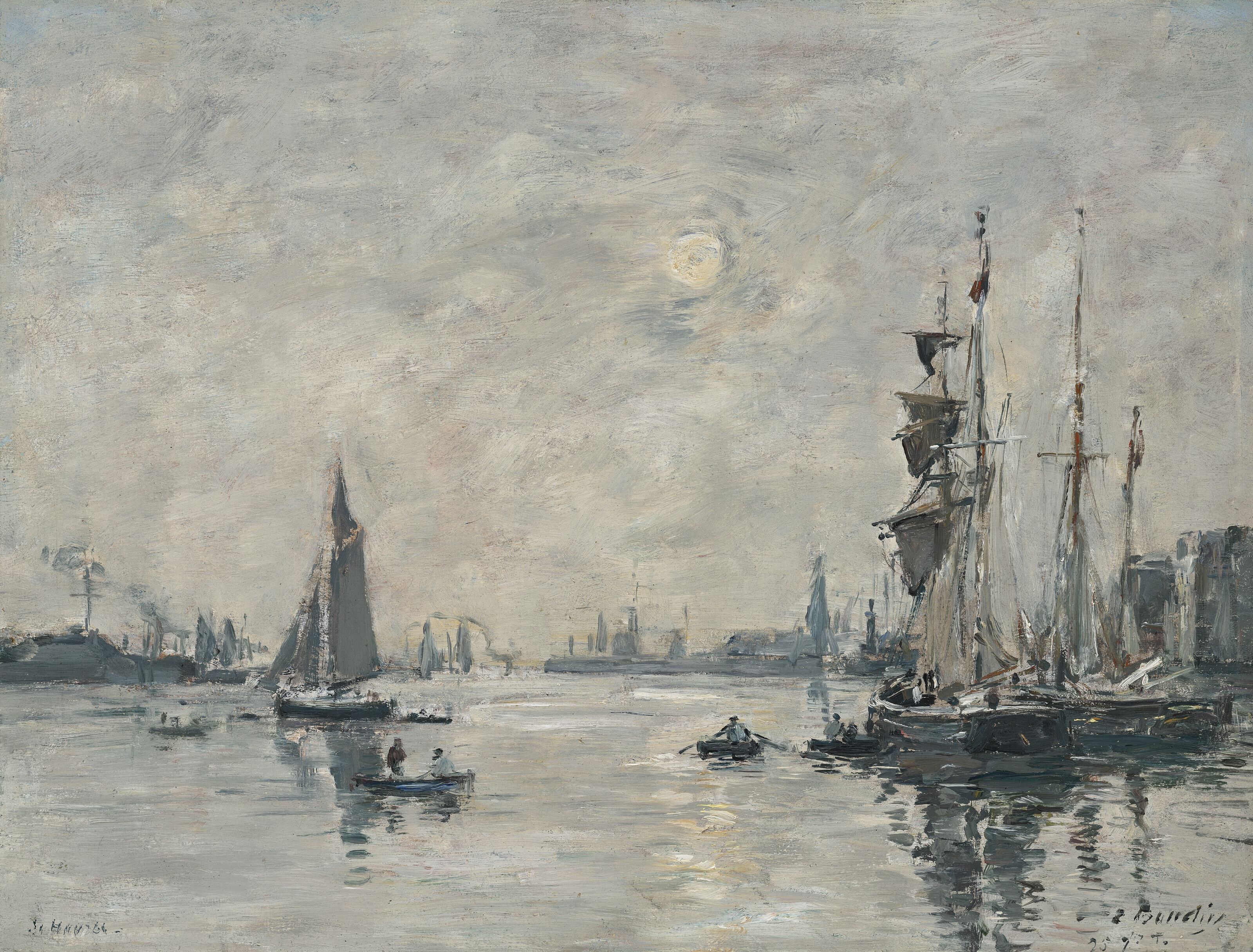
Le Havre. L'avant-port, 1889 Collection privée, Vente 2022
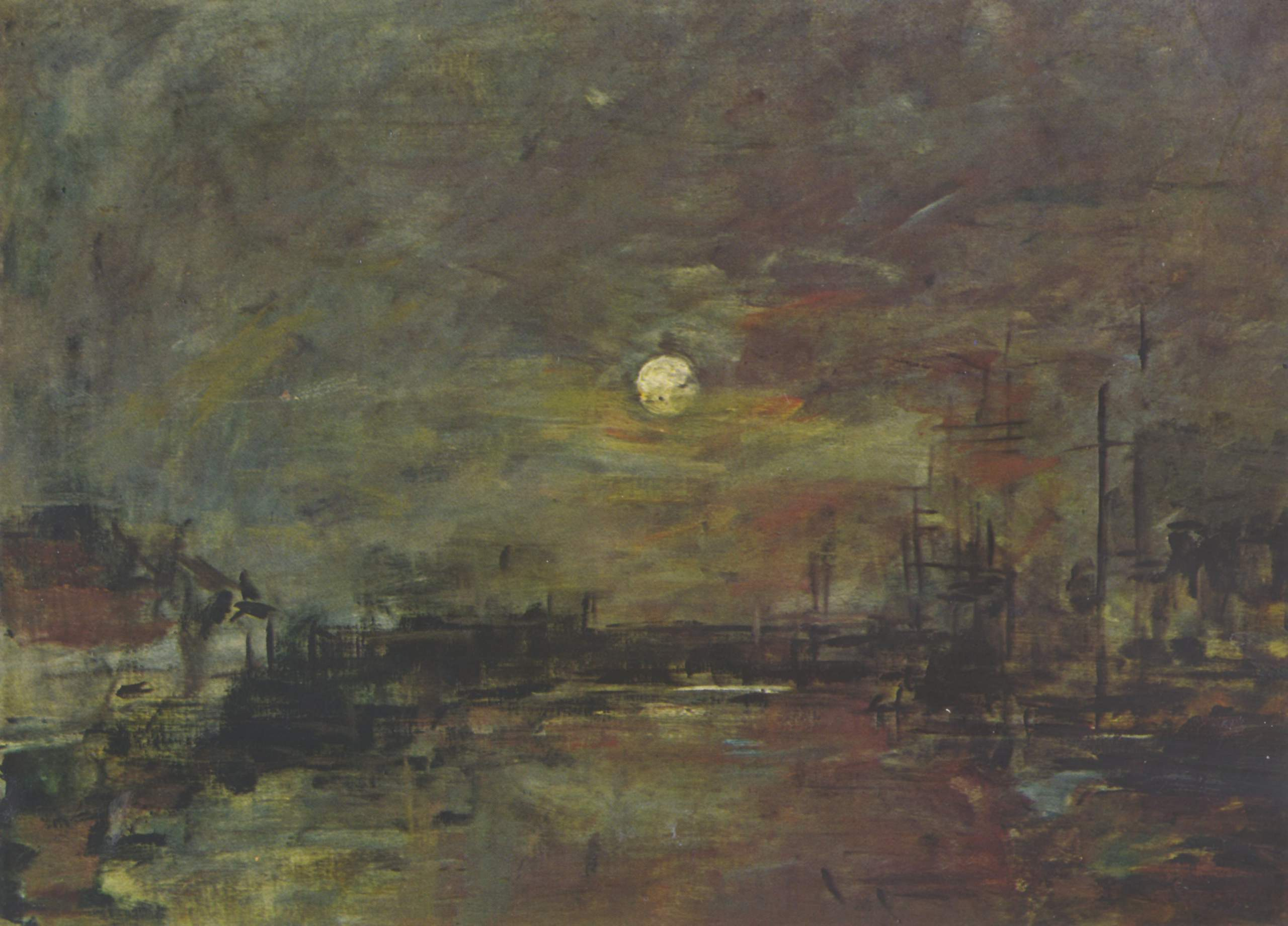
Crépuscule sur le Bassin du Commerce au Havre, 1892-1894 Musée d'art moderne André-Malraux
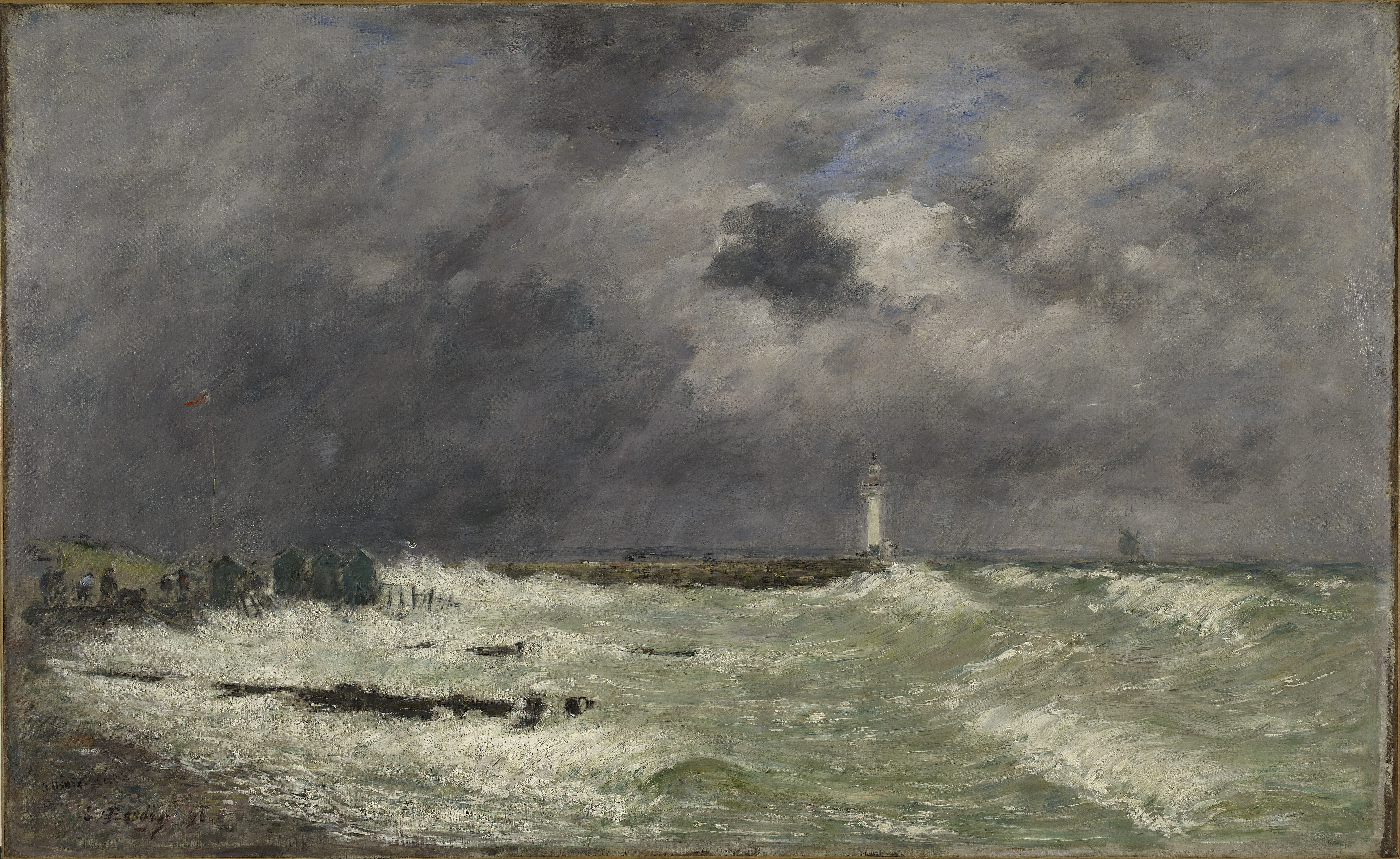
Coup de vent devant Frascati, Le Havre1896 Petit Palais, Paris
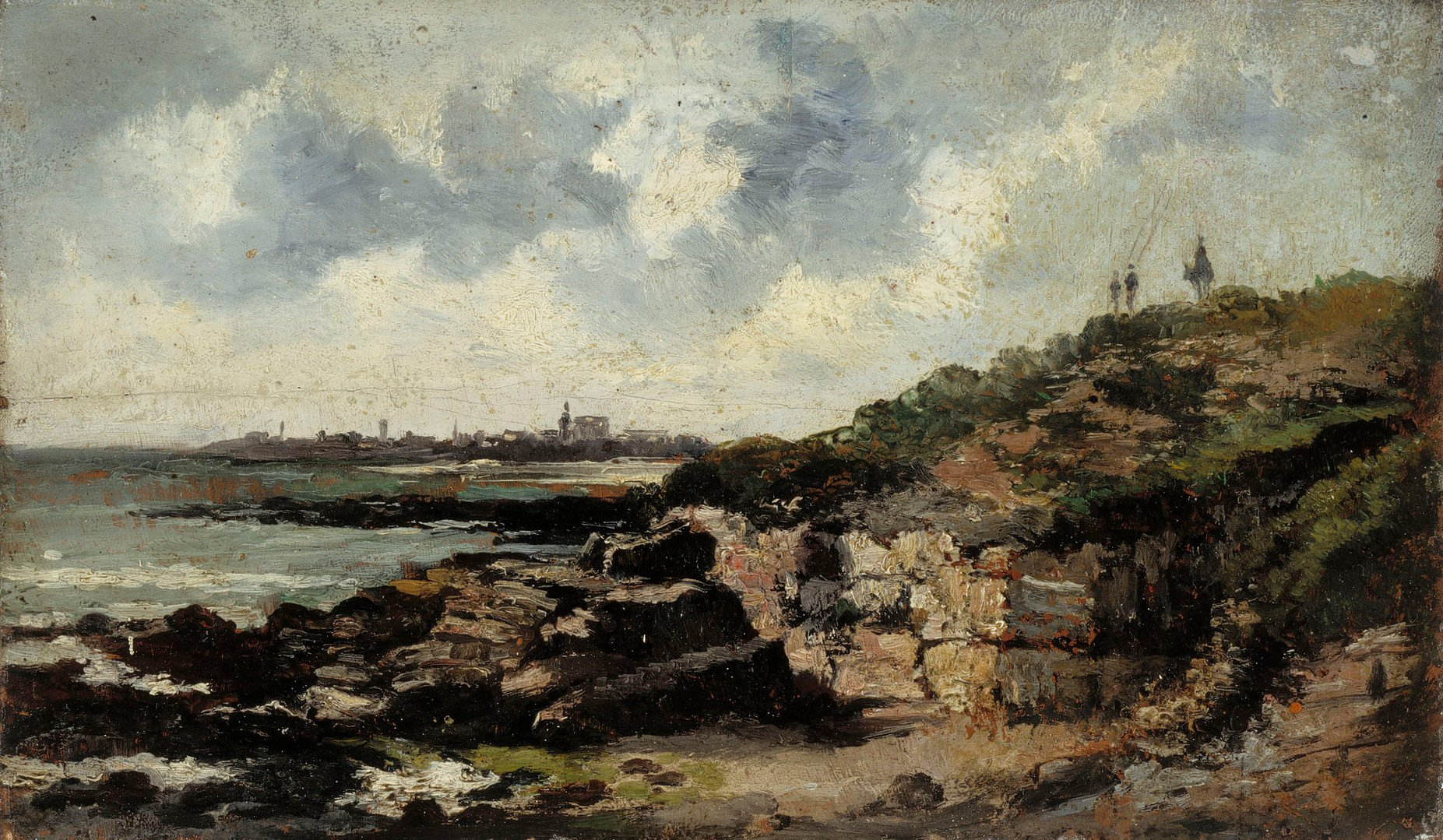
Paysage côtier, Le Havre Galerie nationale de Finlande

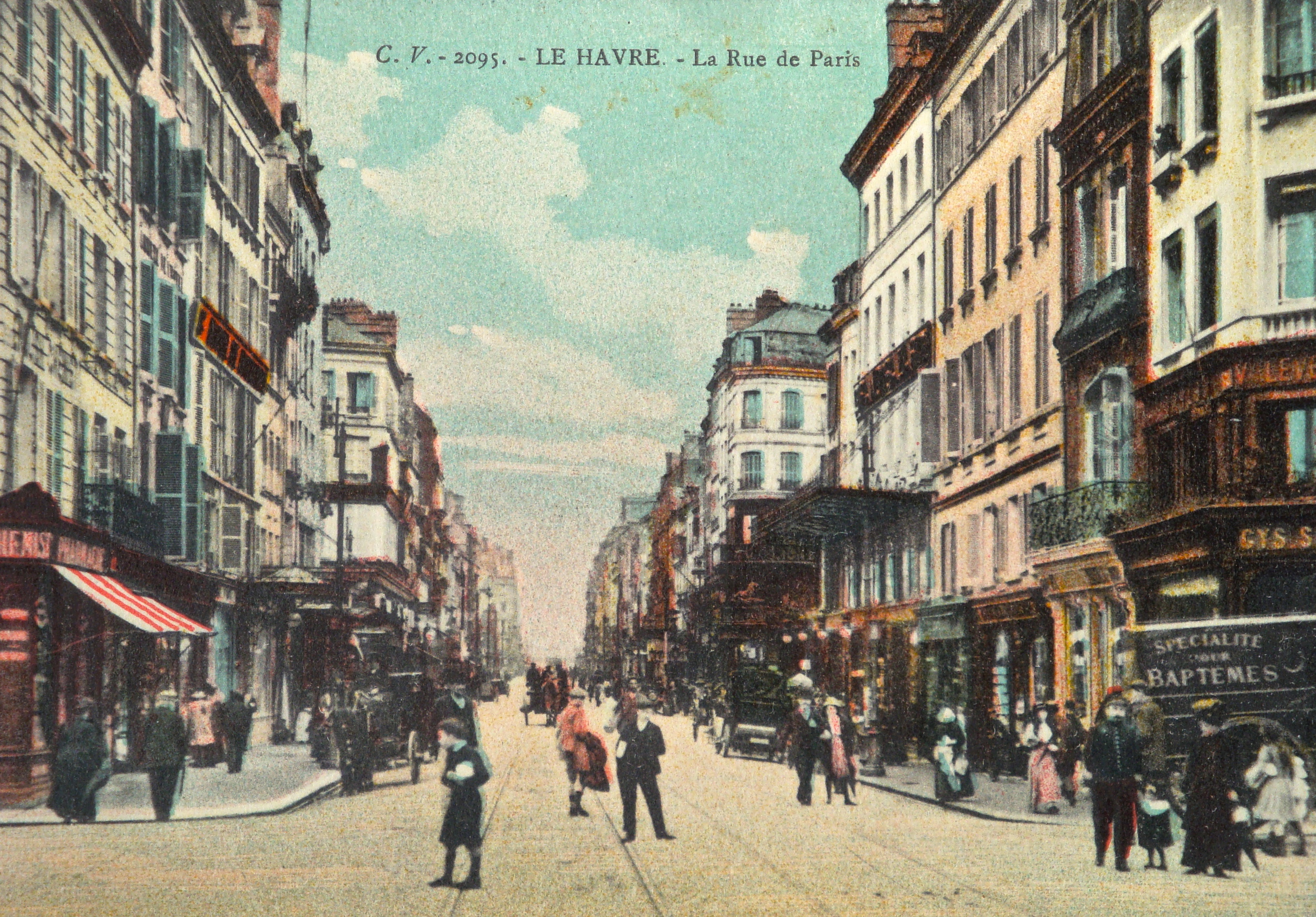
Vue de la rue de Paris en 1910.

À la veille de la Première Guerre mondiale, Le Havre est le premier port européen pour le café ; il importe quelque 250 000 tonnes de coton et 100 000 tonnes de pétrole. Le cabotage européen apporte du bois, de la houille et du blé d'Europe du Nord, du vin et de l'huile de Méditerranée. Le Havre reste une porte d'entrée pour les marchandises américaines mais aussi un point de passage pour les candidats à l'émigration vers les États-Unis.

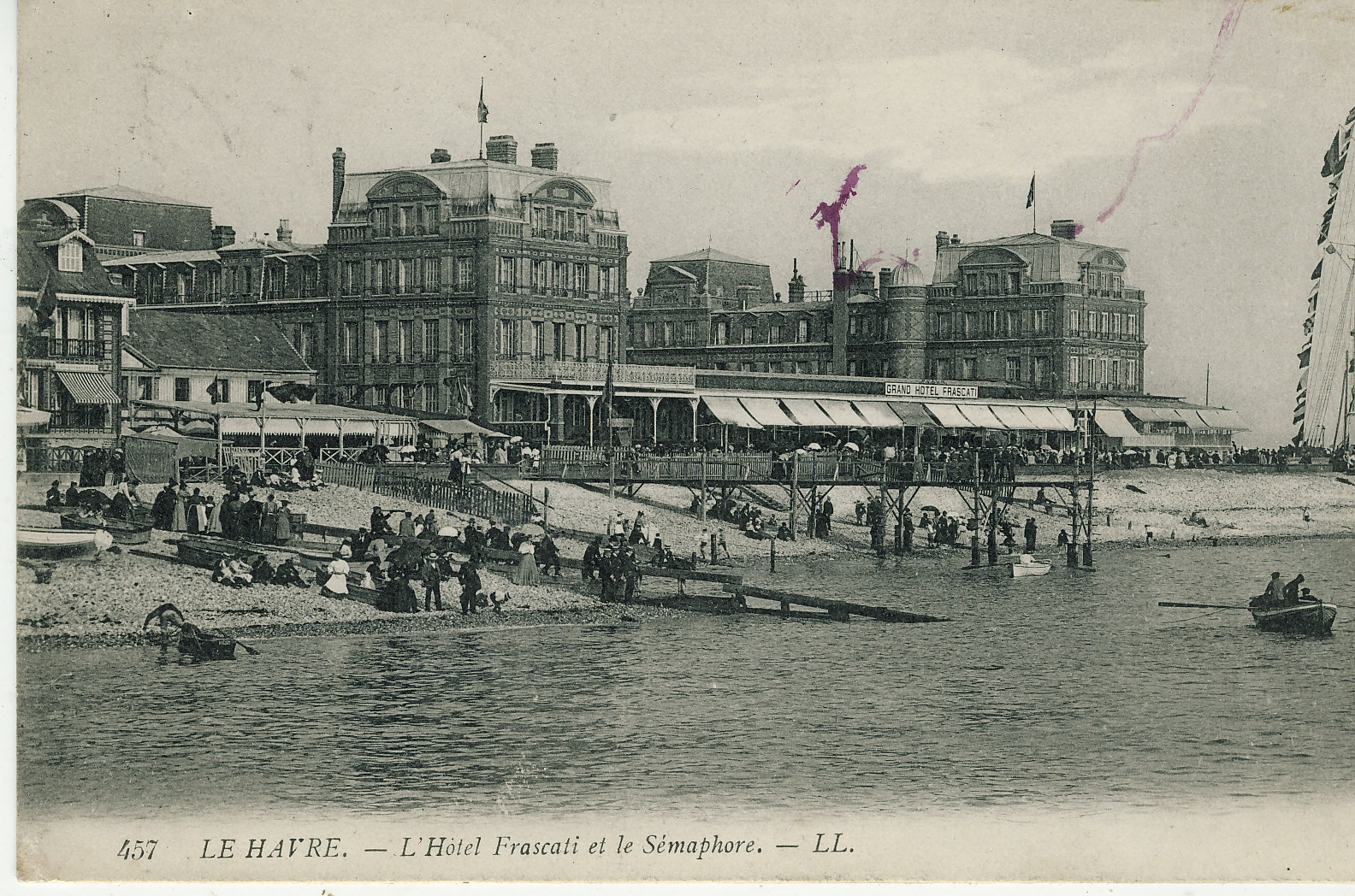
L'hôtel et les bains Frascati en 1901.

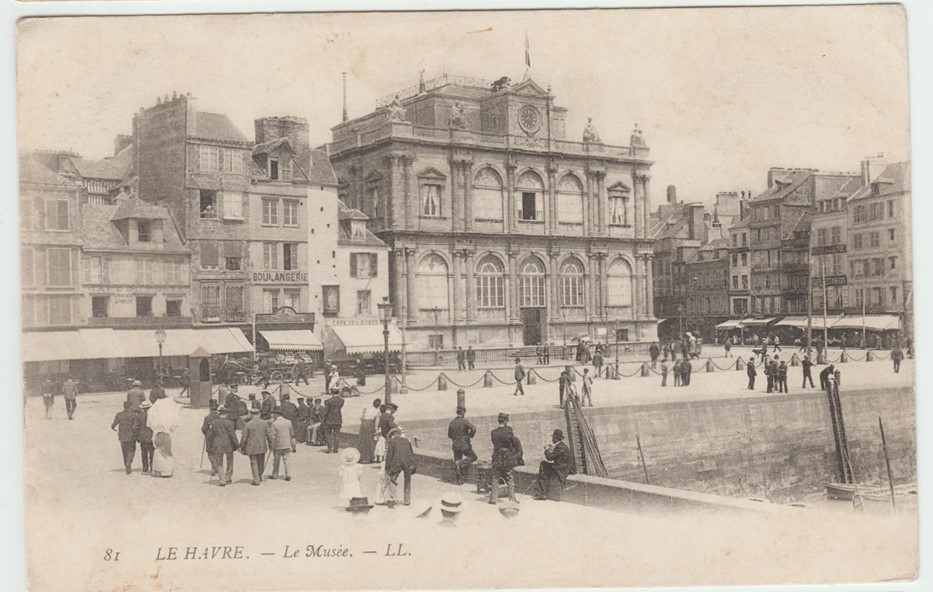
Photographie ancienne du Musée du Havre.

Sous la monarchie de Juillet, Le Havre devient une station balnéaire fréquentée par les Parisiens. La création des bains maritimes remonte à cette époque. C'est en 1889 que le boulevard maritime est construit, dominé par la villa maritime. Le casino Marie-Christine (1910) et le palais des Régates (1906) rassemblent la bourgeoisie, alors que les premières cabanes sont installées sur la plage.
La fin du XIXe siècle et la Belle Époque annoncent cependant des tensions sociales exacerbées par l'inflation et le chômage. À partir de 1886, l'agitation ouvrière, que soutiennent les socialistes de plus en plus influents, secoue la ville. L'affaire Jules Durand est symptomatique de ce contexte.

### Le temps des guerres (1914-1945)
Le bilan humain de la Première Guerre mondiale est lourd pour la cité : environ 7 500 morts havrais, soldats et marins. La ville est épargnée par les destructions massives, car le front se situe beaucoup plus au nord. Plusieurs navires sont néanmoins torpillés par les sous-marins allemands dans la rade. La fabrication des obus et des canons mobilise 35 000 personnes dans les usines de guerre comme Schneider (12 000 ouvriers, dont 6 500 femmes) et dans les nouveaux ateliers installés au sein des entreprises de métallurgie (Caillard) ou de construction navale (Augustin-Normand). Un des faits notables de la guerre est l'installation du gouvernement belge à Sainte-Adresse, dans la banlieue du Havre, celui-ci ayant été contraint de fuir l'occupation allemande. La ville sert de base arrière pour l'Entente, notamment pour les navires de guerre britanniques : 1,9 million de soldats britanniques passent par le port du Havre.

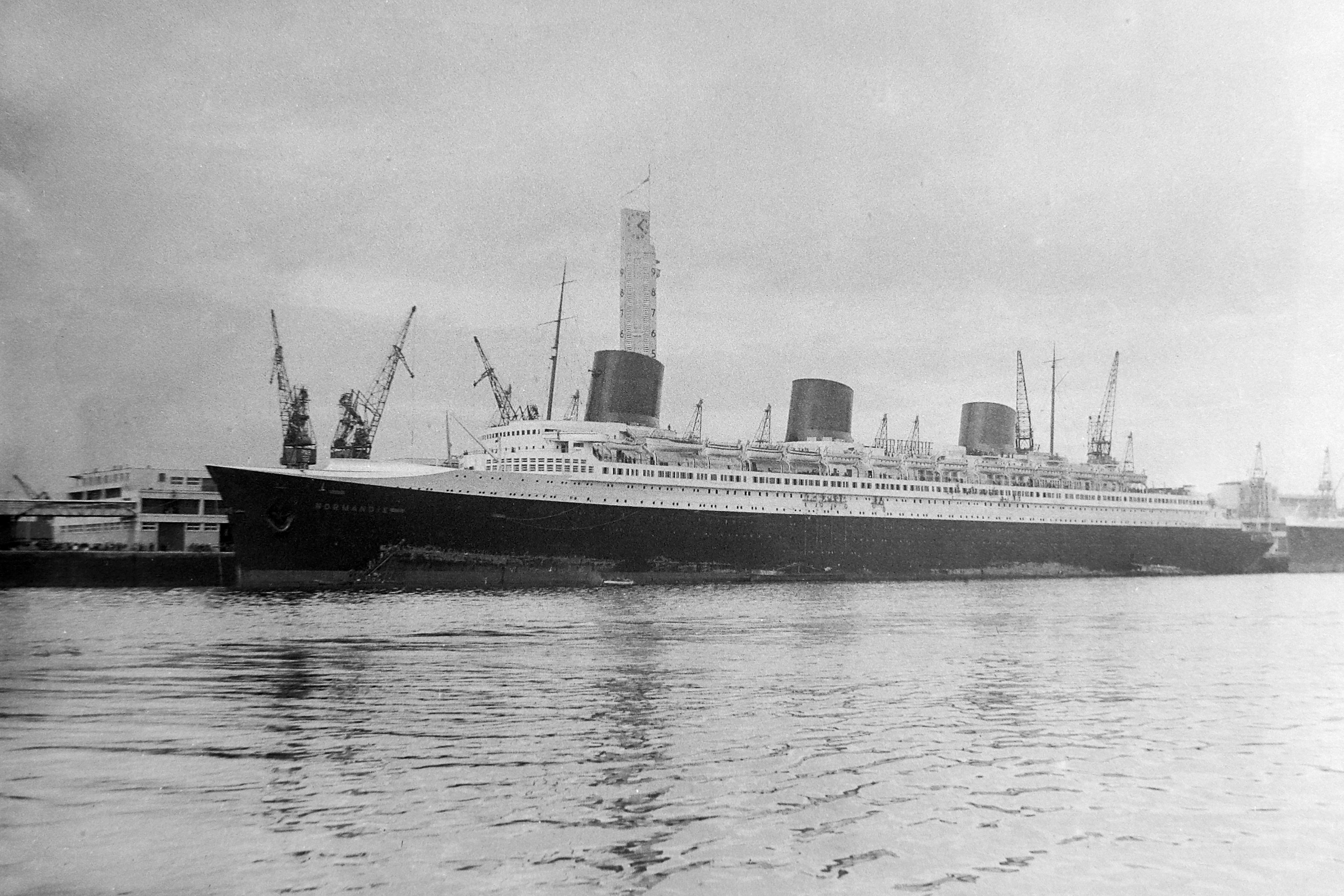
Le paquebot Normandie à la gare maritime du Havre.

L'entre-deux-guerres est marqué par l'arrêt de la croissance démographique, l'agitation sociale et la crise économique. Au sortir du conflit ; l'inflation ruine de nombreux rentiers. La ville est devenue largement ouvrière. Les pénuries et la vie chère provoquent la grande grève de 1922, au cours de laquelle l'état de siège est proclamé. Le port reste cependant un pôle d'activité important. Dans un souci de reconnaissance du café colonial français, Le Havre crée en 1937 le premier marché à terme du monde sur le robusta.
En 1936, l'usine Breguet du Havre est occupée par les grévistes : c'est le début du mouvement ouvrier sous le Front populaire. Sur le plan économique, la forte croissance de la deuxième moitié du XIXe siècle semble révolue. Les ports du nord de l'Europe concurrencent sérieusement Le Havre et les grands travaux d'aménagement portuaire sont ralentis. Cependant, les importations de pétrole continuent d'augmenter et des raffineries voient le jour à l'est du Havre. La crise mondiale de 1929 et les mesures protectionnistes entravent le développement du commerce. Seul le secteur du voyage se porte relativement bien, avec 500 000 voyageurs transportés en 1930. Le paquebot Le Normandie rallie New York en 1935.

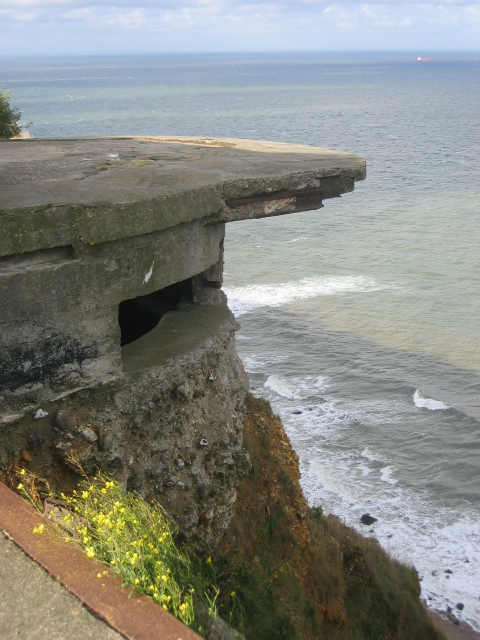
L'un des blockhaus du mur de l'Atlantique.

Pendant la Seconde Guerre mondiale, les Allemands occupent Le Havre à partir du printemps 1940, provoquant l'exode d'une partie de sa population. Ils implantent une base navale dans le cadre de la préparation de l'invasion du Royaume-Uni (opération Seelöwe) et aménagent la Festung Le Havre, ligne de casemates, blockhaus et batteries d'artillerie intégrée au mur de l'Atlantique. Pour les Havrais, la vie quotidienne est difficile à cause des pénuries, de la censure, des bombardements et de la politique antisémite : ainsi, le maire Léon Meyer est contraint de quitter son poste à cause de ses origines juives. La résistance havraise se constitue autour de plusieurs noyaux comme le groupe du lycée du Havre ou encore celui du Vagabond Bien-Aimé. Ces groupes participent au renseignement des Britanniques et à des actions de sabotage en vue du débarquement du 6 juin.[réf. nécessaire]

#### Juin 1944: premier bombardement du Havre par l'aviation britannique
Le Havre est sous les bombes dès le 12 juin et dans la nuit du 14 au 15 juin 1944, opération dirigée par le lieutenant-général John Crocker, commandant du 1er corps d'armée britannique.

#### Septembre 1944: destruction du Havre par l'aviation britannique, voir (Bombardement du Havre)

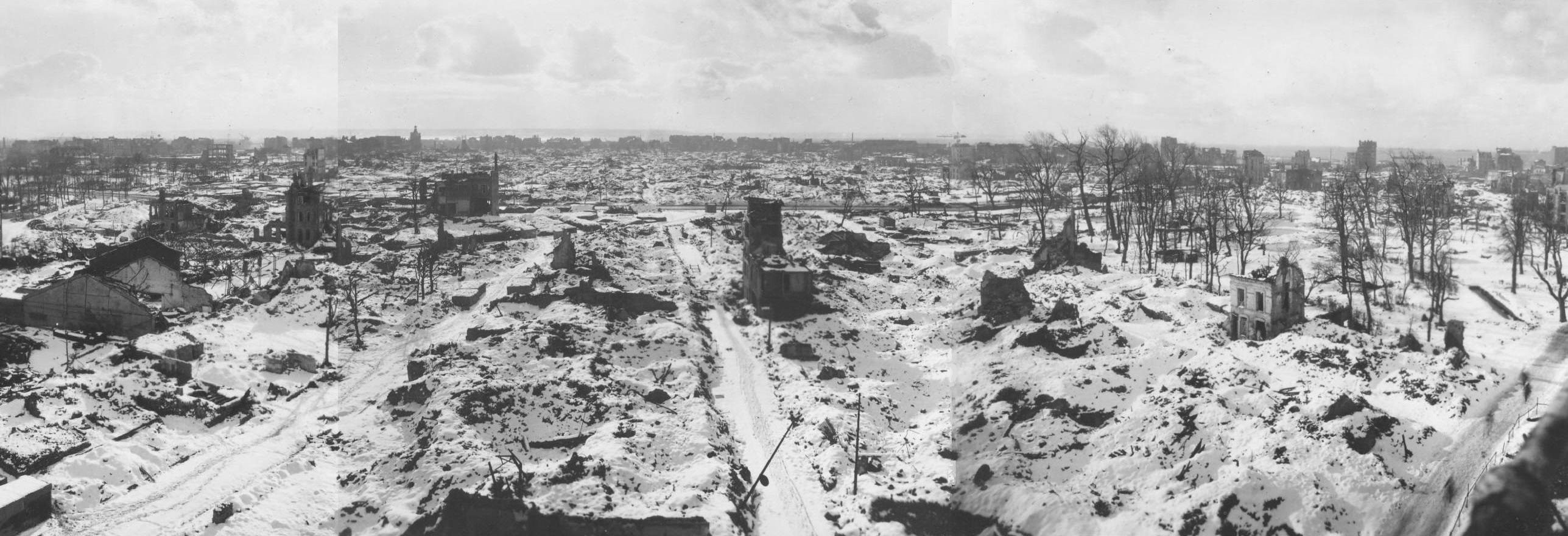
Le Havre pendant l'hiver 1944-1945.

Le Havre subit 132 bombardements planifiés par les Alliés au cours de la guerre. En 1942, le quartier de la gare est détruit. Plus tard, à la Libération, les nazis détruisent également les infrastructures portuaires et coulent des navires avant de quitter la ville.
Mais les destructions les plus importantes surviennent les 5 et 6 septembre 1944 lorsque les avions anglais bombardent le centre-ville et le port pour affaiblir l'occupant dans le cadre de l'opération Astonia. En sept jours, les bombardiers de la Royal Air Force ont opéré sur Le Havre un peu plus de 2 000 sorties et ont déversé quelque 10 000 tonnes de bombes.
Le bilan des bombardements est lourd : 5 000 morts (dont 1 770 en 1944,), 75 000 à 80 000 sinistrés, 150 hectares rasés, 12 500 immeubles détruits (dont le musée des Beaux-Arts, le Grand-Théâtre, la Bourse de Commerce). Le port est également dévasté et quelque 350 épaves gisent au fond de l'eau. Le Havre est libéré par les troupes alliées le 12 septembre 1944.
L'enjeu stratégique de cette destruction n'est pas clair : le port était déjà inutilisable, et la garnison allemande de 12 000 hommes était située sur les hauteurs, tandis que l'état-major était logé loin du centre-ville.

### Le Havre après 1945

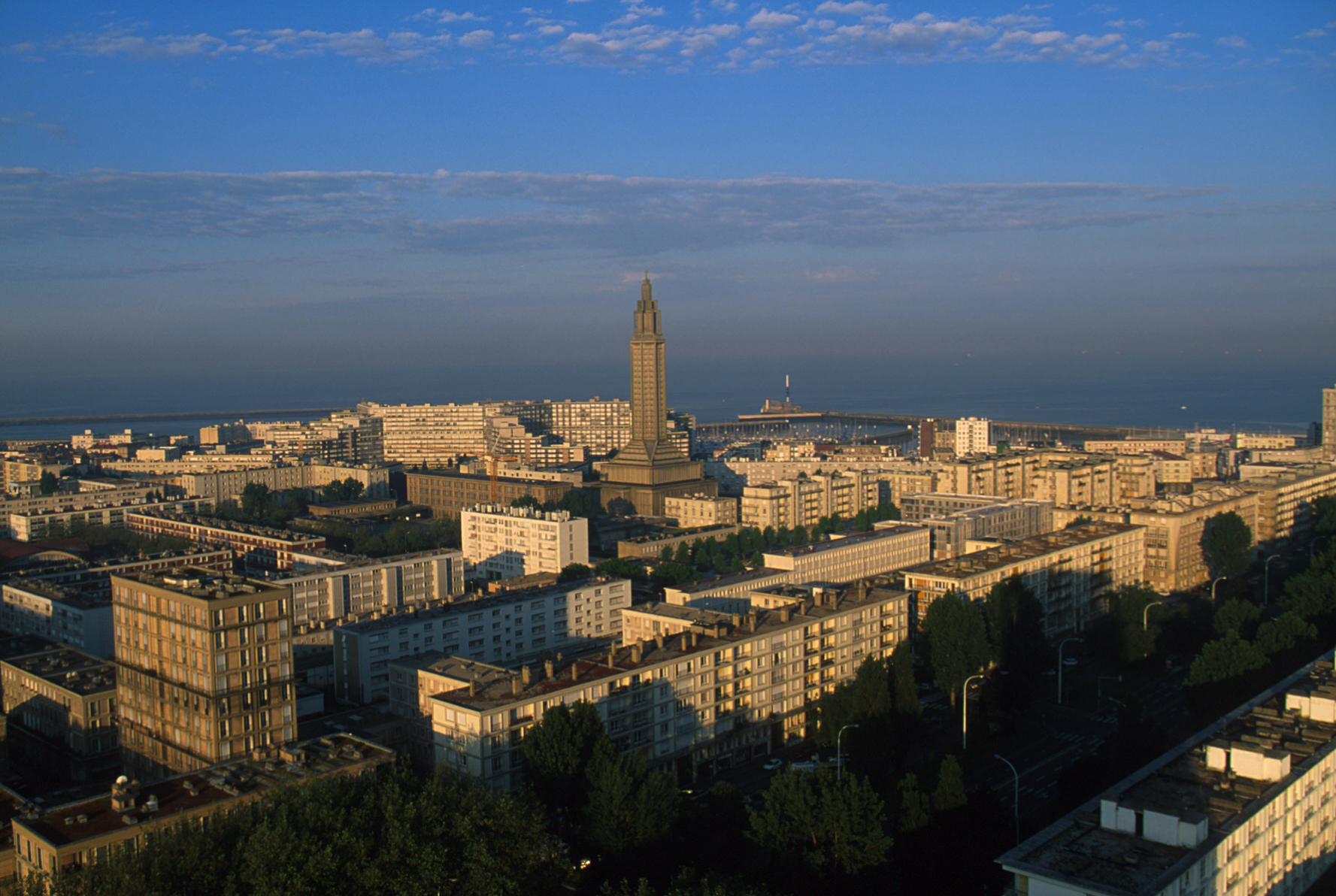
Le centre reconstruit du Havre.

Le général de Gaulle fait une visite au Havre le 7 octobre 1944. La ville reçoit la Légion d'honneur le 18 juillet 1949 pour « l'héroïsme avec lequel elle a supporté ses destructions »,,.
Au printemps 1945, le ministère de la Reconstruction et de l'Urbanisme confie le projet de reconstruction du centre-ville du Havre à l'atelier Perret. Il souhaite faire table rase des anciennes structures et appliquer les théories du classicisme structurel. Le matériau retenu pour l'édification des bâtiments est le béton et le plan général est une trame orthogonale. Officiellement, la reconstruction s'achève au milieu des années 1960,. Le musée d'art moderne et la première maison de la culture du pays sont inaugurées en 1961 par André Malraux. La commune s'agrandit par annexions successives de Bléville en 1953, Sanvic en 1955 puis Rouelles en deux temps (1963; 1973). À partir des années 1970, les difficultés économiques sont dues à la désindustrialisation marquée par la fermeture des ACH en 1999 par exemple et aux transformations du commerce portuaire (1974 voit aussi se terminer le service de ligne pour New York du paquebot France). La crise pétrolière participe au marasme industriel. Depuis, la ville s'est engagée dans un processus de reconversion essentiellement tournée vers le secteur tertiaire : ouverture de l'université dans les années 1980, développement du tourisme, modernisation du port (Port 2000).[réf. nécessaire] elle fait alors partie du patrimoine mondial de l'UNESCO

## Politique et administration

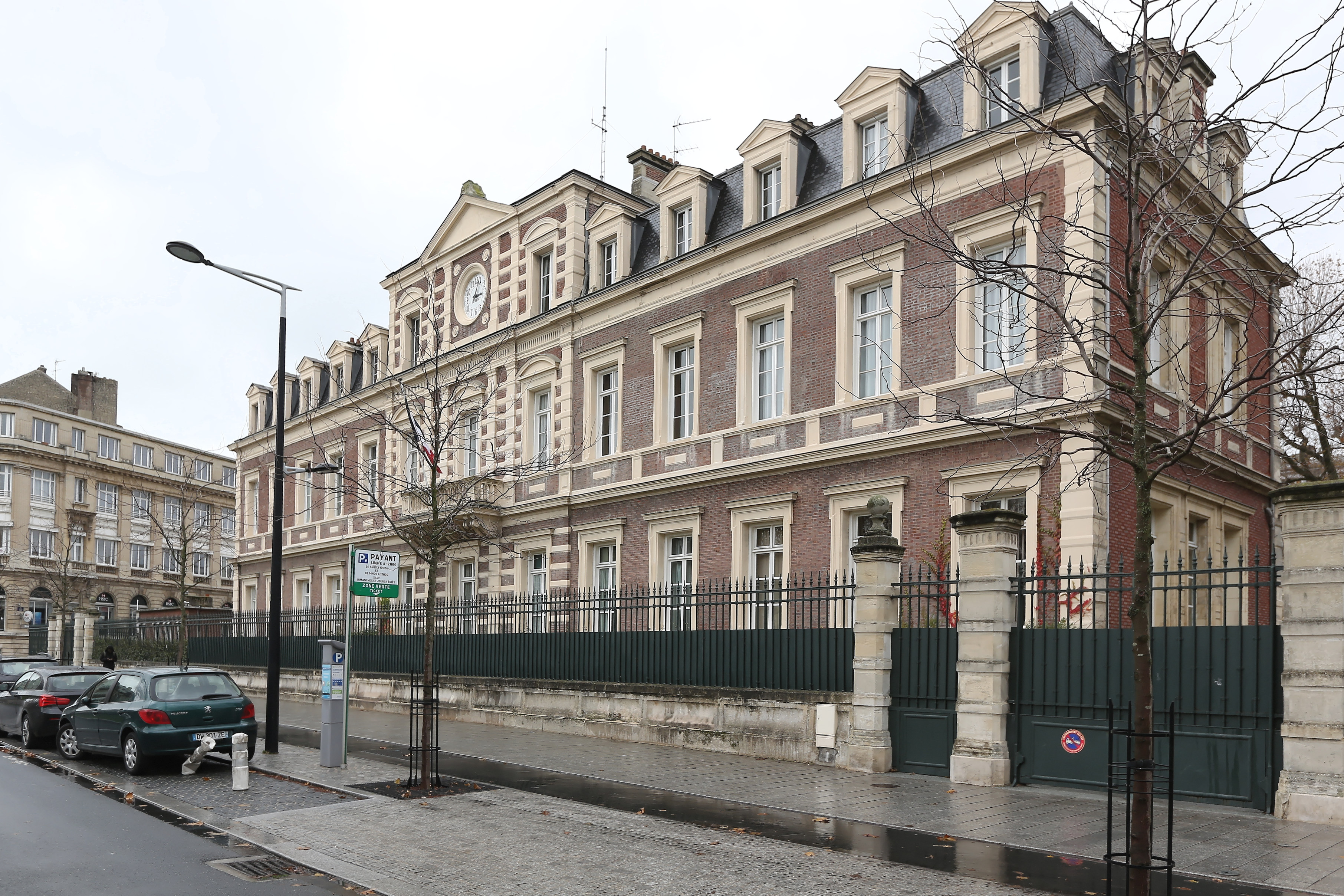
La sous-préfecture.

### Rattachements administratifs et électoraux
La ville est le chef-lieu de l'arrondissement du Havre, l'un des deux du département de la Seine-Maritime.
Pour l'élection des députés, Le Havre s'étend depuis 2012 sur deux circonscriptions : la septième (territoire des anciens cantons I, V, VI et VII) et la huitième circonscription de la Seine-Maritime (territoire des anciens cantons II, III, IV, VIII, IX).
La ville était le chef-lieu de neuf cantons. Dans le cadre du redécoupage cantonal de 2014 en France, la ville est désormais le bureau centralisateur de six cantons, répartis comme suit :
| N° | Nom du Canton | Bureau centralisateur | Population 2012 | Écart /moyenne | Nombre de communes entières | Communes composant le canton |
| -- | ------------- | --------------------- | --------------- | -------------- | --------------------------- | --- |
| 14 | Le Havre-1    | Le Havre              | 37 768          |                | fraction Le Havre           | Partie de la commune du Havre située au nord et à l'ouest d'une ligne définie par l'axe des voies et limites suivantes : depuis la limite territoriale de la commune de Sainte-Adresse, rue de la Sous-Bretonne, rue Estienne-d'Orves, rue Irène-Joliot-Curie, rue des Martyrs, rue Florimond-Laurent, rue de Saint-Quentin, rue Coypel, rue Bernard-Palissy, rue de Châteaudun, rue de Saint-Quentin, rue de Belfort, rue de l'Artois, rue Daguerre, rue Paul-Louis-Courier, rue Charles-Floquet, rue Edmond-Meyer, rue Darwin, rue de Douaumont, rue Pierre-Curie, rue Edmond-Meyer, rue Louis-Blanc, rue Jenner, tunnel Jenner, place Jenner, avenue René-Dehayes, lisière est de la forêt de Montgeon, jusqu'à la limite territoriale de la commune de Fontaine-la-Mallet. |
| 15 | Le Havre-2    | Le Havre              | 35 420          |                | 2 + fraction Le Havre       | 1° Les communes suivantes : Harfleur, Montivilliers. 2° La partie de la commune du Havre située au nord et à l'est d'une ligne définie par l'axe des voies et limites suivantes : depuis la limite territoriale de la commune de Fontaine-la-Mallet, lisière est de la forêt de Montgeon, allée des Cigales, rue William-Cargill, rue Socrate, chemin de la rue Socrate à la rue William-Cargill, rue Jean-Bouise sud, allée Étienne-Peau, ligne droite jusqu'à la rue Adèle-Robert, rue Adèle-Robert, rue Socrate, place des Martyrs, rue Flandres-Dunkerque, rue des Londes, avenue du 8-Mai-1945, rue Fourier, rue Édouard-Vaillant, avenue Pierre-Courtade, rue Virgil-Grissom, rue du Docteur-Vannier, chemin de Caucriauville, jusqu'à la limite territoriale de la commune d'Harfleur. |
| 16 | Le Havre-3    | Le Havre              | 37 580          |                | 3 + fraction Le Havre       | 1° Les communes suivantes : Gainneville, Gonfreville-l'Orcher, Rogerville. 2° La partie de la commune du Havre située au sud d'une ligne définie par l'axe des voies et limites suivantes : depuis la limite territoriale de la commune de Gonfreville-l'Orcher, route nationale 282, boulevard de Leningrad, boulevard de Graville, rue Aristide-Briand, cours de la République, cours du Commandant-Fratacci, quai Colbert, rue André-Carrette, quai Casimir-Delavigne, quai de l'Île, quai de Southampton, chaussée John-Kennedy, boulevard Clemenceau, ligne droite dans le prolongement de l'avenue Foch, jusqu'au littoral. |
| 17 | Le Havre-4    | Le Havre              | 37 107          |                | fraction Le Havre           | partie de la commune du Havre située à l'est d'une ligne définie par l'axe des voies et limites suivantes : depuis la limite territoriale de la commune de Gonfreville-l'Orcher, route nationale 282, boulevard de Leningrad, boulevard de Graville, rue Aristide-Briand, cours de la République, tunnel Jenner, rue de Tourneville, rue Pasteur, rue du Général-Rouelle, rue des Acacias, rue Jenner, tunnel Jenner, place Jenner, avenue René-Dehayes, lisière est de la forêt de Montgeon, allée des Cigales, rue Socrate, chemin de la rue Socrate à la rue William-Cargill, rue William-Cargill, rue Jean-Bouise sud, allée Étienne-Peau, ligne droite jusqu'à la rue Adèle-Robert, rue Adèle-Robert, rue Socrate, place des Martyrs, rue Flandres-Dunkerque, rue des Londes, avenue du 8-Mai-1945, rue Fourier, rue Edouard-Vaillant, avenue Pierre-Courtade, rue Virgil-Grissom, rue du Docteur-Vannier, chemin de Caucriauville, jusqu'à la limite territoriale de la commune d'Harfleur.                                                                                    |
| 18 | Le Havre-5    | Le Havre              | 32 874          |                | fraction Le Havre           | partie de la commune du Havre située à l'intérieur du périmètre définie par l'axe des voies et limites suivantes : rue des Martyrs, rue Florimond-Laurent, rue de Saint-Quentin, rue Coypel, rue Bernard-Palissy, rue de Châteaudun, rue de Saint-Quentin, rue de Belfort, rue de l'Artois, rue Daguerre, rue Paul-Louis-Courier, rue Charles-Floquet, rue Edmond-Meyer, rue Darwin, rue de Douaumont, rue Pierre-Curie, rue Edmond-Meyer, rue Louis-Blanc, rue Jenner, rue des Acacias, rue du Général-Rouelle, rue Pasteur, rue de Tourneville, tunnel Jenner, cours de la République, rue Jules-Lecesne, place de l'Hôtel-de-Ville, avenue René-Coty, rue d'Ingouville, rue Gustave-Flaubert, rue Jacques-Louer, rue Pierre-Faure, rue d'Eprémesnil, place des Gobelins, rue des Gobelins, rue Mogador, rue Jean-Charcot, rue Belain-d'Esnambuc, passage Duflo, ligne droite dans le prolongement de la rue d'Albion jusqu'à la rue Clément-Marical, rue Clément-Marical, rue de la Cavée-Verte, rue Roger-Salengro, rue Gaston-Doumergue, rue Alexandre, rue Irène-Joliot-Curie. |
| 19 | Le Havre-6    | Le Havre              | 37 335          |                | 1 + fraction Le Havre       | 1° La commune suivante : Sainte-Adresse. 2° La partie de la commune du Havre non incluse dans les cantons du Havre-1, du Havre-2, du Havre-3, du Havre-4 et du Havre-5. |

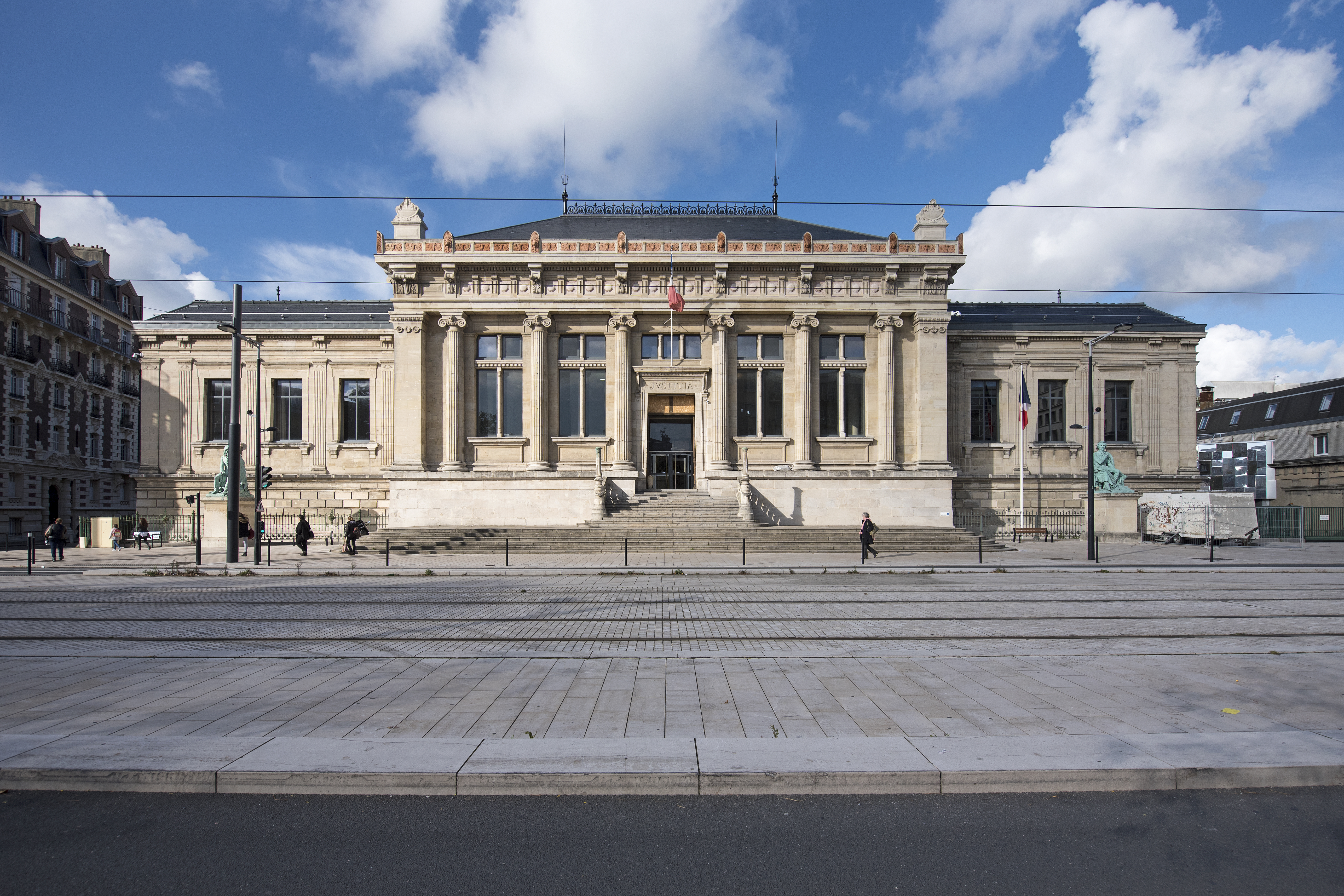
Le Palais de Justice.

Le palais de justice du Havre, situé sur le boulevard de Strasbourg. Avec son annexe, il comprend un tribunal de grande instance, un tribunal pour enfants, un tribunal de commerce. La ville compte également un conseil des prud'hommes et un tribunal d'instance. Parmi les services judiciaires proposés figurent l'aide juridique et le service de l'application des peines. Le Havre dépend de la cour d'appel de Rouen. La prison, qui datait du Second Empire, a été entièrement détruite en 2012. Le nouveau centre pénitentiaire du Havre a été terminé en 2010 à Saint-Aubin-Routot, à l'est de l'agglomération havraise. Il a une superficie de 32 000 m2 sur un site de 15 hectares et peut accueillir 690 personnes.

### Intercommunalité

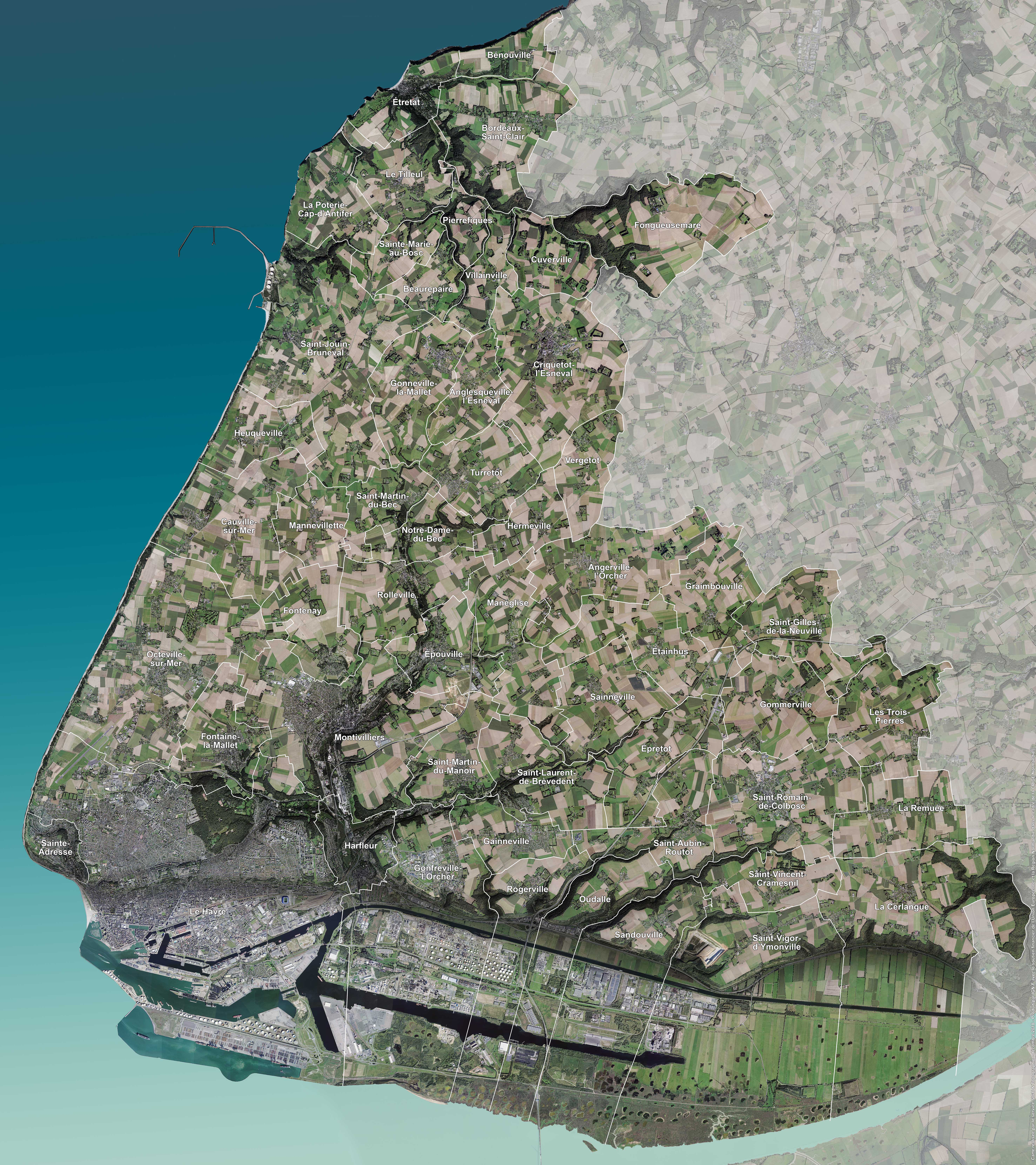
carte de la communauté urbaine Le Havre Seine Métropole.

La ville était le siège de la communauté de l'agglomération havraise (CODAH), créée en 2001 et qui regroupait 17 communes.
Une première réflexion incluse dans le schéma départemental de coopération intercommunale arrêté par le préfet de Seine-Maritime le 22 décembre 2011 prévoyait la fusion de la communauté d’agglomération havraise (CODAH), de la communauté de communes de Saint-Romain-de-Colbosc et de la communauté de communes du canton de Criquetot-l’Esneval, afin de « conforter un pôle solide, aux compétences claires et au rayonnement incontestable » centré sur l'agglomération havraise. Cette fusion, qui aurait abouti au regroupement de 54 communes soit environ 280 000 habitants,, n'a pas été réalisée[pourquoi ?].
Dans le cadre de l'approfondissement de la coopération intercommunale prévu par la loi portant nouvelle organisation territoriale de la République (Loi NOTRe) du 7 août 2015, le projet de nouveau schéma départemental de coopération intercommunale présenté par le préfet de Seine-Maritime le 2 octobre 2015 prévoit à nouveau la fusion de la « communauté d’agglomération havraise (236 997 habitants) et de la communauté de communes du canton de Criquetot-l'Esneval (16 394 habitants) » (mais sans la communauté de communes de Saint-Romain-de-Colbosc, renommée entre-temps communauté de communes Caux Estuaire).
La communauté d'agglomération fusionne avec la communauté de communes Caux Estuaire et la communauté de communes du canton de Criquetot-l'Esneval pour former le 1er janvier 2019 la communauté urbaine dénommée Le Havre Seine Métropole,,,.
Le Havre Seine Métropole est une communauté urbaine qui rassemble 54 communes et compte 275 000 habitants. Parmi eux, 100 000 actifs habitent le territoire et 92 % d’entre eux y travaillent.
Le Havre Seine Métropole est une métropole d’avenir qui s’attache à développer l’attractivité de son territoire et renforcer son rayonnement en capitalisant sur trois leviers : l’enseignement supérieur, le tourisme et le développement économique. Plusieurs projets en cours portent cette ambition notamment le projet Le Havre Smart Port City, la création de la Cité Numérique et l’obtention très récente du label Pays d’Art et d’Histoire.
Le Havre Seine Métropole est un outil au service des communes et des habitants. La communauté urbaine étend et renforce les mobilités sur son territoire en développant son offre de transports. Elle agit en faveur de la santé en renforçant les politiques de prévention et en développant la démographie médicale. La qualité de vie pour tous est une priorité pour Le Havre Seine Métropole. Elle développe plusieurs politiques publiques en faveur de l’agriculture et de l’alimentation, de la ruralité et de la protection de ressource en eau. Elle s’attache à développer l’accès au numérique et propose plusieurs événements culturels, créateurs de lien social, notamment à travers le soutien du tissu associatif.

### Tendances politiques et résultats
La ville du Havre, « Stalingrad-sur-Mer », a été pendant longtemps le plus grand bastion du Parti communiste français, qui l'a dirigée de 1965 à 1995.
De 2010 à 2017, Édouard Philippe (Les Républicains) succède à la tête de la municipalité après la démission d'Antoine Rufenacht (UMP), maire du Havre depuis 1995. Il devient président de la Communauté de l'agglomération havraise (CODAH) et siège à l'Assemblée nationale comme député de la 7e circonscription de la Seine-Maritime depuis 2012. En mai 2017, il est nommé Premier ministre par le nouveau président de la République, Emmanuel Macron.
Globalement, les Havrais de la 7e circonscription (centre-ville et quartiers ouest) votent à droite alors que ceux de la 8e circonscription (quartiers est) choisissent majoritairement le candidat de gauche. Ainsi, à l'élection présidentielle de 2007, la 7e a élu l'UMP Nicolas Sarkozy à 55,05 % contre 44,95 % pour la PS Ségolène Royal alors que la 8e a préféré la candidate socialiste à 55,02 %,.
En revanche, les résultats de la présidentielle 2012 donne le PS gagnant dans les deux circonscriptions, avec un écart plus faible dans la 7e (Hollande : 51,71 % / Sarkozy : 48,29 %) que dans la 8e (Hollande : 64,21 % / Sarkozy : 35,79 %),. Sur l'ensemble de la ville, on peut noter une différence entre le vote aux élections locales et aux élections nationales. Pour les élections présidentielles 2007, Ségolène Royal obtient 50,31 % sur l'ensemble de la ville (soit 3,5 points de plus qu'au niveau national) et en 2012 François Hollande récolte 58,63 % (soit 7 points de plus qu'au national). Lors des élections législatives de ces années on retrouve cet avantage aux candidats de gauche. Aux élections locales, particulièrement aux municipales, la tendance est inversée. Lors des municipales 2008, Antoine Rufenacht (UMP) l'emporte avec 54,74 % des voix au second tour (malgré un contexte très favorable à la gauche cette année-là). En 2014, Édouard Philippe (UMP) est élu dès le premier tour avec 52,04 % des suffrages, les listes de gauche obtenant respectivement 16,75 % pour le PS et 16,37 % pour le PCF.
Lors des élections municipales de 2020, les bureaux de vote du quart sud-ouest du Havre (centre-ville, front de mer, Sanvic) ont donné l'avantage à Edouard Philippe, au contraire des bureaux de vote des quartiers nord et est qui ont plébiscité son principal opposant Jean-Paul Lecoq (PCF).

#### Récapitulatif de résultats électoraux récents
| Scrutin                    | 1er tour | 1er tour | 1er tour | 1er tour | 1er tour | 1er tour | 1er tour | 1er tour | 1er tour | 1er tour | 1er tour | 1er tour | 2d tour        | 2d tour        | 2d tour        | 2d tour        | 2d tour        | 2d tour        | 2d tour        | 2d tour        | 2d tour        | 2d tour        | 2d tour        | 2d tour        |
| Scrutin                    | 1er      | 1er      | %        | 2e       | 2e       | %        | 3e       | 3e       | %        | 4e       | 4e       | %        | 1er            | 1er            | %              | 2e             | 2e             | %              | 3e             | 3e             | %              | 4e             | 4e             | %              |
| -------------------------- | -------- | -------- | -------- | -------- | -------- | -------- | -------- | -------- | -------- | -------- | -------- | -------- | -------------- | -------------- | -------------- | -------------- | -------------- | -------------- | -------------- | -------------- | -------------- | -------------- | -------------- | -------------- |
| Présidentielle 2012        |          | PS       | 30,17    |          | UMP      | 23,19    |          | FN       | 17,40    |          | FG       | 16,54    |                | PS             | 58,63          |                | UMP            | 41,37          | Pas de 3e      | Pas de 3e      | Pas de 3e      | Pas de 4e      | Pas de 4e      | Pas de 4e      |
| Municipales 2014           |          | UMP      | 50,04    |          | PS       | 16,74    |          | PCF      | 16,36    |          | FN       | 13,42    | Pas de 2d tour | Pas de 2d tour | Pas de 2d tour | Pas de 2d tour | Pas de 2d tour | Pas de 2d tour | Pas de 2d tour | Pas de 2d tour | Pas de 2d tour | Pas de 2d tour | Pas de 2d tour | Pas de 2d tour |
| Européennes 2014           |          | FN       | 24,03    |          | UMP      | 17,65    |          | UG       | 10,47    |          | FG       | 10,01    | Tour unique    | Tour unique    | Tour unique    | Tour unique    | Tour unique    | Tour unique    | Tour unique    | Tour unique    | Tour unique    | Tour unique    | Tour unique    | Tour unique    |
| Régionales 2015            |          | UDI      | 27,82    |          | FN       | 22,97    |          | PS       | 21,60    |          | PCF      | 13,12    |                | PS             | 40,07          |                | UDI            | 36,06          |                | FN             | 23,87          | Pas de 4e      | Pas de 4e      | Pas de 4e      |
| Présidentielle 2017        |          | LFI      | 29,81    |          | EM       | 21,42    |          | FN       | 20,25    |          | LR       | 14,92    |                | EM             | 67,33          |                | FN             | 32,67          | Pas de 3e      | Pas de 3e      | Pas de 3e      | Pas de 4e      | Pas de 4e      | Pas de 4e      |
| Européennes du 9 juin 2019 |          | FN       | 22,55    |          | LREM     | 21,50    |          | EELV     | 13,02    |          | LFI      | 9,18     | Tour unique    | Tour unique    | Tour unique    | Tour unique    | Tour unique    | Tour unique    | Tour unique    | Tour unique    | Tour unique    | Tour unique    | Tour unique    | Tour unique    |
| Municipales 2020           |          | DVD      | 43,59    |          | PCF      | 35,87    |          | EELV     | 8,28     |          | RN       | 7,31     |                | DVD            | 58,83          |                | PCF            | 41,16          | Pas de 3e      | Pas de 3e      | Pas de 3e      | Pas de 4e      | Pas de 4e      | Pas de 4e      |
| Régionales 2021            |          | UCD      | 26,70    |          | UC       | 19,51    |          | PCF      | 19,51    |          | RN       | 16,19    |                | UCD            | 32,58          |                | UGE            | 28,59          |                | UC             | 22,01          |                | RN             | 16,82          |
| Présidentielle 2022        |          | LFI      | 30,17    |          | LREM     | 27,53    |          | RN       | 20,67    |          | REC      | 4,82     |                | LREM           | 63,45          |                | RN             | 36,55          | Pas de 3e      | Pas de 3e      | Pas de 3e      | Pas de 4e      | Pas de 4e      | Pas de 4e      |

| Scrutin           | Circonscription | 1er tour | 1er tour | 1er tour | 1er tour | 1er tour | 1er tour | 1er tour | 1er tour | 1er tour | 1er tour | 1er tour | 1er tour | 2d tour | 2d tour | 2d tour | 2d tour | 2d tour | 2d tour |
| Scrutin           | Circonscription | 1er      | 1er      | %        | 2e       | 2e       | %        | 3e       | 3e       | %        | 4e       | 4e       | %        | 1er     | 1er     | %       | 2e      | 2e      | %       |
| ----------------- | --------------- | -------- | -------- | -------- | -------- | -------- | -------- | -------- | -------- | -------- | -------- | -------- | -------- | ------- | ------- | ------- | ------- | ------- | ------- |
| Législatives 2012 | 7e              |          | UMP      | 38,18    |          | PS       | 34,17    |          | FN       | 11,16    |          | PCF      | 10,41    |         | PS      | 50,45   |         | UMP     | 49,55   |
| Législatives 2012 | 8e              |          | PS       | 35,58    |          | UMP      | 22,26    |          | PCF      | 22,01    |          | FN       | 14,70    |         | PS      | 100     |         | PCF     | Retrait |
| Législatives 2017 | 7e              |          | LR       | 33,05    |          | PRG      | 16,60    |          | LFI      | 15,00    |          | FN       | 11,04    |         | LR      | 61,31   |         | PRG     | 38,69   |
| Législatives 2017 | 8e              |          | EM       | 25,28    |          | PCF      | 16,91    |          | LR       | 16,63    |          | FN       | 14,29    |         | PCF     | 55,87   |         | EM      | 44,13   |
| Législatives 2022 | 7e              |          | ENS      | 39,14    |          | NUPES    | 29,36    |          | RN       | 13,00    |          | ECO      | 4,06     |         | ENS     | 55,08   |         | NUPES   | 44,92   |
| Législatives 2022 | 8e              |          | NUPES    | 45,96    |          | ENS      | 28,14    |          | RN       | 17,24    |          | REC      | 3,55     |         | NUPES   | 61,50   |         | ENS     | 38,50   |

Aux élections européennes de 2024, le parti au pouvoir n'arrive que deuxième avec 15,61% (contre 21,5% en 2019),, derrière le Rassemblement national (27,67% contre 22,55% en 2019),, LFI (14,58 % contre 9,18% en 2019), et PS-Place publique (13,99% contre 5,63% en 2019), terminant 3e et 4e,.

### Administration municipale

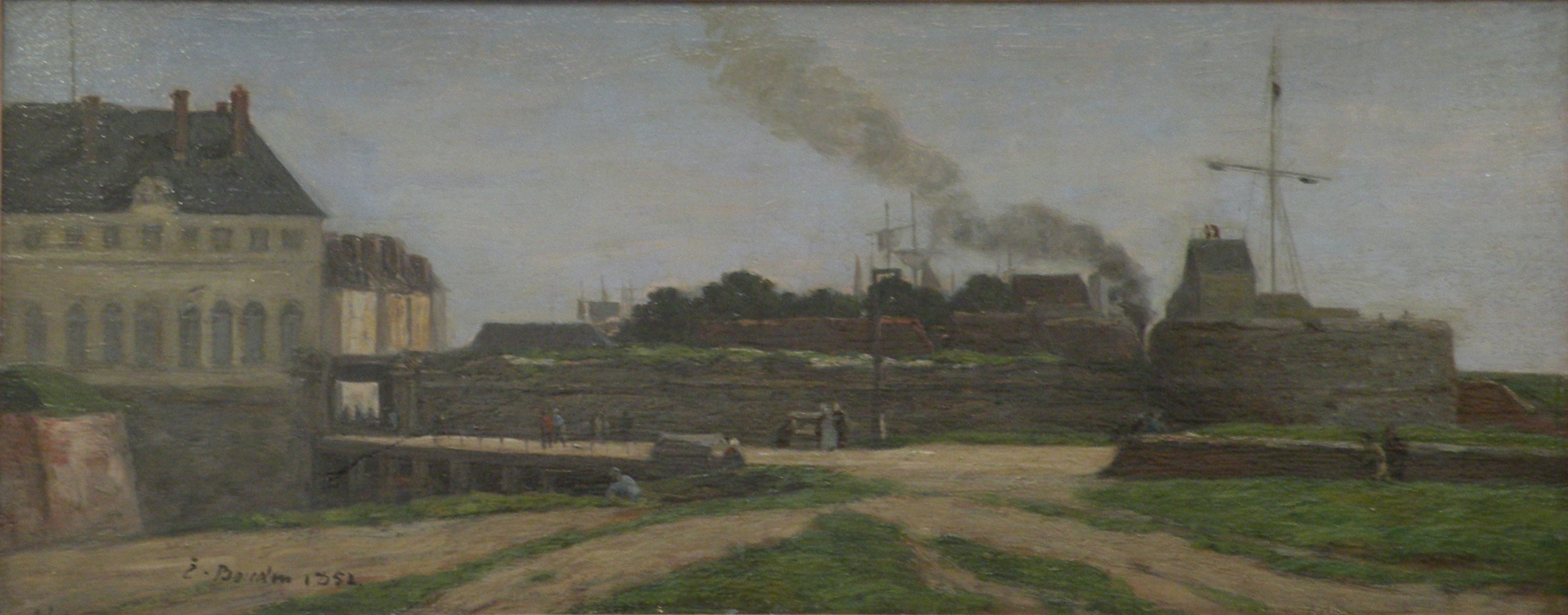
Le Havre, l'Hôtel de Ville et la tour François Ier, par Eugène Boudin (1852).

L’hôtel de Ville pavoisé pour le 14 juillet 2024.

Le nombre d'habitants au Havre étant supérieur à 150 000 et inférieur à 199 999, le nombre de conseillers municipaux est composé de 59 membres.
Le Havre a connu de nombreuses extensions territoriales en annexant des communes voisines :
- 1852 : Ingouville et des parties de Graville-L'Eure et de Sanvic
- 1919 : Graville-Sainte-Honorine en totalité
- 1953 : Bléville
- 1955 : Sanvic en totalité
- 1971 : une partie d'Harfleur (quartier Caucriauville)
- 1973 : Rouelles (avec le statut de commune associée, 3 184 habitants en 2006)

Ces localités gardent aujourd'hui des mairies annexes.

### Liste des maires
| Période        | Période        | Identité               | Étiquette    | Qualité |
| -------------- | -------------- | ---------------------- | ------------ | --- |
| 1959           | 1965           | Robert Monguillon      | SFIO         | Fonctionnaire dans l'administration des Finances |
| 1965           | 1971           | René Cance,            | PCF          | Instituteur Député de la Seine-Inférieure puis de la Seine-Maritime (1946 → 1951 et 1956 → 1967) Conseiller général du Havre-2 (1937 → 1940 et 1945 → 1958) |
| mars 1971      | octobre 1994   | André Duroméa,         | PCF          | Ouvrier serrurier Député de la Seine-Maritime (1967 → 1986 et 1988 → 1993) Sénateur de la Seine-Maritime (1986 → 1988) Conseiller général du Havre-2 (1958 → 1976) Démissionnaire |
| octobre 1994,  | juin 1995      | Daniel Colliard        | PCF          | Cimentier-boiseur Député de la Seine-Maritime (1993 → 1997) Conseiller général de Seine-Maritime (1973 → 1982) |
| juin 1995      | décembre 2010, | Antoine Rufenacht,     | RPR puis UMP | Chef d'entreprise Député de la Seine-Maritime Président de la Communauté de l'agglomération havraise (2001 → 2010) Démissionnaire |
| décembre 2010  | mai 2017       | Édouard Philippe,      | UMP puis LR  | Énarque, avocat, cadre chez Areva Conseiller général du Havre-5 (2008 → 2012) Député de la Seine-Maritime (7e circ.) (2012 → 2017) Président de la Communauté de l'agglomération havraise (2010 → 2017) Démissionnaire à la suite de sa nomination comme Premier ministre                                                                 |
| mai 2017       | mars 2019      | Luc Lemonnier          | LR           | Diplômé de l'École nationale d'assurances (ENASS), assureur Conseiller départemental du Havre-6 (2015 → 2019) Vice-président du conseil départemental de la Seine-Maritime (2015 → 2019) Président du Havre Développement (2017 →) Président de la CODAH (2017 → 2018) Président de Le Havre Seine Métropole (2019 → 2019) Démissionnaire |
| mars 2019      | 5 juillet 2020 | Jean-Baptiste Gastinne | LR           | Professeur d'histoire-géographie Conseiller régional de Normandie (2015 →) Vice-président du conseil régional de Normandie (2016 →) Président de Le Havre Seine Métropole (2019 → 2020) |
| 5 juillet 2020 | En cours       | Édouard Philippe       | DVD puis HOR | Énarque, avocat, cadre chez Areva Conseiller général du Havre-5 (2008 → 2012) Député de la Seine-Maritime (7e circ.) (2012 → 2017) Président de la Communauté de l'agglomération havraise (2010 → 2017) Premier ministre (2017 → 2020) Président de Le Havre Seine Métropole(2020 →)                                                      |

### Politique de développement durable

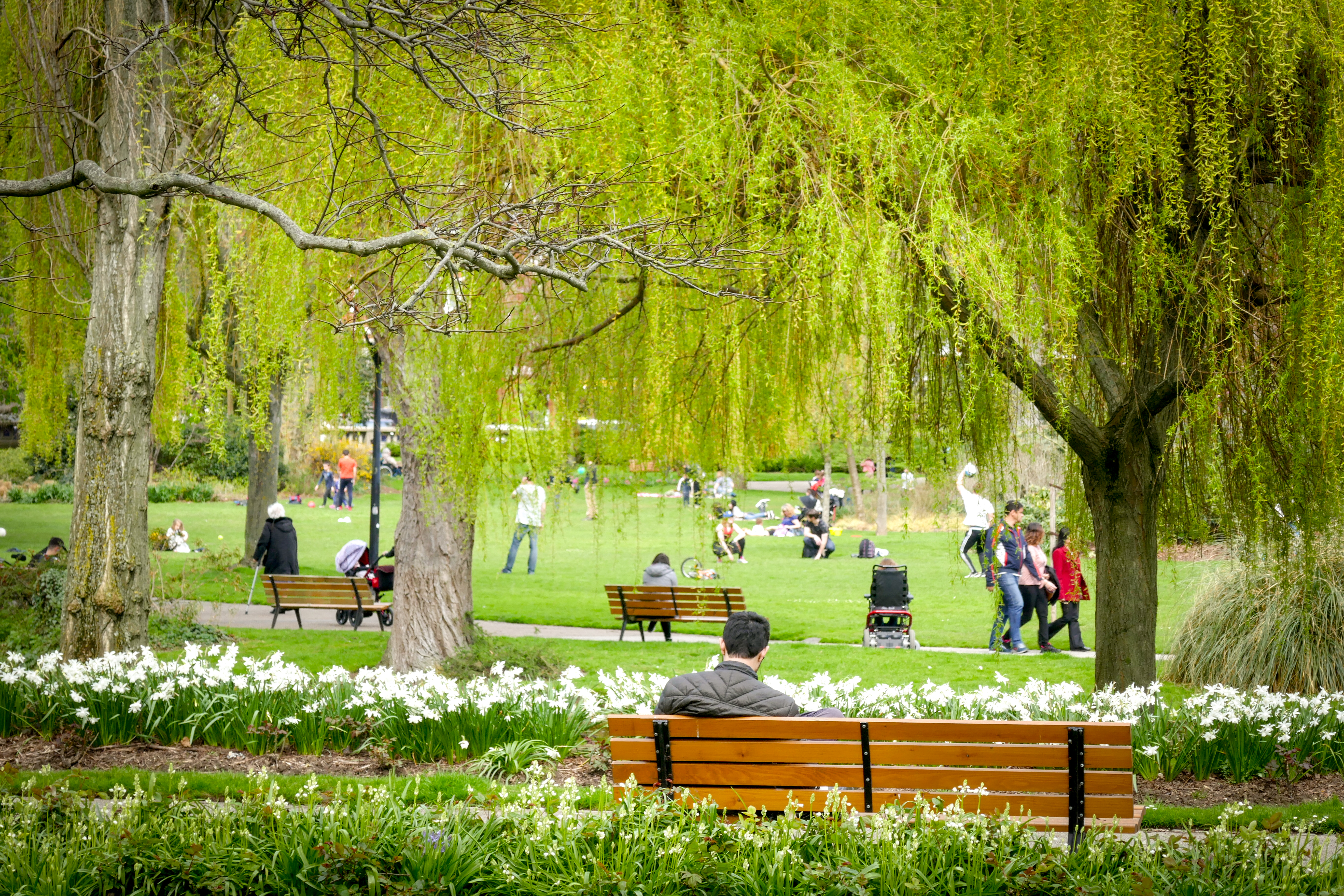
Le square Saint-Roch.

La ville a engagé une politique de développement durable en lançant une démarche d'Agenda 21 en 2006. Depuis 2008, Le Havre fait partie du réseau Energy Cities et, dans ce cadre, elle applique les démarches de l'Agenda 21 et de l'Approche Environnementale sur l'Urbanisme.
Une étude réalisée en 2012 par l'Aphekom[Quoi ?] et comparant dix grandes villes françaises montre que Le Havre est la deuxième commune la moins polluée de France. Le Havre est également la troisième ville de France de plus de 100 000 habitants pour la qualité de l'air. Un bilan carbone élaboré en 2009 a mis en évidence que la ville rejetait quelque 32 500 tonnes de CO2 par an. En 2011, la moyenne annuelle des rejets de dioxyde de soufre par les industries était comprise entre trois microgrammes par mètre cube dans le centre du Havre à douze microgrammes par mètre cube dans le quartier Caucriauville.
La municipalité s'est donné comme objectif de réduire de 3 % par an[Quand ?] les émissions de CO2. Pour cela, des panneaux solaires[Lequel ?] ont été installés sur plusieurs bâtiments municipaux (hôtel de ville, jardins suspendus).
Le Havre a su garder des espaces verts étendus (750 hectares, soit 41 m2 par habitant) : les deux plus grands sont la forêt de Montgeon et le parc de Rouelles, tous deux situés en ville haute. Les jardins du prieuré de Graville et les jardins suspendus offrent des panoramas sur la ville basse. En centre-ville, le square Saint-Roch et les jardins de l'hôtel de ville donnent aux citadins des espaces de loisirs. Divers écosystèmes sont représentés grâce aux jardins de la plage et au parc Hauser (grottes). Enfin, le plateau de Dollemard a été classé « Espace Naturel Sensible départemental » en 2001 afin de protéger son paysage et son écosystème de falaise. Les rues de la ville sont bordées par 13 000 arbres de 150 variétés différentes.
L'association Paysages de France décerne au Havre le prix de la France moche 2021, catégorie « publicité sans modération ».

### Budget et fiscalité
En 2018, un rapport de la chambre régionale des comptes de Normandie indique que l'endettement de la ville du Havre s'est fortement accentué entre 2012 et 2017

### Distinctions et labels
Depuis 1998, la plage du Havre reçoit chaque année le pavillon bleu notamment grâce à tous ses aménagements, qui s'étendent sur 30 000 m2. Le centre reconstruit par Auguste Perret est inscrit par l’UNESCO sur la Liste du patrimoine mondial en juillet 2005,. Le Havre a reçu le label Patrimoine de la Reconstruction en Normandie décerné par la Région Normandie au printemps 2021.

### Jumelages
Le Havre est jumelée avec les villes de  Tampa (États-Unis) depuis 1992, de  Saint-Pétersbourg (Russie), de  Southampton (Royaume-Uni) et  Pointe-Noire (Congo) depuis 2010.
Par ailleurs, Le Havre a signé des contrats de partenariat avec différentes villes étrangères :
- Dalian (Chine) depuis 1985
- Magdebourg (Allemagne) depuis 2011[201]
- Riga (Lettonie) depuis 2005
- Amsterdam (Pays-Bas) depuis 2005
- Delfzijl (Pays-Bas) depuis 2005
- Gdańsk (Pologne) depuis 2005
- El Jadida (Maroc) depuis 2005

## Population et société

### Démographie

#### Évolution démographique
L'évolution du nombre d'habitants est connue à travers les recensements de la population effectués dans la commune depuis 1793. Pour les communes de plus de 10 000 habitants les recensements ont lieu chaque année à la suite d'une enquête par sondage auprès d'un échantillon d'adresses représentant 8 % de leurs logements, contrairement aux autres communes qui ont un recensement réel tous les cinq ans,.

En 2022, la commune comptait 166 462 habitants, en évolution de −2,28 % par rapport à 2016 (Seine-Maritime : +0,35 %, France hors Mayotte : +2,11 %).
| 1793   | 1800   | 1806   | 1821   | 1831   | 1836   | 1841   | 1846   | 1851   |
| ------ | ------ | ------ | ------ | ------ | ------ | ------ | ------ | ------ |
| 20 620 | 19 000 | 19 482 | 20 768 | 23 816 | 25 618 | 27 154 | 31 325 | 56 964 |

| 1856   | 1861   | 1866   | 1872   | 1876   | 1881    | 1886    | 1891    | 1896    |
| ------ | ------ | ------ | ------ | ------ | ------- | ------- | ------- | ------- |
| 64 137 | 74 336 | 60 055 | 85 825 | 92 068 | 105 867 | 112 074 | 116 369 | 119 470 |

| 1901    | 1906    | 1911    | 1921    | 1926    | 1931    | 1936    | 1946    | 1954    |
| ------- | ------- | ------- | ------- | ------- | ------- | ------- | ------- | ------- |
| 130 196 | 132 430 | 136 159 | 163 374 | 158 022 | 165 076 | 164 083 | 106 934 | 139 810 |

| 1962    | 1968    | 1975    | 1982    | 1990    | 1999    | 2006    | 2011    | 2016    |
| ------- | ------- | ------- | ------- | ------- | ------- | ------- | ------- | ------- |
| 185 029 | 205 236 | 217 882 | 199 388 | 195 854 | 190 905 | 182 580 | 174 156 | 170 352 |

| 2021    | 2022    | - | - | - | - | - | - | - |
| ------- | ------- | - | - | - | - | - | - | - |
| 166 058 | 166 462 | - | - | - | - | - | - | - |

Le Havre a connu un essor démographique dans la seconde moitié du XIXe siècle. La saignée démographique de la Première Guerre mondiale a été compensée par l'annexion de la commune de Graville (la ville gagne 27 215 habitants entre 1911 et 1921). Pendant la Seconde Guerre mondiale, la population diminue fortement (perte de 57 149 habitants entre 1936 et 1946) en raison de l'exode et des bombardements. Puis la commune voit sa population augmenter dans l'après-guerre, jusqu'en 1975. Depuis cette date, elle connaît à nouveau une baisse, particulièrement importante entre 1975 et 1982 : pendant ces années de crise industrielle, la population a en effet diminué de 18 494 personnes. La tendance s'est poursuivie dans les années 1980, quoique à un rythme moins soutenu. La politique actuelle de la municipalité, qui consiste à construire de nouveaux logements, vise à attirer de nouveaux résidents avec pour objectif de dépasser les 200 000 habitants, niveau qui avait été atteint dans les années 1960. La population de la commune du Havre était de 190 924 habitants en 1999, ce qui plaçait la ville au 12e rang des villes les plus peuplées de France et à la première place en Normandie. En 2009, l'Insee recensait 177 259 habitants pour la commune du Havre, alors que l'unité urbaine du Havre rassemblait 242 474 habitants (25e rang national) et l'aire urbaine du Havre, 395 361 habitants.

#### Pyramide des âges
La population de la commune est légèrement plus jeune que celle du département. En 2020, le taux de personnes d'un âge inférieur à 30 ans s'élève à 37,7 %, soit un taux supérieur à la moyenne départementale (36,2 %). Le taux de personnes d'un âge supérieur à 60 ans (26,4 %) est légèrement inférieur au taux départemental (26,5 %).
En 2020, la commune comptait 78 451 hommes pour 87 379 femmes, soit un taux de 52,69 % de femmes, supérieur au taux départemental (51,87 %).
Les pyramides des âges de la commune et du département s'établissent comme suit :
| Hommes | Classe d’âge | Femmes |
| ------ | ------------ | ------ |
| 0,6    | 90 ou +      | 2      |
| 6,5    | 75-89 ans    | 10,4   |
| 15,5   | 60-74 ans    | 17,3   |
| 18,2   | 45-59 ans    | 17,7   |
| 18,5   | 30-44 ans    | 17,4   |
| 21     | 15-29 ans    | 18,6   |
| 19,8   | 0-14 ans     | 16,4   |

| Hommes | Classe d’âge | Femmes |
| ------ | ------------ | ------ |
| 0,7    | 90 ou +      | 1,8    |
| 6,7    | 75-89 ans    | 9,6    |
| 16,7   | 60-74 ans    | 18     |
| 19,4   | 45-59 ans    | 19     |
| 18,5   | 30-44 ans    | 17,5   |
| 19,2   | 15-29 ans    | 17,4   |
| 18,9   | 0-14 ans     | 16,7   |

#### Structure de la population havraise
En 2009, le taux de natalité était de 14,2 pour mille, le taux de mortalité de 9,4 pour mille : même si le solde naturel est positif, celui-ci ne compense pas le solde migratoire très nettement négatif. 27,7 % des Havrais ont moins de 20 ans, 23,5 % des Havraises ont moins de 20 ans, des statistiques plus élevées que pour la France métropolitaine. Les plus de 65 ans représentent 13,2 % des hommes et 20,2 % des femmes. Ils se concentrent surtout dans le centre-ville et la Côte-Ormeaux. La population étrangère est estimée à 8 525 personnes soit 4,8 % de la population. 12 148 immigrés vivent au Havre, soit 6,8 % de la population urbaine. La plupart ont des origines maghrébines (5 060) ou africaines (3 114), principalement des Sénégalais (pour une grande partie d'ethnie manjak,).
Avec les mutations économiques qui ont affecté la ville, les PCS ont fortement évolué depuis les années 1980 : entre 1982 et 1999, le nombre d'ouvriers a diminué d'environ un tiers (-10 593) ; leur part dans la population active était de 16 % en 1982, et de 12,5 % en 1999. C'est dans les quartiers sud, proches du port et de la zone industrielle, que se concentre la population ouvrière. Dans le même temps, le nombre de cadres et de professions intellectuelles a augmenté de 24,5 %, ce qui s'explique en partie par la création et le développement de l'université du Havre. En 2009, la ville compte une proportion plus faible de cadres et de professions intellectuelles supérieures que la moyenne nationale (4,2 % contre 6,7 %). La part des ouvriers (15,9 %) est supérieure d'un point à la moyenne nationale. En passant de 13,5 % à 11,7 % de la population active, le taux de chômage a diminué entre 1999 et 2009. Il reste cependant plus élevé que dans le reste du pays. La part des Havrais en situation d'emplois précaires (CDD et intérim) y est plus élevée que la moyenne nationale. Enfin, seuls 18,1 % des Havrais ont un diplôme de l'enseignement supérieur contre 24,5 % pour l'ensemble des Français de métropole. Cette proportion a cependant augmenté depuis 2009.

### Enseignement

#### Établissements scolaires
Le Havre est situé dans l'académie de Normandie.
En 2012, la ville administre 55 écoles maternelles (254 classes) et 49 écoles élémentaires communales (402 classes). Le département gère seize collèges et la région Haute-Normandie neuf lycées. Le collège Jules-Vallès de Caucriauville est classé établissement sensible, et onze collèges sont en ZEP. Un internat d'excellence a ouvert ses portes au collège Claude-Bernard en 2011.
Le premier collège date du XVIe siècle, quant au lycée François-Ier fondé sous le Second Empire, il est le plus ancien du Havre. Les philosophes Jean-Paul Sartre (1905-1980) et Raymond Aron (1905-1983) y ont enseigné. L'écrivain Armand Salacrou (1899-1989) étudia dans cet établissement.
En 2010-2012, la ville disposait des établissements suivants :

#### Enseignement supérieur et écoles spéciales

Institut National Des Sciences Appliquées.

EM Normandie Business School.

En 2011, on compte quelque 12 000 étudiants toutes filières confondues au Havre.
Ouverte en 1986, l'université du Havre est récente, de taille moyenne et bien située : le plus grand campus se trouve en effet en centre-ville, près des gares et du tramway. Ce campus regroupe la bibliothèque universitaire (2006), un gymnase, plusieurs restaurants universitaires et la maison de l'étudiant, une structure intégrant une salle de spectacle, un service d'orientation et les associations étudiantes. En 2010-2011, 6 914 étudiants sont inscrits dont 5 071 en premier cycle, 1 651 en deuxième cycle et 192 en troisième cycle.
L'université forme également 317 ingénieurs, notamment à l'Institut supérieur d'études logistiques (ISEL). Elle propose environ 120 diplômes d'État préparés par l'UFR des Sciences et Techniques, la Faculté des Affaires Internationales, ainsi que l'UFR des Lettres et Sciences Humaines. Beaucoup de formations proposées sont en relation avec les activités portuaires, logistiques, industrielles et de développement durable. Douze langues étrangères sont enseignées et 17 % des étudiants sont étrangers.
L'université du Havre est aussi un pôle de recherche avec ses neuf laboratoires. Elle travaille en partenariat avec d’autres établissements d’enseignement supérieur (INSA Rouen, IEP, IUFM et Normandie Université).
L'institut universitaire de technologie du Havre occupe deux principaux sites : l'un en ville haute dans le quartier Caucriauville-Rouelles, inauguré en 1967, un autre dans le quartier de l'Eure depuis 2011. L'IUT totalise 1 881 étudiants répartis en dix départements préparant au DUT. Il existe en outre une antenne de l'IUFM de Rouen pour deux concours de l'enseignement (capet de technologie, CRPE professeur des écoles).
Par ailleurs, il existe un grand nombre établissements supérieurs spécialisés dans divers domaines.
Fondée en 1871, l'École Supérieure de Commerce du Havre, l'une des plus anciennes de France, a fusionné avec Sup Europe et l'Iper, pour donner naissance à l'École de management de Normandie en 2006. Cet établissement compte plus de 2 000 étudiants sur ses trois campus (Le Havre, Caen et Deauville) en 2011.
Depuis la rentrée 2007, l'Institut d'études politiques de Paris a ouvert un campus délocalisé Euro-Asie au Havre.
L'École nationale supérieure maritime forme des officiers de première classe de la marine marchande. Fondée en 1571 par Charles IX, elle se situe au 10 Quai Frissard.
À partir du 1er septembre 2021, l'École nationale de la sécurité et de l'administration de la mer (ENSAM), anciennement située à Nantes, rejoint l'ENSM au Havre. Cette école forme notamment les administrateurs des affaires maritimes, corps d'officiers de carrière rattachés au ministère chargé de la mer et institué sous sa forme actuelle en 1967.
L'École nationale supérieure du pétrole et des moteurs (ENSPM) est une école d'ingénieurs spécialistes pétroliers, pétrochimistes et motoristes. L'ITIP (Institut National des Transports Internationaux et des Ports) prépare aux métiers du transport combiné et aux métiers portuaires. L'INSA (Institut National des Sciences Appliquées de Rouen) a ouvert une antenne au Havre en 2008 avec un département Génie civil et construction durable. Il devrait rejoindre à la rentrée 2012 le SPI (pôle des Sciences Pour l'Ingénieur) dans un nouveau bâtiment du quartier de l'Eure.
Dans le domaine artistique, le Conservatoire à rayonnement départemental Arthur Honegger est fréquenté par 1 680 élèves (musique, danse et art dramatique). L'École supérieure d'Art et Design (ESADHaR) propose plusieurs diplômes (art, design graphique, création littéraire) et prépare aux concours. Enfin 800 personnes étudient dans les écoles paramédicales et sociales principalement à l'IFSI (Institut de Formations en Soins Infirmiers) qui compte quelque 600 étudiants,.

### Culture

Carré des Docks

Théâtres, salles de spectacle et de concert
Il existe deux grands pôles culturels au Havre : le centre-ville et le quartier de l'Eure.
L'Espace Oscar-Niemeyer se compose d'une part du Volcan, Scène nationale de 1 093 places et qui abrite le Centre chorégraphique national du Havre Haute-Normandie dirigé depuis 2012 par Emmanuelle Vo-Dinh succédant à Hervé Robbe (1999-2011) ; d'autre part le Petit Volcan, qui était une salle polyvalente de 250 places présentait des spectacles vivants. L'ensemble de l'Espace Oscar-Niemeyer était en travaux entre 2011 et fin 2014 pour à la fois rénover la salle de théâtre du Grand Volcan, et transformer l'espace du Petit Volcan en médiathèque, remplaçant ainsi celle déjà existante dans le centre ville. De ce fait, les spectacles du Grand Volcan ont eu lieu dans l'ancienne gare maritime, jusqu'à la fin du chantier.
D'autres institutions culturelles du centre-ville sont en cours de transformation : le cinéma d'art et d'essai Le Sirius face à l'Université rouvrira ses portes en 2013. Le Tétris au fort de Tourneville sera en 2013 un lieu consacré aux musiques actuelles. D'autres lieux culturels sont dispersés en centre ville : le cinéma Le Studio, le théâtre de l'Hôtel de ville (700 places), le Petit Théâtre (450 places), le Théâtre des Bains Douches (94 places), le Théâtre Akté (60 places) ou encore le Poulailler (salle de théâtre associative de 50 places) accueillent de nombreux spectacles chaque année. Le Centre Chorégraphique National du Havre Haute-Normandie est spécialisé dans la création et la production de spectacles de danse. D'autres spectacles et représentations sont donnés dans d'autres lieux et au Conservatoire Arthur Honegger.
Le deuxième pôle culturel de la ville se trouve dans le quartier de l'Eure, près du bassin Vauban : Docks Océane est une salle polyvalente (concerts, spectacles et compétitions sportives), qui peut accueillir jusqu’à 4 700 spectateurs sur 1 800 m2. Le plus grand cinéma du Havre se trouve sur les Docks Vauban (2 430 places). Les Docks Café sont un parc des expositions de 17 500 m2 qui sert aux salons, aux foires et aux expositions. Le Magic Mirrors propose de nombreux concerts dans un lieu géré par la ville loué à des organisateurs privés.
À la suite de la fermeture du Cabaret Electric, situé dans l'Espace Oscar Niemeyer, en 2011, une nouvelle salle de spectacles, le Tetris, a ouvert ses portes au fort de Tourneville en septembre 2013, avec un grand festival gratuit. Elle est composée de deux salles (800 et 200 places) d'un espace d'exposition, de logements pour accueillir des artistes en résidences, d'un restaurant… Le Tetris est un lieu de diffusion de musiques actuelles mais aussi de théâtre, de danse, d'arts plastiques et visuels. En attendant des « hors les murs » ont été organisés sur le site du fort durant l'année 2012 et début 2013.
Musées et lieux d'exposition

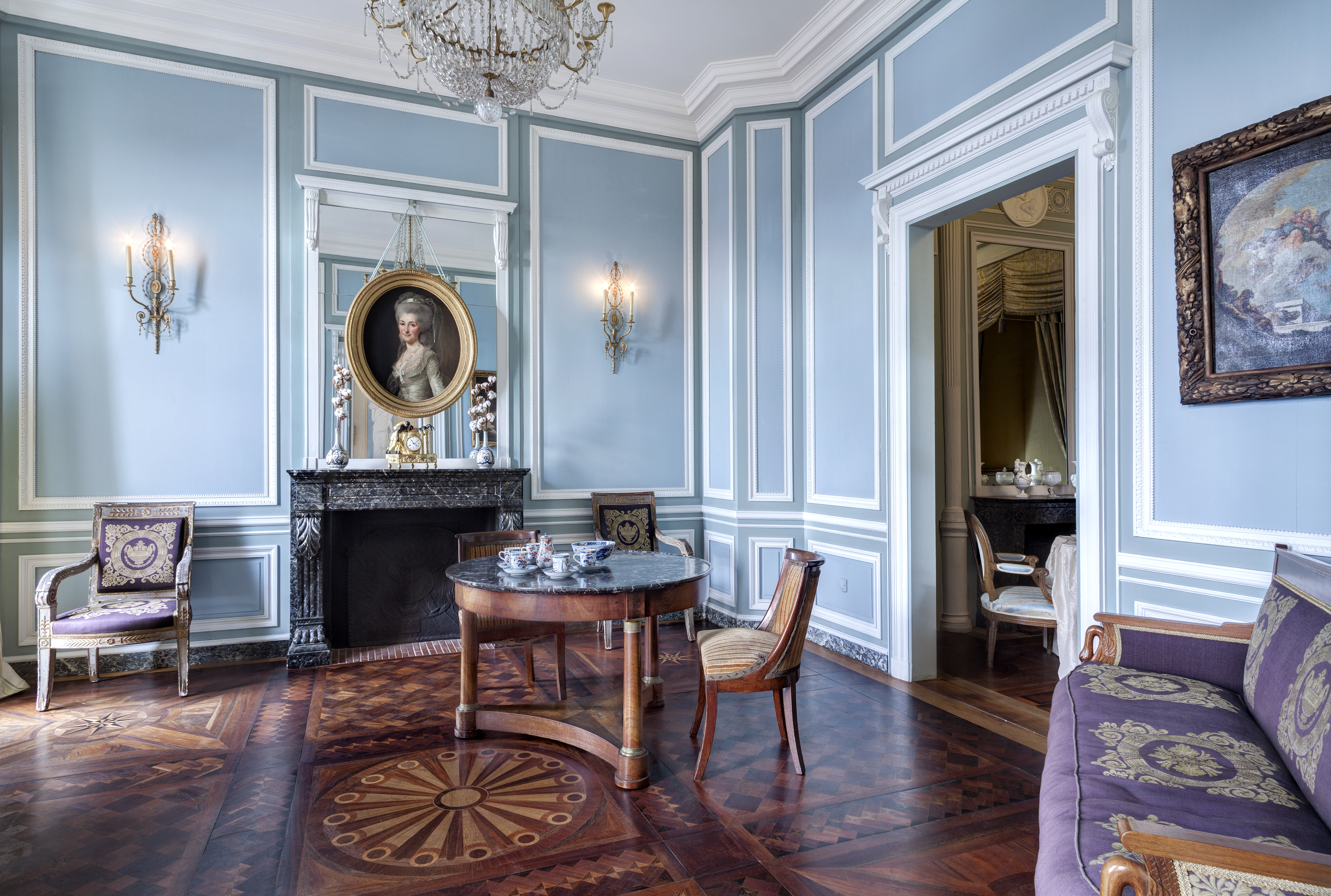
La Maison de l'armateur au Havre.

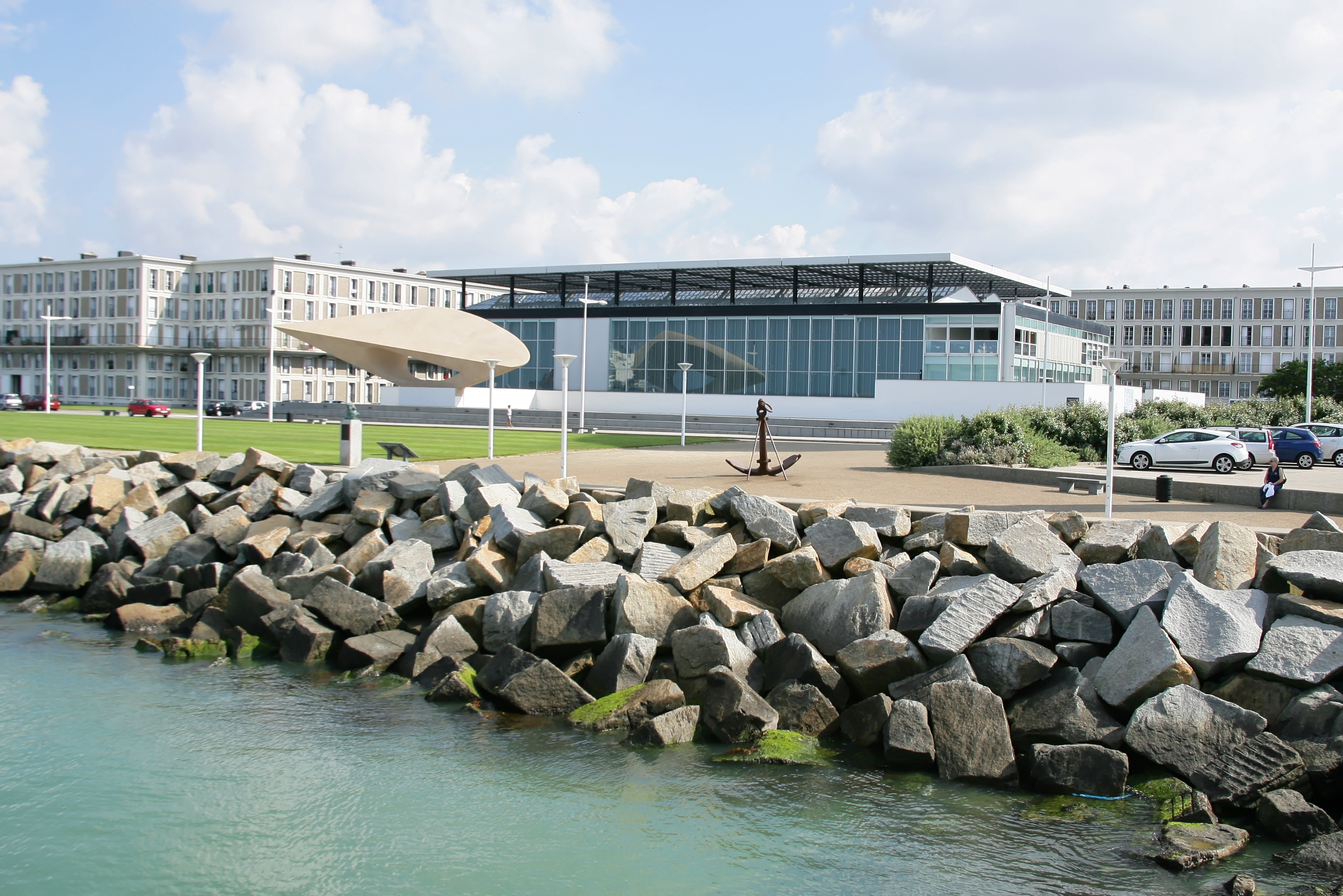
Le musée d'art moderne André-Malraux (MuMa), un bâtiment emblématique de l'après-guerre.

Cinq musées du Havre possèdent le label « Musée de France » : la Maison de l'armateur, le musée de l'Ancien Havre, le MuMa - musée d'art moderne André-Malraux, le Musée du Prieuré de Graville et le Muséum d'histoire naturelle.
Le plus important est le musée d'art moderne André-Malraux, construit à partir de 1955 par l'Atelier Lagneau-Weill-Dimitrijevic, il a été inauguré par André Malraux en 1961. Le bâtiment abrite des collections d'œuvres d'art allant de la fin du Moyen Âge jusqu'au XXe siècle. Il possède la plus importante collection d'impressionnistes, derrière celle du musée d'Orsay), et il est renommé pour ses toiles de Raoul Dufy, de Claude Monet, d'Auguste Renoir, d'Eugène Boudin, etc..
La Maison de l'armateur et le Musée de l'Ancien Havre sont consacrés à l'histoire du Havre et présentent divers objets de l'Ancien Régime et du XIXe siècle : meubles, cartes anciennes, statues, peintures. Fondé en 1881, le Muséum d'histoire naturelle siège dans un bâtiment du XVIIIe siècle. Il abrite notamment près de 8 000 dessins et manuscrits naturalistes. qui forment la collection Lesueur, du nom du naturaliste havrais Charles Alexandre Lesueur (1778-1846). Le musée de l'abbaye de Graville donne à voir des objets du Moyen Âge et des chapiteaux.
D'autres musées moins importants témoignent de l'histoire du Havre et de sa vocation maritime. L'appartement-témoin, caractéristique de l'architecture Perret (1947-1950), reconstitue un lieu de vie quotidienne des années 1950. Le musée maritime expose des objets relatifs à la marine et au port. Il existe enfin de nombreux lieux d'exposition dans la ville comme Le Portique, un centre d'art contemporain, des galeries d'art ou la bibliothèque municipale du Havre organise régulièrement des expositions.
Bibliothèques et archives
La Ville du Havre dispose d'un réseau de lecture publique constitué en 2018 de 8 bibliothèques et médiathèques, d'1 bibliobus et de 8 relais lectures qui fonctionnent comme des bibliothèques d'appoint. Porté par la politique culturelle Lire au Havre, ce réseau propose une offre de plus de 300 000 documents à destination du public, 30 000 documents réservés aux collectivités, ainsi que 150 000 documents patrimoniaux, dont des manuscrits médiévaux et des incunables.
Située dans le petit Volcan, la bibliothèque Oscar-Niemeyer ouvre ses portes le 3 novembre 2015. Elle fonctionne en binôme avec la bibliothèque centrale Armand-Salacrou, située à quelques minutes à pied et qui porte le nom de l'écrivain Armand Salacrou.
Plusieurs milliers de références sont disponibles dans les bibliothèques spécialisées de l'École supérieure d'art, du musée d'art moderne André-Malraux et du Muséum d'histoire naturelle. Les archives de la ville, au fort de Tourneville, possèdent des documents allant du XVIe au XXe siècle.

### Santé
Le groupe hospitalier du Havre est un établissement public de santé, administré par un conseil de surveillance présidé par le maire du Havre. Ses principales structures sont l'hôpital Flaubert (le plus ancien, situé en centre ville), l'hôpital Monod (à Montivilliers), l'hôpital Pierre-Janet (psychiatrie), la Maison de l'adolescent, des hôpitaux de jour et des résidences de personnes âgées. Il est le principal employeur de la CODAH.
Construit en 1987, l'hôpital Jacques-Monod regroupe une offre complète de soins en médecine, chirurgie, gynécologie, obstétrique, pédiatrie, gériatrie, santé mentale, soins de suite, réadaptation, réinsertion et santé publique.
Il existe plusieurs cliniques privées qui complètent l'offre de soins : la clinique privée de l'Estuaire regroupe les anciennes cliniques du Petit-Colmoulins et François-1er. La clinique privée des Ormeaux se trouve dans le quartier de l'Eure près des Docks Vauban.

### Sports
Clubs et équipes

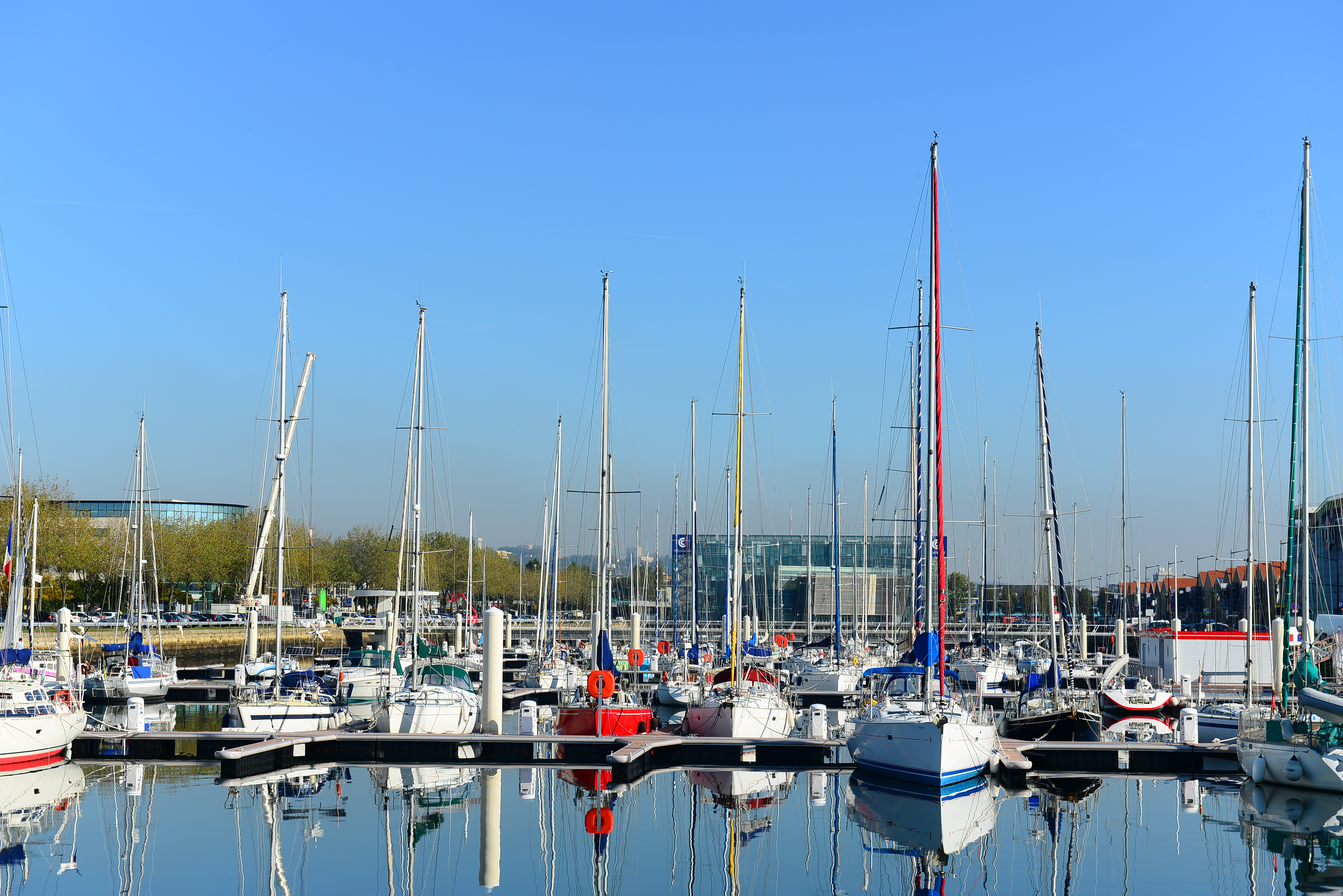
Le Port Vauban.

La ville du Havre compte des clubs de sport parmi les plus anciens de France : la Société Havraise de l'Aviron (1838), la Société des Régates du Havre (1838) et le Havre Athletic Club (1884), club de football et de rugby,,.
La vie sportive du Havre est dominée par trois équipes de sport professionnel : la première est l'équipe de football du HAC qui évolue en Ligue 1. Le HAC joue au Stade Océane. Son centre de formation, qui est réputé pour avoir formé les internationaux français Vikash Dhorasoo, Julien Faubert, Jean-Alain Boumsong, Lassana Diarra, Steve Mandanda ou encore Benjamin Mendy est régulièrement classé dans les dix meilleurs de France. La deuxième grande équipe est Saint-Thomas Basket) qui représente la ville en Pro B. Enfin, l'équipe féminine du HAC Handball, qui joue en première division, compte de nombreuses internationales dans ses rangs. Elle a remporté son premier grand titre national, la Coupe de France en 2006. Le Havre Athletic Club rugby évolue en Fédérale 2 (équivalent de la 4e division). le Hockey Club du Havre évolue au quatrième niveau national (division 3) pour la saison 2008-2009. L'équipe porte le surnom des « Dock's du Havre ».
L'ouverture maritime de la ville se retrouve dans de nombreux sports : ainsi, la tradition du nautisme est ancienne. Le 29 juillet 1840 ont été organisées les premières régates françaises de bateaux de plaisance à voile. De nos jours, Le Havre est reconnu comme station nautique et station balnéaire. Le port de plaisance en eaux profondes accueille les bateaux 24 heures sur 24 par tous les temps. Construit dans l'entre-deux-guerres, c'est aujourd'hui le plus grand de la Seine-Maritime, avec environ 1 300 anneaux. 200 anneaux supplémentaires ont été installés dans le bassin Vauban en 2011-2012. La Société Havraise de l'Aviron a formé quelques rameurs de haut niveau, comme Thierry Renault. Le Club nautique havrais (CNH) est le centre de la natation mixte, de la natation synchronisée et du water-polo masculin. Le Centre Nautique Paul-Vatine est le cinquième club du pays en nombre de licences sportives ; il se classe deuxième en Division 1 du Championnat de France des Clubs Catamarans.
Plusieurs grands sportifs havrais ont commencé leur carrière au Havre : le nageur Hugues Duboscq a été plusieurs fois médaillé olympique. En judo, l'équipe de France compte deux Havrais : Dimitri Dragin et Baptiste Leroy. Jérôme Le Banner est un kick-boxeur professionnel de niveau mondial qui participe notamment au championnat du K-1. Enfin le navigateur Paul Vatine, disparu en mer en 1999, a remporté plusieurs fois la Transat Jacques-Vabre.
De plus, la ville compte avec les Salamandres du Havre, un club permettant la découverte et la pratique de sports américains tels que le baseball, ou le football américain.
Le tennis a aussi vu passer de grandes championnes. Créé en 1989 par Michel Ruiz, l'Open du Havre est un tournoi international de tennis féminin qui a accueilli à leurs débuts Amélie Mauresmo, Marion Bartoli, Alizé Cornet, Pauline Parmentier, Amandine Hesse, Virginie Razzano, Nathalie Dechy, et la Belge Elise Mertens...
Infrastructures sportives

Le stade Océane.

Le skatepark.

Les Bains des Docks.

En 2012, la ville compte 99 équipements sportifs dont 46 gymnases, 23 stades et 5 piscines.
Le stade Océane, inauguré en juillet 2012, remplace le stade Jules-Deschaseaux. Avec ses 25 000 places, il accueille les matchs de football mais aussi d'autres manifestations sportives ou culturelles. Les matchs de basket et de handball se disputent dans la salle Docks Océane (3 600 places), ceux de hockey à la patinoire (900 places assises). Sur les cinq piscines de la ville, deux ne sont pas gérées par la municipalité : celle du CNH (qui possède un bassin olympique pour les compétitions) et celle des Bains des Docks (qui a été dessinée par l'architecte Jean Nouvel).
Le Havre abrite le plus grand skatepark français gratuit de plein air avec environ 1 800 m2 affectés à la glisse urbaine. Les infrastructures du port permettent de pratiquer de nombreuses activités nautiques comme la voile, la pêche, le canoë-kayak, l’aviron. Enfin, la plage est un spot de kite-surf, de planche à voile et de surf.
Événements sportifs
Le Havre a été et est encore le lieu de grandes manifestations sportives : le Tour de France cycliste est passé une vingtaine de fois par la Porte Océane, la dernière étape ayant eu lieu en 2015 après 20 ans d'attente. La voile est souvent à l'honneur : ainsi, la Transat Jacques-Vabre est une course transatlantique qui se déroule tous les deux ans depuis 1993 et qui relie Le Havre à l'Amérique latine. La course du Solitaire du Figaro est partie du Havre en 2010. Le week-end de la glisse rassemble depuis 2006 les sportifs freestyle (skateboard, roller, funboard, kitesurf, parachutisme...). Tous les étés depuis 1999 sont organisées des rondes rollers dans la ville le vendredi soir toutes les quinzaines et ont beaucoup de succès[réf. nécessaire]. Le premier triathlon international a été organisé en 2012. Enfin, plusieurs rendez-vous sont donnés aux coureurs avec les dix bornes du Havre (depuis 1990), le semi-marathon de Normandie (depuis 2007) ou les foulées de Montgeon. Le Havre a accueilli la Coupe du monde féminine de football 2019 dont un match de l'équipe de France contre le Brésil en huitièmes de finale.

### Manifestations culturelles et festivités
Le calendrier festif de la ville du Havre est rythmé par divers événements.

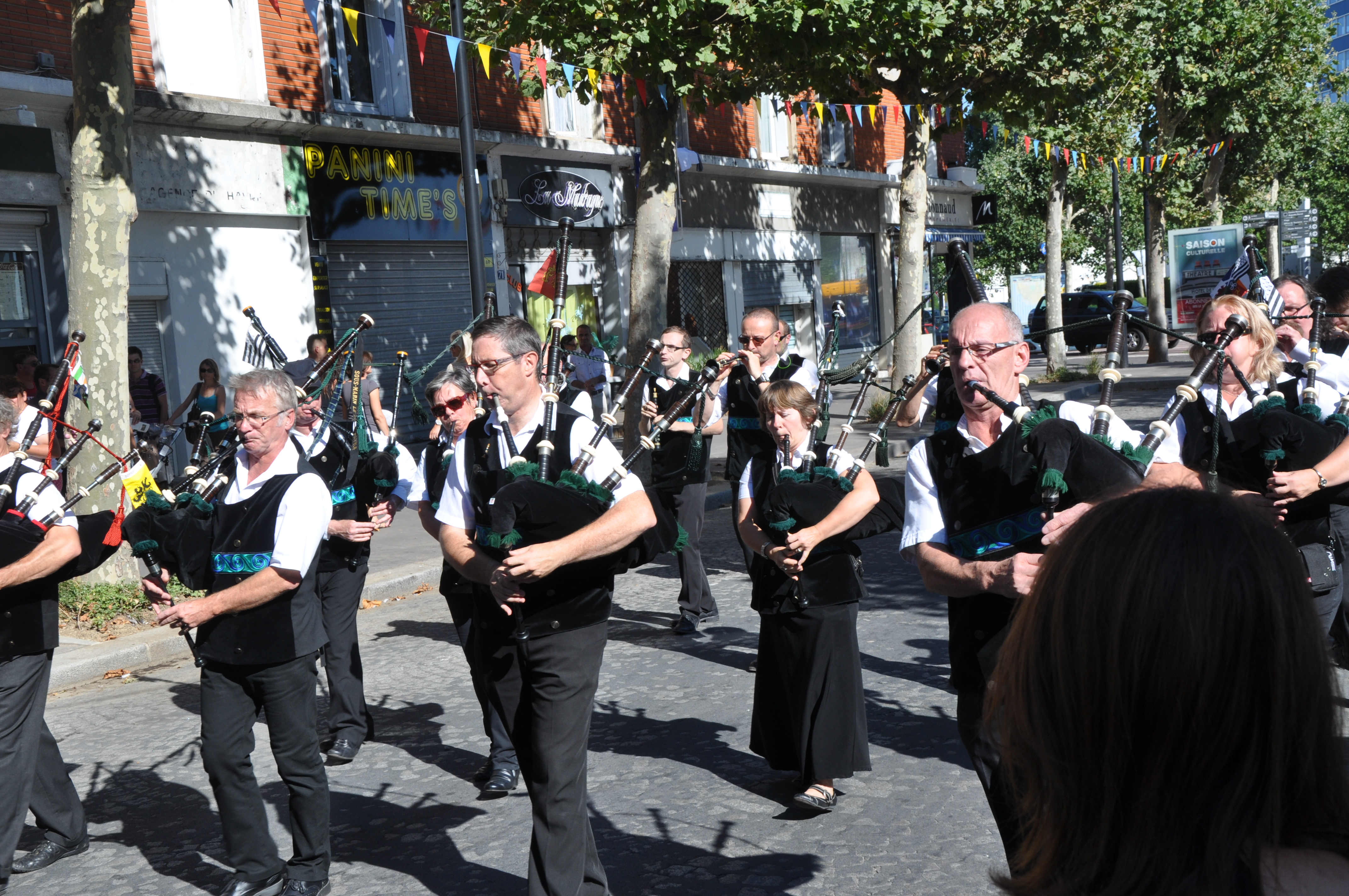
Fête des bretons au quartier Saint-François.

Au printemps, un festival du livre jeunesse a été récemment créé. Au mois de mai a lieu la Fest Yves, une fête bretonne, dans le quartier Saint-François. Sur la plage du Havre et de Sainte-Adresse, se déroule un festival de jazz nommé Dixie Days en juin.
En juillet, le roman policier est à l'honneur dans le salon Polar à la Plage organisé par Les Ancres noires. Ce dernier entre d'ailleurs dans le cadre des Z'Estivales, manifestation proposant de nombreux spectacles d'art de rue tout l'été, complété par le festival des musiques du monde MoZaïques aux Jardins suspendus en août depuis 2010. Mi-août, c'est aussi un corso fleuri qui défile dans les rues du centre-ville.
Le premier week-end de septembre, c'est l'élément marin qui est mis en valeur lors de la Fête de la Mer. La course relie Le Havre à Bahia au Brésil. Toujours en novembre est organisée la foire du Havre qui se tient dans les Docks Café. Le festival Automne en Normandie, organisé par les départements de la Seine-Maritime et de l'Eure et par la Région Haute-Normandie, propose de septembre à novembre de nombreux concerts dans toute la région, en plus de ses représentations de théâtre et de danse.
Fin octobre, depuis 2009 a lieu, un festival rock et musiques actuelles au fort de Tourneville depuis l'emménagement de l'association Papa's Production sur place ; le Ouest Park Festival après son inauguration en 2004 dans le parc de la mairie d'Harfleur.
Depuis le 1er juin 2006, une biennale d'art contemporain est organisée par le groupe Partouche.

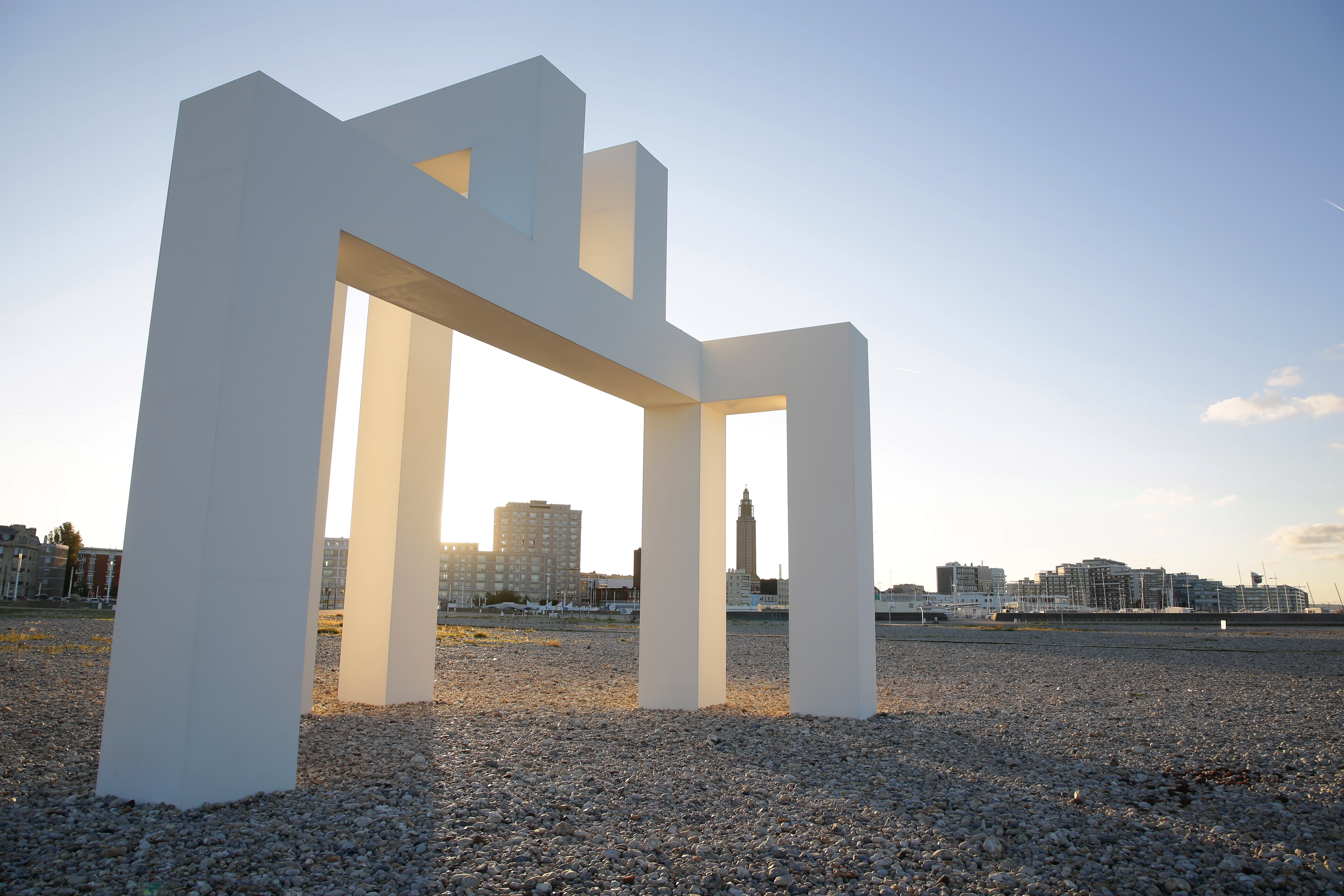
UP #3, une œuvre de Sabina Lang et Daniel Baumann pour Un Eté au Havre.

#### Un été au Havre
Le groupement d'intérêt public « Un Été au Havre » est chargé en 2017, avec un budget de 20 millions d'euros, d'organiser les festivités estivales pour le cinq-centième anniversaire de la fondation respective de la ville et de son port. L'événement attire plus de deux millions de visiteurs mais soulève la polémique lorsque Mediapart révèle les difficultés financières rencontrées par le producteur de l'événement Artevia, sélectionné dans des conditions suspectes, et qui, placé en redressement judiciaire, n'a pas payé le million d’euros aux prestataires locaux.
L'événement, sous l'égide du directeur artistique Jean Blaise, est reconduit les années suivantes. Certaines œuvres installées pour la première édition ont été pérennisées, comme le portique blanc intitulé UP#3 de Sabina Lang et Daniel Baumann et les cabines colorées par Karel Martens sur la plage, les arches de conteneurs de Vincent Ganivet sur le quai de Southampton ou les jets d'eau de Stéphane Thidet du bassin du Commerce.

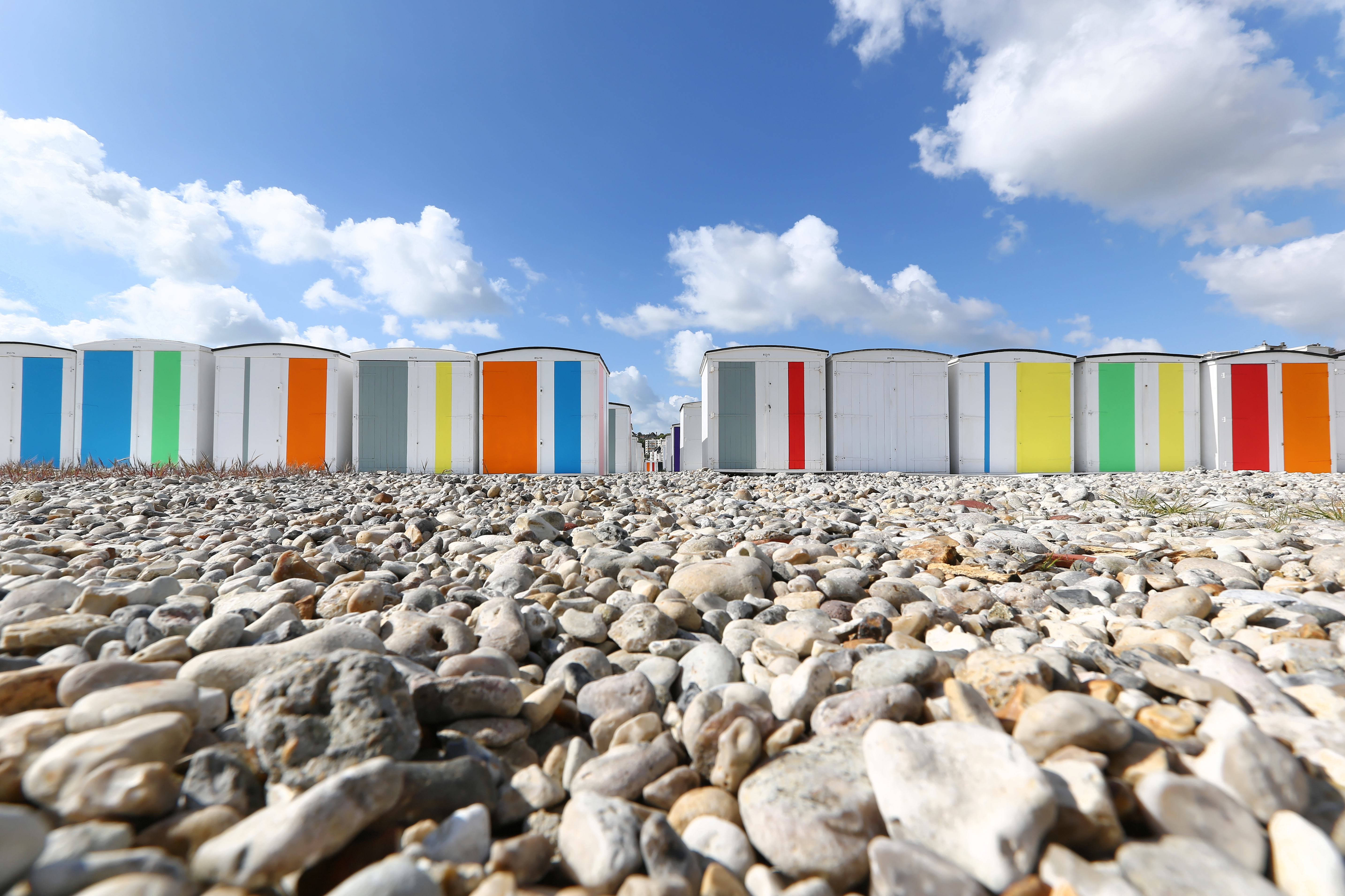
Les cabines de plage, colorées par le graphiste néerlandais Karel Martens pour Un été au Havre.

### Médias
Presse locale
Le quotidien Paris-Normandie, dans son édition havraise, couvre l'actualité de la ville et de son agglomération. Depuis 2010, un hebdomadaire d'informations gratuit, Le Havre infos (groupe PubliHebdos), paraît tous les mercredis et est disponible dans de nombreux lieux de la ville. Tendance Ouest dispose d'une rédaction rue René-Coty et fait paraître un mensuel gratuit d'information locale.
Plusieurs magazines donnent des informations locales : LH Océanes (magazine municipal) et Terres d'Agglo (magazine de l'agglomération), auxquels il faut ajouter plusieurs magazines gratuits : Aux Arts (informations culturelles plus centré sur la Basse-Normandie), Bazart (actualités culturelles créé au Havre mais avec maintenant un rayonnement sur toute la Normandie), HAC Magazine (actualités du HAC). Plusieurs journaux sont également disponibles sur Internet : Infocéane, Le Havre sur Internet ou encore La Gazette de la Mouette.[réf. nécessaire]
Télévision
Une édition télévisée locale de France 3, France 3 Baie de Seine, est diffusée chaque soir, reprise ensuite sur France 3 Normandie. Ses locaux sont au Centre Havrais de Commerce International, tout comme NRJ Le Havre. La tour TDF de la rue Andreï-Sakharov en direction d'Harfleur émet les chaînes de la TNT pour tous les Havrais, dont l'édition locale France 3 Baie de Seine.
Radios locales
- 88.2 RCF Haute-Normandie : radio locale chrétienne du Diocèse de Rouen[276].
- 92.5 NRJ Le Havre : déclinaison havraise d'NRJ[277]. Ses studios se trouvent au Centre Havrais de Commerce International, quai George V. Elle diffuse un décrochage local pour les infos de 6 à 9 heures et un programme local de 16 à 20 heures.
- 94.3 Radio Albatros est une station locale installée dans le quartier Sanvic du Havre, émettant en FM sur la fréquence 94.3[278]. Elle est aussi diffusée à Fécamp sur 89.8 depuis 2010[279].
- 95.1 Ici Normandie (Seine-Maritime - Eure) : radio locale publique de Rouen. Elle propose notamment des infos locales.
- 98.9 Tendance Ouest Seine-Maritime : radio locale commerciale basée à Toussaint, à quelques kilomètres de Fécamp. En novembre 2016, le groupe La Manche libre annonce le rachat de Résonance[280], qui diffusera le programme de Tendance Ouest avec quelques décrochages locaux.
- 101.8 Europe 2 Le Havre : déclinaison havraise d'Europe 2 aussi diffusée à Bayeux sur 101.7 FM[281].
- 102.2 Ici Normandie (Caen) : radio locale publique de Caen.

Depuis janvier 2011, l'association Only-Hit Concept édite une web-radio havraise, Only-hit, cette web-radio a été fermée le 3 mars 2015.
Des associations comme LHnouslanuit ont tenté développer des radios locales alternatives et culturelles en s'entourant de structures associatives locales (Papa's Production, Ben Salad Prod, Asso6Sons, Agend'Havre, Pied Nu, I Love LH). L'association Only-Hit est à l'initiative d'un record du monde de l'émission de radio la plus longue, réalisé en août 2013 au Art Sport Café, au Havre.

### Présence militaire
Pendant la première moitié du XXe siècle, le 129e régiment d'infanterie de ligne a été en garnison au Havre ; il a laissé une empreinte importante sur la ville, si bien qu'une rue porte son nom. Le 74e régiment d'infanterie commandos a été présent de 1963 à 1976. Enfin, Le Havre est la ville marraine du BPC Mistral. La cérémonie officielle s'est tenue à la mairie le 15 novembre 2009, au cours d'une escale du bâtiment.

### Lieux de cultes

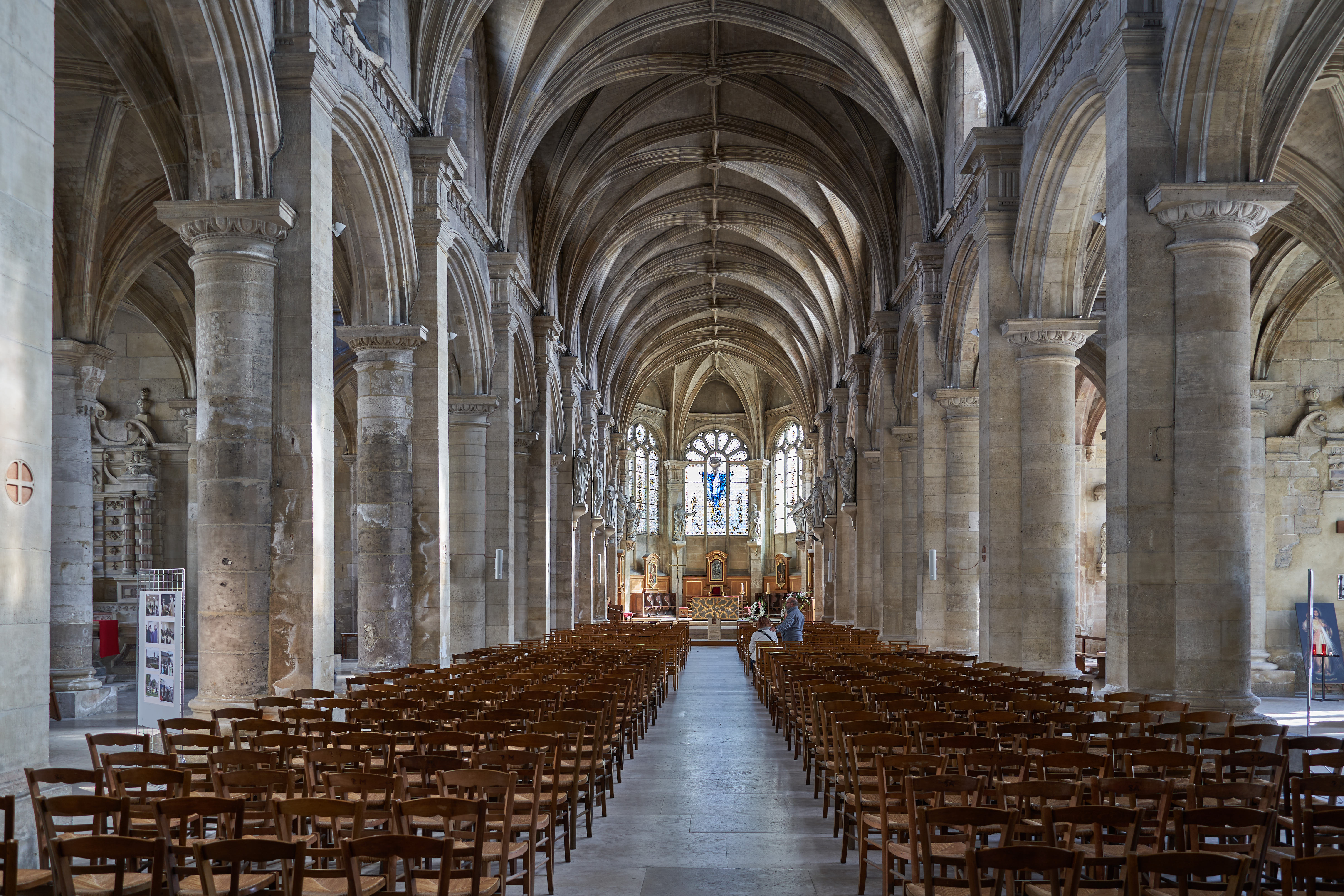
La nef de la cathédrale du Havre.

À la demande d'André Pailler, alors archevêque de Rouen, le pape Paul VI a décidé, le 6 juillet 1974 par la bulle Quae Sacrosanctum, la création du diocèse du Havre (Portus Gratiae en latin : diocèse du « Port de Grâce ») à partir des paroisses de l'archidiocèse de Rouen situées à l'ouest d'une ligne reliant Norville à Sassetot-le-Mauconduit. Michel Saudreau, son premier évêque, est ordonné le 22 septembre 1974. L'église Notre-Dame est promue cathédrale. Aujourd'hui, la commune du Havre est découpée en 8 paroisses et 24 lieux de culte (églises et chapelles). La plus ancienne chapelle est celle de Saint-Michel d'Ingouville et remonte au XIe siècle. L'église Saint-Joseph, construite par Auguste Perret, domine toute la ville avec sa flèche de 107 m. Il existe plusieurs établissements monastiques (Carmel de la Transfiguration, Couvent des Franciscains, Petites Sœurs des pauvres, etc.).
Le temple protestant du Havre est bâti dans le centre-ville en 1862. Bombardé en 1941, il perd son fronton, son clocher et sa toiture. Reconstruit en 1953 par les architectes Jacques Lamy et Gérard Dupasquier, travaillant dans le cabinet Auguste Perret, c'est le seul édifice du Havre réunissant en un même bâtiment l'architecture XIXe siècle et l'architecture de l'école Perret.
En 2014, Le Havre compte par ailleurs 7 églises protestantes évangéliques : l'Armée du salut, l'Église Adventiste, l'Église Apostolique ACVN (Assemblée Chrétienne Vie Nouvelle), les Assemblées de Dieu, l'Église Baptiste, l'Église de la Bonne Nouvelle et l'Église du Havre, ainsi que plusieurs églises protestantes d'origine africaine.
En 2019, la ville compte également 5 lieux de culte musulman : le centre Essalam (rue Edmond-Casaux), le Centre islamique du Havre (CIH) (avenue du 8-Mai), la mosquée Mesjed En-Nour (rue Léon-Peulevey), la mosquée Fatih Camii (rue Edvard-Grieg) et la mosquée Al-Oumma (rue de Lodi),.
La synagogue, située dans le centre reconstruit, avait reçu la visite du président de la République Jacques Chirac en avril 2002. Elle est le siège de l'association consistoriale israélite du Havre, dont le président est Victor Elgressy.

### Élections électroniques
Le Havre est la plus grande commune de France dans laquelle les élections politiques se déroulent de manière électronique.
Les dispositifs, utilisés depuis 2004, sont des machines à voter Nedap.

## Économie

### Généralités

CCI Seine Estuaire.

Selon l'Insee, le nombre de ménages fiscaux en 2018 était estimé à 74 964. Toujours la même année, le revenu fiscal médian par ménage était de 19 240 euros (médiane). Bien que développée et diversifiée, l'économie locale repose en grande partie sur des sites industriels, des groupes internationaux et des PME sous-traitantes de ceux-ci. L'économie havraise est donc éloignée des centres de décisions qui sont localisés pour l'essentiel en région parisienne et dans les grandes métropoles économiques européennes. Cela implique une faible représentation des sièges sociaux dans la ville à l'exception de quelques réussites économiques locales comme le groupe Sidel (devenue filiale de Tetra Pak), du distributeur de Meuble Interior's et de l'armateur Delmas (racheté récemment par le groupe CMA CGM). Depuis 2018, le groupe d'assurances suisse Helvetia a déménagé le siège de sa filiale française au Havre.
| Nom                          | Commune     | Secteur                   |
| ---------------------------- | ----------- | ------------------------- |
| Renault Sandouville          | Sandouville | Automobile                |
| Centre Hospitalier Général   | Le Havre    | Santé                     |
| Commune du Havre             | Le Havre    | Administration publique   |
| TotalEnergies                | Gonfreville | Raffinage                 |
| Grand port maritime du Havre | Le Havre    | Services portuaires       |
| Safran Nacelles              | Gonfreville | Construction aéronautique |
| Total Petrochemicals         | Gonfreville | Pétrochimie               |
| SNCF                         | Le Havre    | Transports                |
| Dresser-Rand (en)            | Le Havre    | Équipement mécanique      |
| Chevron                      | Gonfreville | Pétrochimie               |

### Port

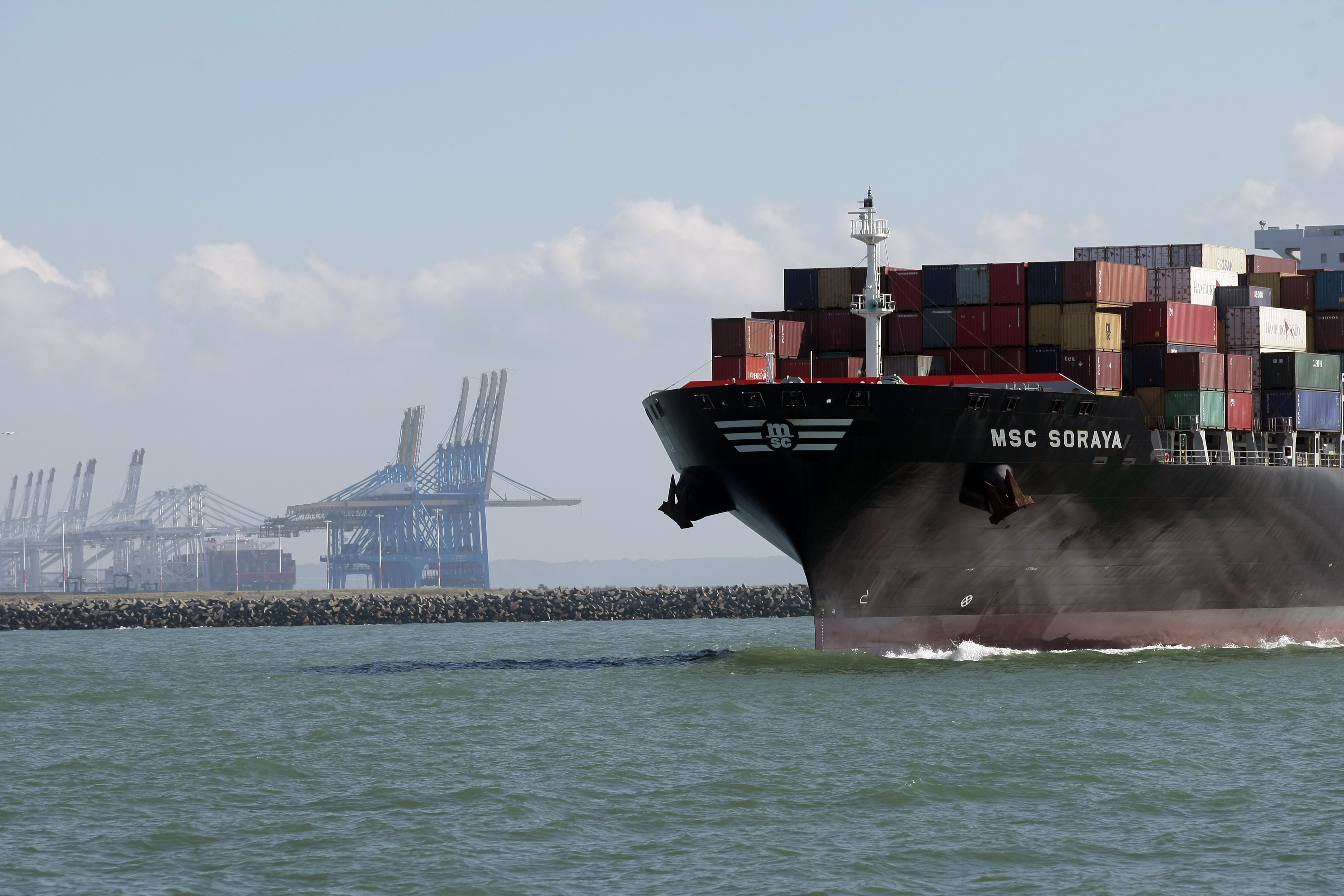
Le Havre, premier port de France pour le commerce extérieur.

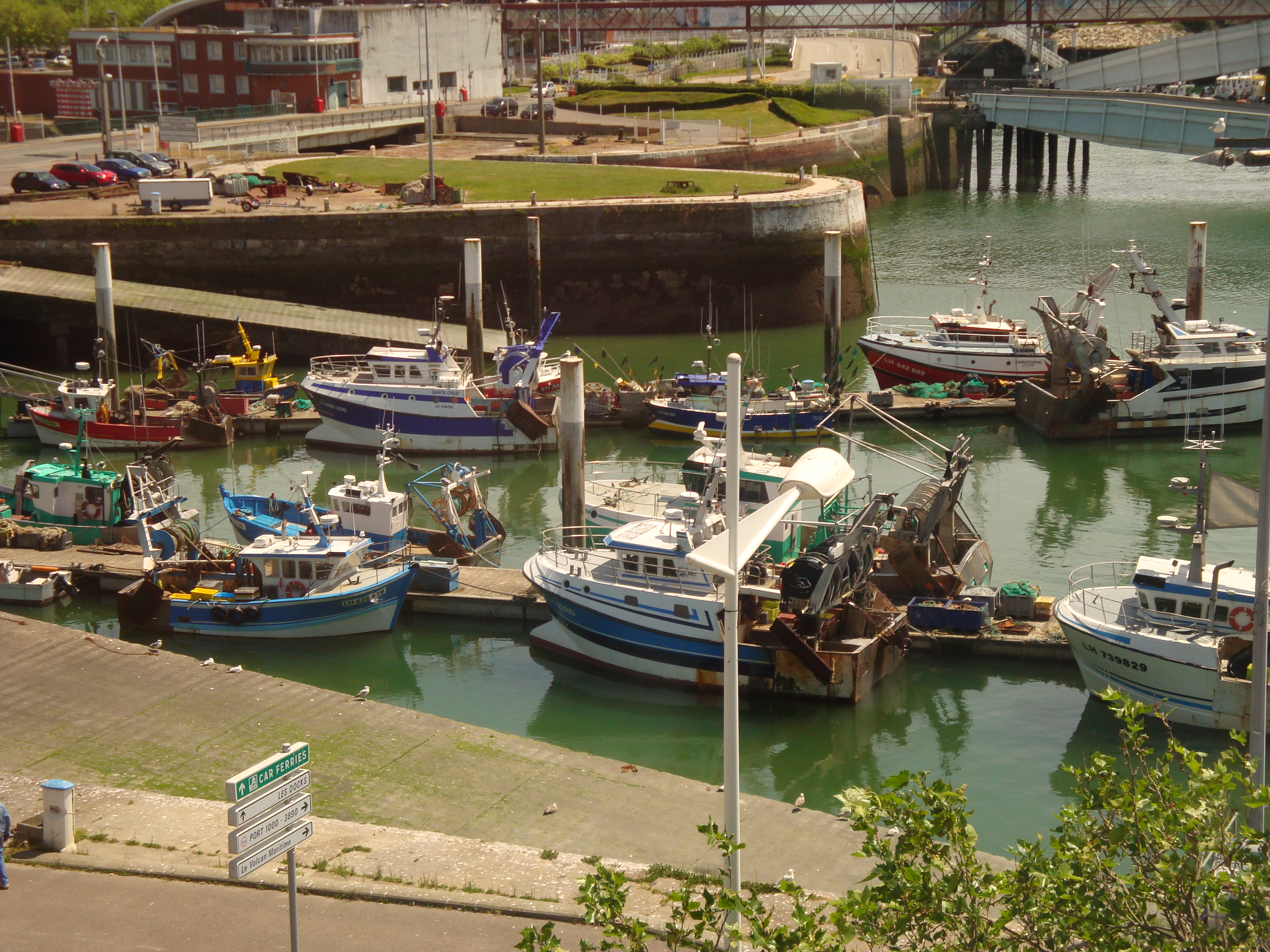
Le port de pêche.

Avec 68,6 millions de tonnes de marchandises en 2011, le port du Havre est le deuxième port maritime français de commerce derrière celui de Marseille et le 50e port mondial. Mais il représente 60 % du trafic conteneurisé français avec près de 2,2 millions d'EVP en 2011,. Au niveau européen, il est le huitième pour le trafic de conteneurs, le sixième pour le trafic total. Le port reçoit un grand nombre de pétroliers qui ont transporté 27,5 millions de tonnes de pétrole brut et 11,7 de produits raffinés en 2011. Enfin, 340 500 véhicules ont transité par les terminaux rouliers en 2010. 75 lignes maritimes régulières desservent 500 ports dans le monde. Le premier partenaire commercial du port du Havre est l'Asie : ce continent représente à lui seul 58 % des importations par conteneur et 39,6 % des exportations. Le reste du trafic se répartit essentiellement avec l'Europe et l'Amérique.
Le port du Havre occupe la rive nord de l'estuaire de la Seine sur la Manche. Sa situation géographique est favorable pour plusieurs raisons, et en particulier parce qu'il se trouve sur une des mers les plus fréquentées du globe, constituant le premier et le dernier port du Range nord-européen, la façade la plus importante d'Europe qui concentre un quart de tous les échanges maritimes mondiaux. C'est en outre un port en eau profonde, qui est donc accessible à tous les types de navires quelle que soit leur taille, 24 heures sur 24. À l'échelon national, Le Havre se trouve à 200 km à l'ouest de la région la plus peuplée et la plus riche, l'Île-de-France. Depuis sa fondation en 1517 sur l'ordre de François Ier, le port du Havre n'a cessé de se développer : aujourd'hui, il mesure 27 km d'est en ouest, sur 5 km maximum du nord au sud pour une superficie de 10 000 hectares. Le dernier grand projet baptisé Port 2000 a permis d'augmenter les capacités d'accueil des conteneurs.
Le port fournit 16 000 emplois directs à la région havraise, auxquels il faut ajouter les emplois indirects dans l'industrie et le transport. Avec environ 3 000 salariés en 2006, les activités de distribution et d'entreposage fournissent le plus d'emplois. Viennent ensuite le transport routier (2 420 emplois) et la manutention (2 319 emplois).
En 2011, 715 279 passagers ont transité par le port du Havre et il y a eu 95 escales de paquebots pour 185 000 croisiéristes. Le port devrait enregistrer 110 escales de paquebots en 2012. Créé en 1934, le port de plaisance du Havre, installé à l'ouest, est le plus grand de la Manche française avec une capacité de 1 160 places. Enfin, il existe un petit port de pêche dans le quartier Saint-François et une criée.
En 2021 - 2022, le port fait l'objet d'une opération de renforcement du quai Hermann du Pasquier, afin de permettre le transit des éléments nécessaires à l'installation de parc éolien off shore produit par l'usine Siemens Gamesa située à proximité au sein du quartier portuaire.

### Industrie

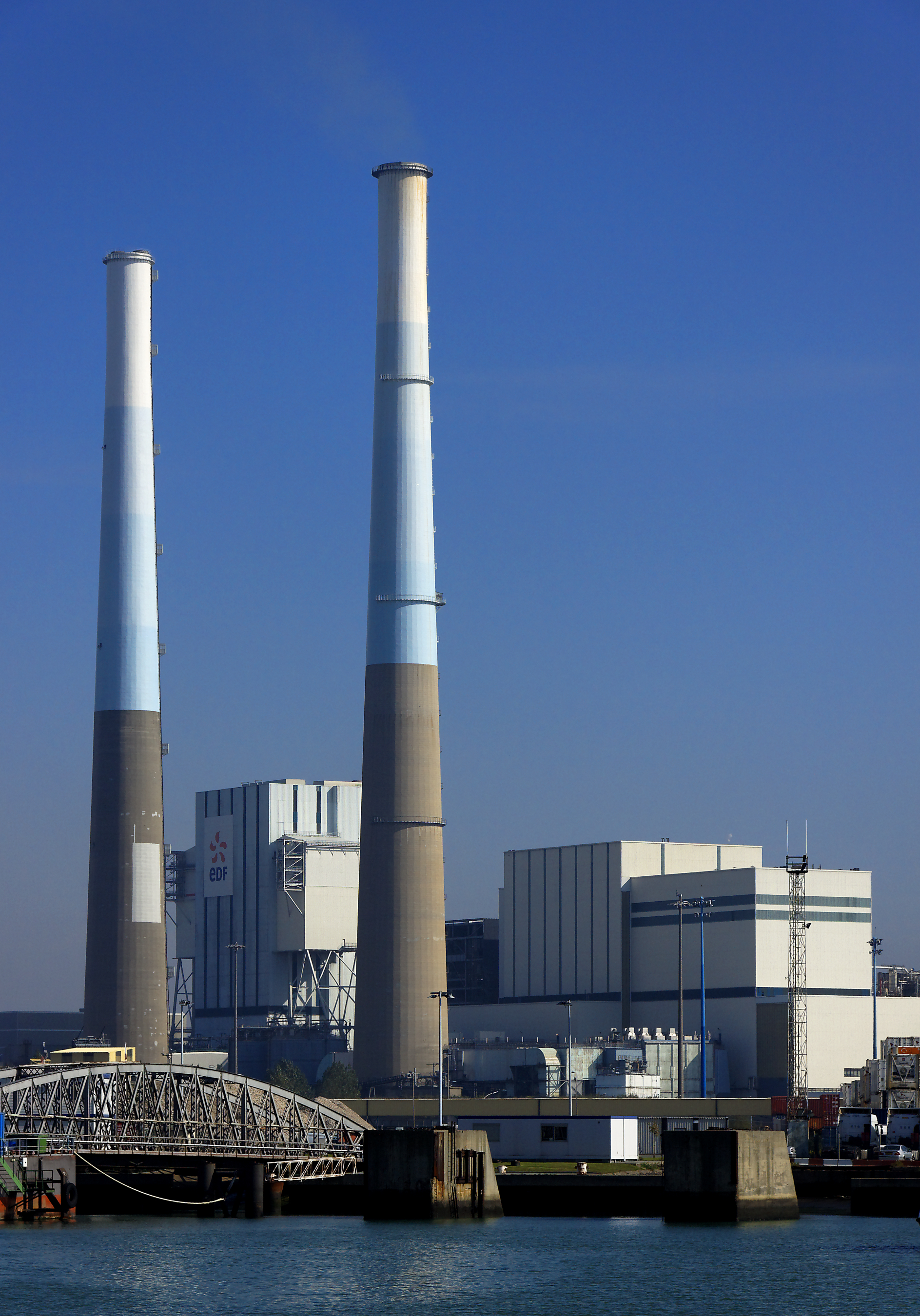
Centrale thermique EDF du Havre.

La plupart des industries se situent dans la zone industrialo-portuaire, au nord de l'estuaire et à l'est de la ville du Havre. Le premier employeur industriel de la région havraise est Renault sur la commune de Sandouville avec 1 805 salariés en 2020. Le deuxième secteur important de la zone industrielle est la pétrochimie. En effet, la région havraise concentre plus du tiers de la capacité française de raffinage. Elle assure environ 50 % de la production de plastiques de base et 80 % des additifs et des huiles ; plus de 3 500 chercheurs y travaillent en laboratoires privés et publics. Les grandes firmes de l'industrie chimique se situent essentiellement sur les communes du Havre (Millenium Chemicals Le Havre), de Gonfreville-l'Orcher (TotalEnergies, Yara, Chevron Oronite SA, Lanxess, etc.) et de Sandouville (Goodyear Chemicals Europe). Au total, 28 établissements industriels fabriquent des plastiques dans la zone d'emploi du Havre, dont plusieurs sont classés SEVESO.

En 2016, le Plan de prévention des risques technologiques (PPRT) de la zone industrielle du Havre) a été validé par la préfecture. Il est destiné à notamment sécuriser 16 sites industriels classés « Seveso seuil haut » avec dans son périmètre plus de 300 habitations. Pour contribuer à sa préparation et mise en œuvre, les industriels de la zone industrialo-portuaire ont créé l’association « E-Secuzip-LH » qui contribuera à écrire le plan d’action pluriannuel à appliquer dès 2017.
Plusieurs firmes travaillent également pour l'aéronautique : Safran Nacelles, un fournisseur d'Airbus qui s'occupe des inverseurs de poussée, est installé à Harfleur et emploie 1 200 personnes dans le bassin d'emploi du Havre. Enfin, Dresser-Rand SA fabrique des équipements pour les industriels des hydrocarbures et emploie environ 700 personnes. Dans le domaine de l'énergie, la centrale thermique EDF du Havre possède une puissance installée de 600 MW et fonctionne au charbon avec 260 salariés.
D'autres industries sont dispersées dans l'agglomération havraise : on peut citer la brûlerie du Havre, qui appartient à Legal-Legoût, située dans le quartier Dollemard, qui torréfie du café. Sidel, implanté à la fois dans la zone industrielle du port du Havre et à Octeville-sur-Mer conçoit et fabrique des machines de soufflage et ligne complète de remplissage de bouteilles plastiques.

#### Transition énergétique
Le groupe AREVA annonce en 2012 l'ouverture d'une usine de construction d'éoliennes sur le port du Havre qui doit créer quelque 1 800 emplois. Les machines sont destinées à rejoindre les champs d'éoliennes en mer de la Manche.
Dans le cadre de la transition énergétique, l'Institut français des relations internationales préconise de constituer un « stock stratégique de métaux rares au Havre ».
En 2022, faisant suite à l'invasion de l'Ukraine par la Russie, l'installation d'un terminal flottant pour le gaz naturel liquéfié (FSRU) est à l'étude au port du Havre, dans le but de diversifier les sources d'importation françaises de gaz et de réduire la dépendance au gaz russe. C'est le FSRU Cape Ann qui doit être mouillé au quai de Bougainville Sud.
Le quai de Bougainville accueille également, de décembre 2020 à septembre 2022, le chantier de construction des 71 fondations gravitaires du futur parc éolien en mer de Fécamp.

### Secteur tertiaire
Les deux plus grands employeurs dans le secteur tertiaire sont le Groupe Hospitalier du Havre avec 4 384 personnels et la ville du Havre avec 3 467 agents municipaux permanents. La ville abrite depuis longtemps de nombreuses entreprises tertiaires dont l'activité est en relation avec les activités portuaires : en premier lieu les sociétés d'armateur mais aussi les sociétés d'assurance maritime. Les sièges sociaux de Delmas (entreprise de transports et de communication, 1 200 employés) et de SPB (Société de Prévoyance Bancaire, assurance, 500 collaborateurs) sont venus s'installer récemment à l'entrée de la ville. Le siège de Groupama Transport (300 collaborateurs) y est également présent.[réf. souhaitée] Enfin, Ceacom (400 collaborateurs), prestataire de services et filiale du groupe Bertelsmann, fait également partie des plus réguliers recruteurs de la ville.
Le secteur du transport constitue le premier secteur économique du Havre avec 15,5 % des emplois. L'activité logistique concerne une grande part de la population et l'ISEL forme des ingénieurs dans ce domaine. Depuis septembre 2007, la CCI accueille dans ces locaux les étudiants en première année du campus délocalisé Europe-Asie de l'Institut d'études politiques de Paris. Le tertiaire supérieur est représenté par l'université Le Havre Normandie qui emploie 399 professeurs permanents et 850 chargés d'enseignement, ainsi que des entreprises d'ingénierie comme Auxitec et la SERO.
Les facteurs de croissance de la filière touristique sont nombreux : pavillon bleu, classement au patrimoine mondial de l'UNESCO, label Villes et Pays d'art et d'histoire, développement des croisières, politique de valorisation du patrimoine, projet de cité de la mer. Au début de l'année 2010, la ville comptait 22 hôtels soit un total de 1 064 chambres.
Le Havre est le siège de la Chambre de commerce et d'industrie du Havre. Elle gère l'aéroport du Havre-Octeville.

## Culture locale et patrimoine

### Lieux et monuments

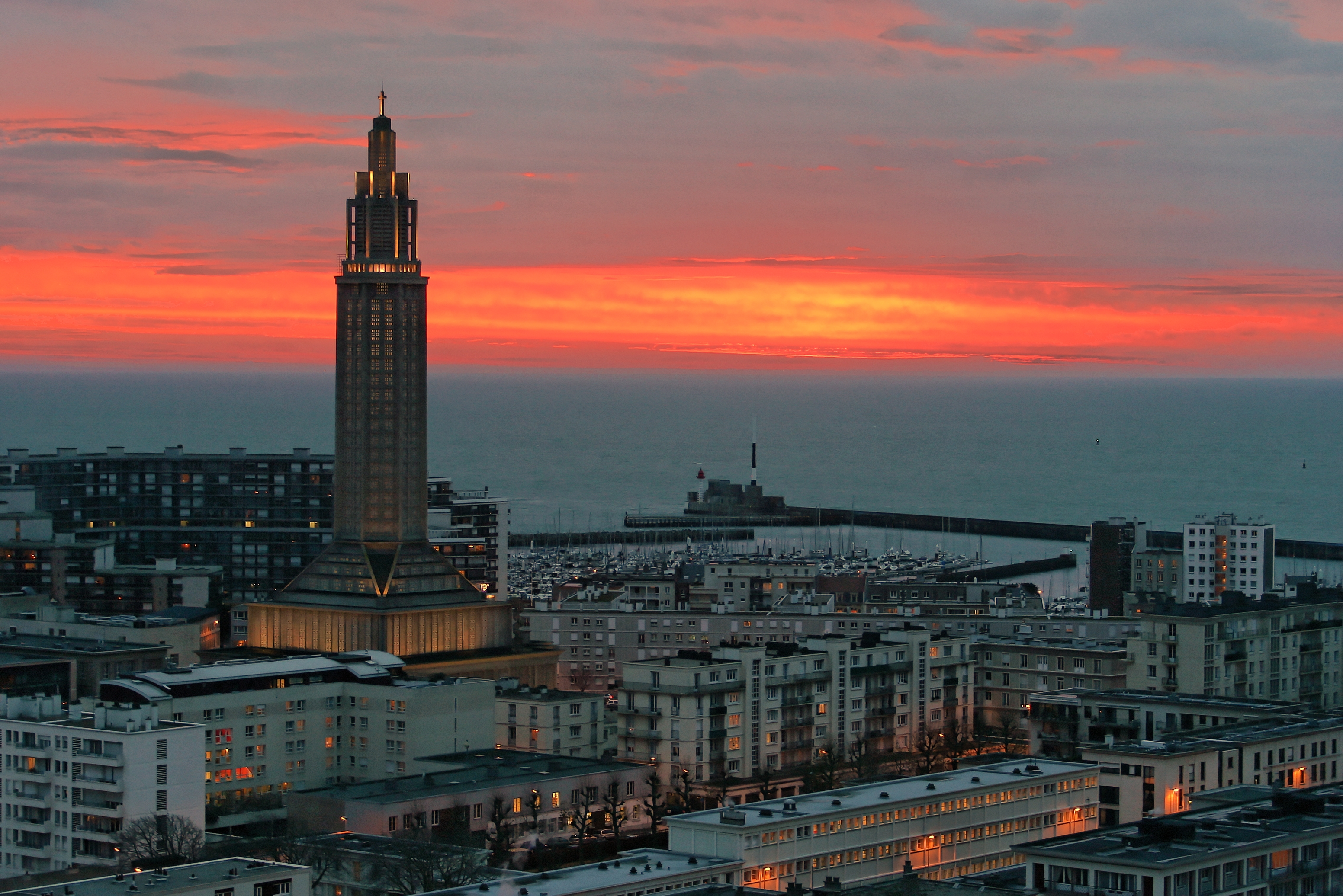
Le centre-ville reconstruit, avec le clocher de l'église Saint-Joseph du Havre et un coucher de soleil impressionniste.

De nombreux bâtiments de la ville sont classés « monuments historiques ». Mais les années 2000 marquent la véritable reconnaissance du patrimoine architectural havrais. La ville obtient le label « Ville d'Art et d'Histoire » en 2001. Puis, en 2005, l'Unesco a inscrit le centre-ville du Havre au patrimoine mondial de l'humanité.

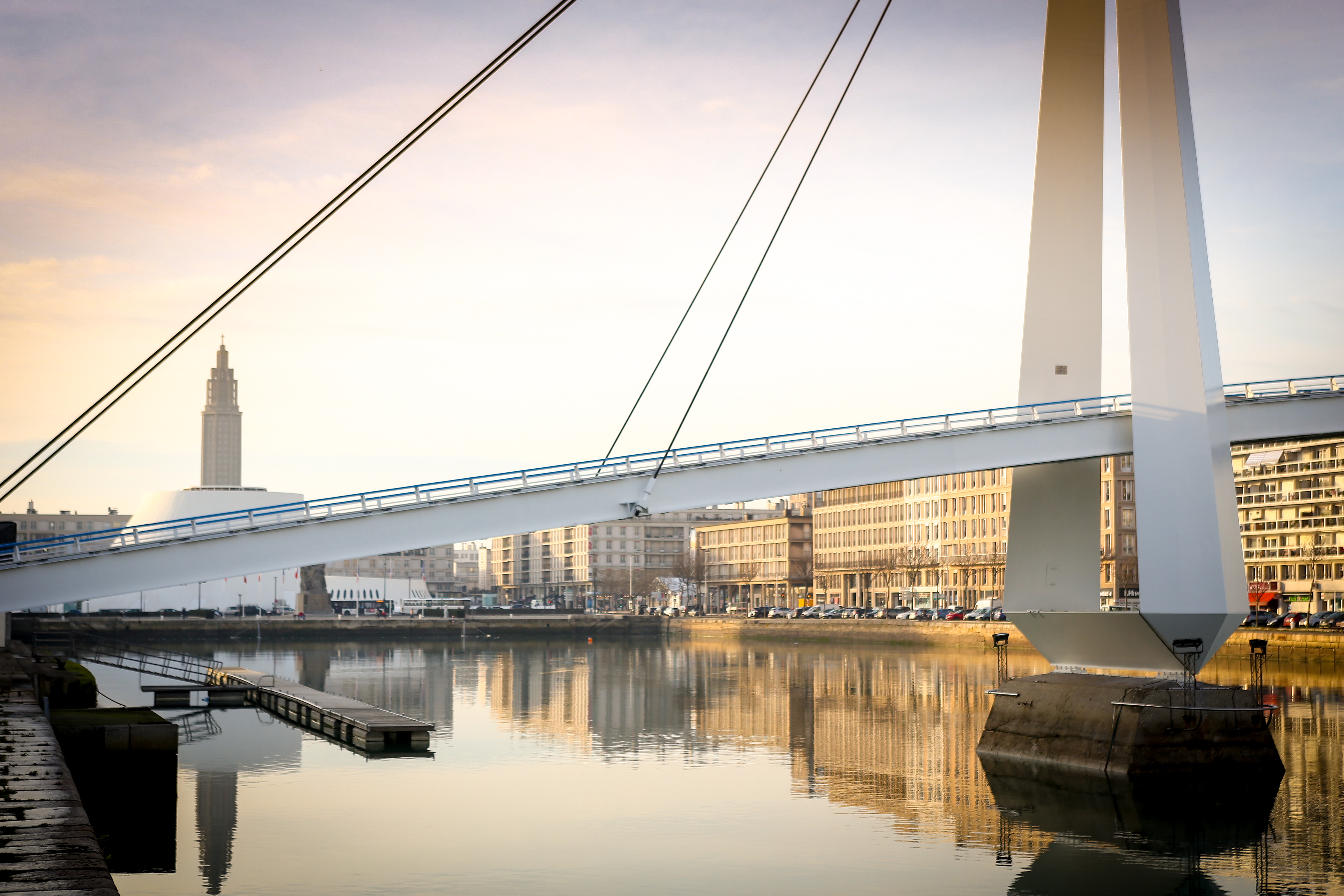
Le Bassin du Commerce et l'église Saint-Joseph en arrière plan.

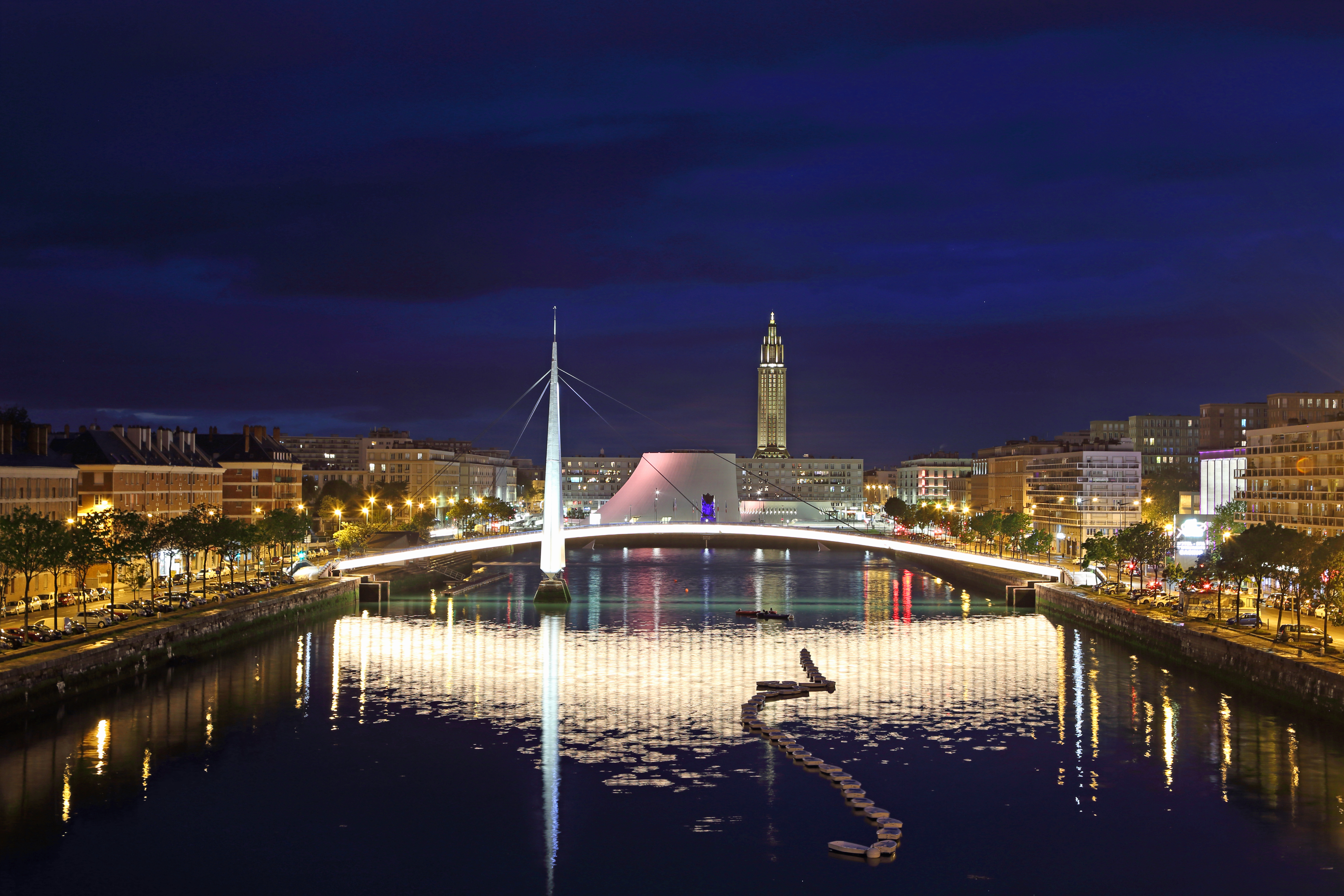
Vue nocturne du Bassin du Commerce, avec la passerelle illuminée et Le Volcan.

Le plus vieux bâtiment toujours debout du Havre est l'abbaye de Graville. L'autre édifice médiéval de la ville est la chapelle Saint-Michel d'Ingouville. En raison des bombardements de 1944, le patrimoine précédant l'époque moderne est rare : la cathédrale Notre-Dame du Havre, l'église Saint-François, l'église de l'Immaculée-Conception (vitraux de Nicolas Carrega), l'hôtel Dubocage de Bléville, la maison de l'armateur et l'ancien palais de justice se concentrent dans les quartiers Notre-Dame et Saint-François. Les bâtiments du XIXe siècle témoignent de la vocation maritime et militaire de la cité : jardins suspendus, fort de Tourneville, docks Vauban, villa maritime. Le patrimoine des années 1950 et 1960, œuvre de l'atelier Auguste Perret, forme l'ensemble le plus cohérent : l'église Saint-Joseph et l'hôtel de ville en sont les pièces maîtresses ainsi que l'église Saint-Michel de l'architecte havrais Henri Colboc. L'architecture toute en courbes du Volcan, imaginée par Oscar Niemeyer, tranche avec celle du centre reconstruit. Le musée d'art moderne André-Malraux des architectes Guy Lagneau, Michel Weill, Jean Dimitrijevic et Raymond Audigier. La reconversion de nombreux quartiers du Havre font de la ville une vitrine pour l'architecture du XXIe siècle. Parmi les réalisations d'architectes renommés, on peut citer la Chambre de Commerce et d'Industrie et la Bibliothèque universitaire par les architectes René et Phine Weeke Dottelond, Les Bains des Docks (Jean Nouvel) et la résidence universitaire en conteneurs. Enfin, le patrimoine maritime et portuaire est également présent sur l'eau à l'image du bateau feu ou se découvre sur la pointe de Floride avec un parcours dédié inauguré en 2022 par le musée maritime et portuaire.[pas clair][réf. souhaitée]
Le bâtiment du Normandy, cinéma de quartier au style Art déco, profite en 2021 d'une rénovation. Il était à l'abandon depuis 1991.

### Le Havre d’un point de vue artistique

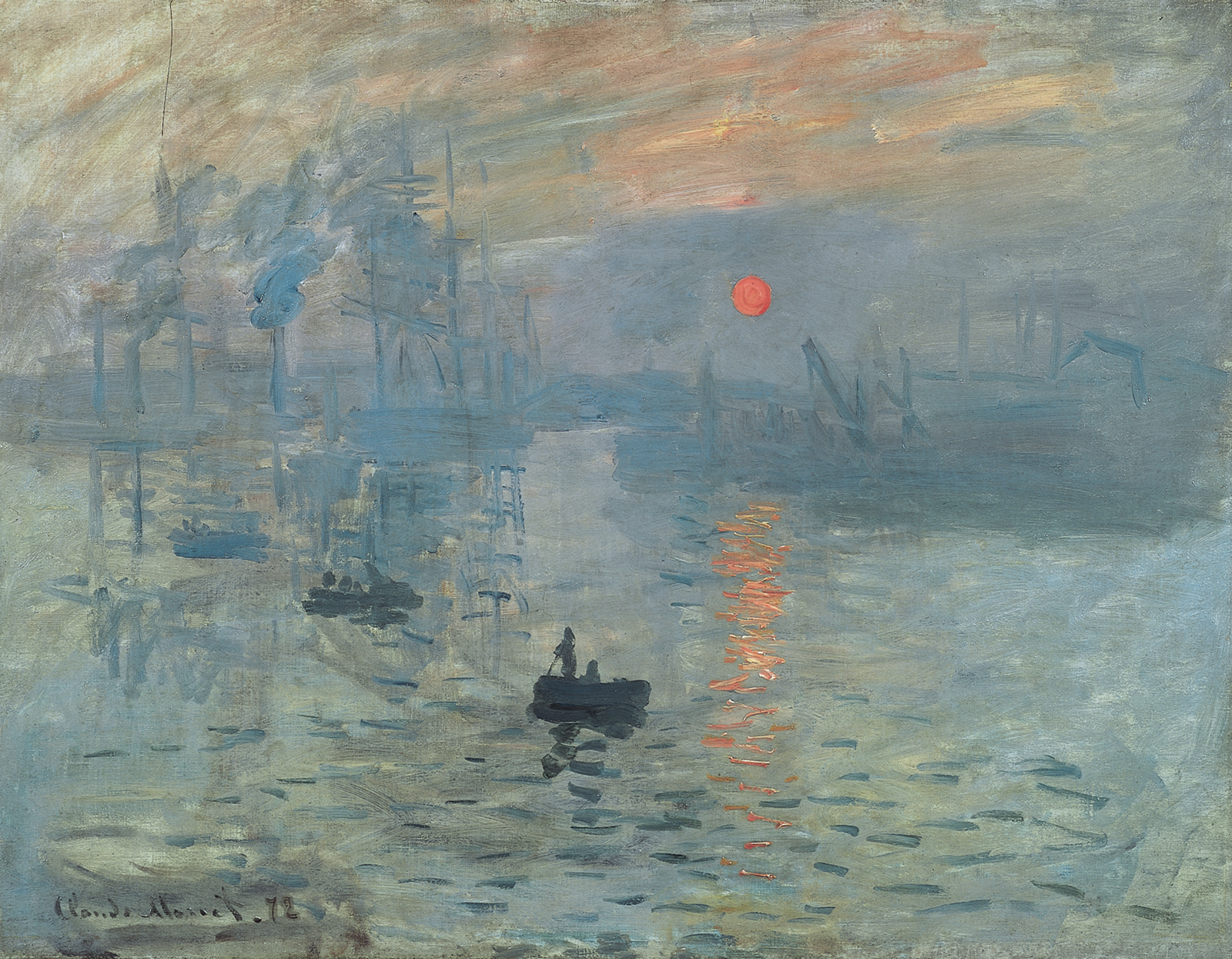
Claude Monet, Impression, soleil levant, 1872, peint dans le port du Havre.

Le port du Havre et la lumière de l'estuaire de la Seine ont inspiré de nombreux peintres : Louis-Philippe Crépin (1772-1851), Jean-Baptiste Corot (1796-1875), Eugène Isabey (1803-1886), Théodore Gudin (1802–1880), Adolphe-Félix Cals (1810-1880), Jean-François Millet (1814-1875) en 1845, Gustave Courbet (1819-1877), etc. Mais c'est à Eugène Boudin (1824-1898) que l'on doit de nombreuses représentations du Havre au XIXe siècle. L'artiste a vécu quelque temps dans la ville. Par sa proximité avec Honfleur, Le Havre fut également représenté par des artistes étrangers tels que Camille Pissarro, William Turner, Johan Barthold Jongkind, Alfred Stevens ou encore Richard Parkes Bonington.

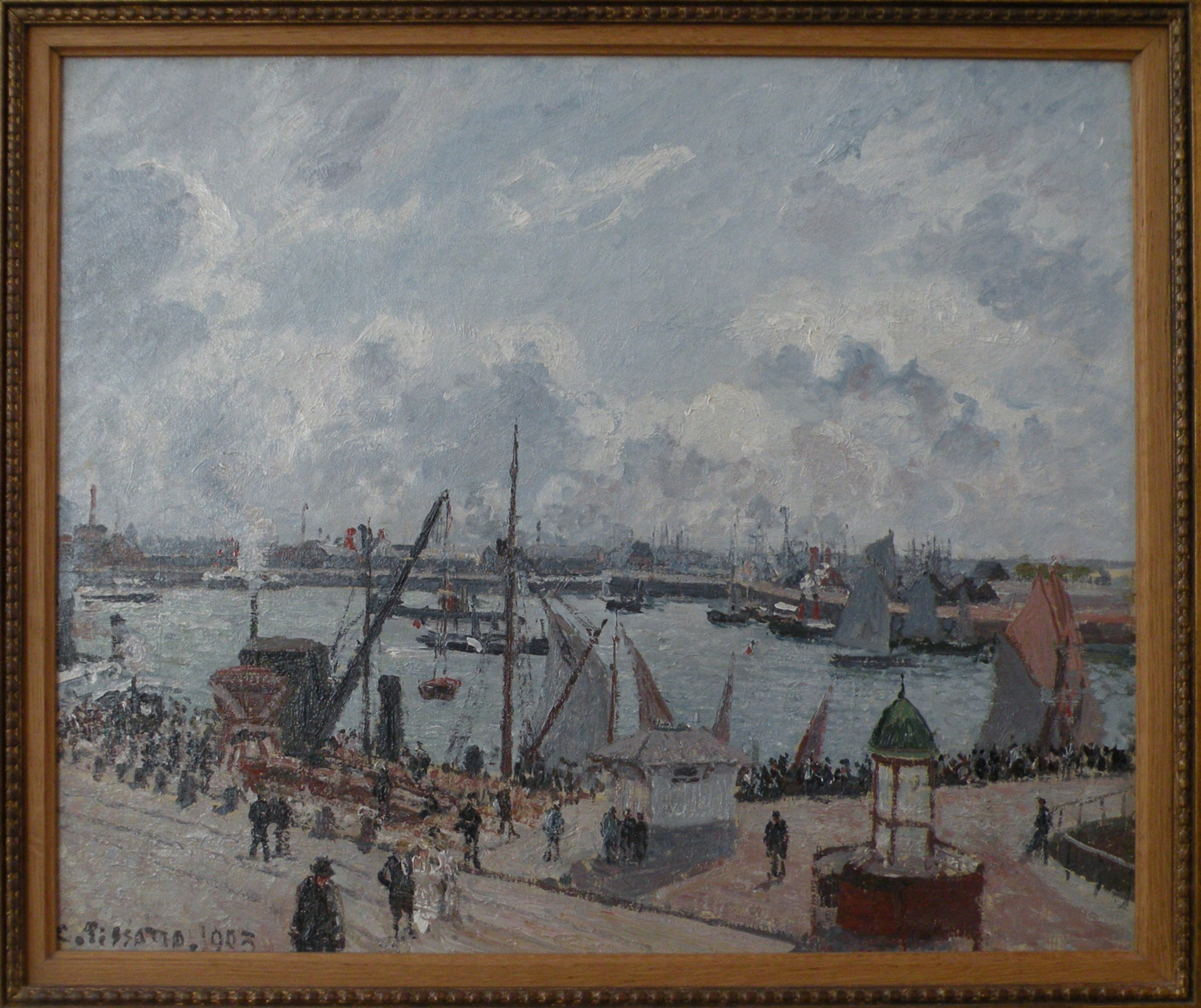
Camille Pissarro, L'Avant-port du Havre. Matin. Soleil. Marée, 1902, musée d'art moderne André Malraux - MuMa

Claude Monet (1840-1926), résidant au Havre à partir de l'âge de cinq ans, y peint, en 1872, Impression, soleil levant, un tableau qui a donné son nom au mouvement impressionniste. En 1867-1868, il réalise de nombreuses marines dans la région havraise (Terrasse à Sainte-Adresse, 1867 ; Bateaux quittant le port, 1874). Le MuMa - musée d'art moderne André-Malraux expose plusieurs de ses œuvres dont les Nymphéas, le Parlement de Londres et Soleil d'hiver à Lavacourt.
L'autre peintre impressionniste Camille Pissarro (1830-1903), au printemps 1903, contraint de répondre aux goûts des amateurs, accepte l'invitation du collectionneur havrais Pieter van de Velde, qui souhaite le voir peindre une série de toiles de l'avant-port du Havre en pleine mutation. Il s'installe à l'hôtel Continental, qui lui offre un point de vue remarquable sur l'entrée du port, et choisit le motif de la jetée, qui, selon lui, « se trouve une des parties du Havre qui enorgueillit les Havrais ». Entre juillet et septembre 1903, il peint, depuis sa fenêtre, trois séries différentes de l'avant-port. Quand il déplore, le 29 août 1903, devant son fils Lucien que les amateurs havrais en « so[ie]nt encore à la peinture de Salon », il semble méconnaître les acquisitions qu'Olivier Senn a faites de deux de ses œuvres dès 1900, et le fait que les collectionneurs Van der Velde, Dussueil et Metz se portent acquéreurs d'une toile de la série chacun. Même si l'artiste fustige l'ignorance de la commission d'achat du musée du Havre, il s'agit de la première transaction que l'artiste négocie directement avec une institution muséale. Il reconnaît néanmoins l'amorce d'un changement.
Un autre impressionniste, Maxime Maufra (1861-1918) a également représenté le port du Havre qui a aussi inspiré Paul Signac (1863-1935), Albert Marquet (1875-1947) et Maurice de Vlaminck (1876-1958).
Puis vient l'école du fauvisme, dont plusieurs artistes ont fait leur formation au Havre : Jules Ausset (1868-1955), Othon Friesz (1879-1949), Henri de Saint-Delis (1876-1958), Raoul Dufy (1877-1953), Georges Braque (1882-1963), Raimond Lecourt (1882-1946), Albert Copieux (1885-1956), ont suivi les cours de l’École des Beaux-Arts du Havre du temps de Charles Lhuillier. Ils ont laissé de nombreuses toiles ayant pour thème la ville et le port. En 1899, Henri de Toulouse-Lautrec (1864-1901) peint La serveuse anglaise du Star (Musée Toulouse-Lautrec, Albi), une jeune fille qu'il a rencontrée dans un bar de la ville.
Parmi les autres peintres qui ont peint Le Havre et/ou ses environs proches comme Sainte-Adresse, on peut plus particulièrement citer Frédéric Bazille, John Gendall, Thomas Couture, Ambroise Louis Garneray, Pablo Picasso (Souvenir du Havre). Jean Dubuffet étudia à l'école d'art du Havre.

### Le Havre, le cinéma et la télévision
Avec près de soixante-dix films, Le Havre est l'une des villes de province les plus représentées au cinéma. Plusieurs réalisateurs ont choisi les installations portuaires pour cadre de leur film : L'Atalante de Jean Vigo (1934), Le Quai des brumes de Marcel Carné (1938), ou Un homme marche dans la ville (1950) de Marcello Pagliero qui se déroule dans le port et le quartier Saint-François de l'après Seconde Guerre mondiale. Plus récemment, trois films, soutenus financièrement par la région et la municipalité, ont particulièrement utilisé le centre-ville Perret et le port pour cadre : la première partie de Tournée (2010) de Mathieu Amalric — prix de la mise en scène au Festival de Cannes 2010 — se déroule sur les bords du bassin du commerce et au Cabaret Electric ; Le Havre d'Aki Kaurismäki — deux prix au Festival de Cannes 2011 ainsi que le prix Louis-Delluc — s'est attaché au cadre portuaire de la ville ; enfin c'est surtout 38 témoins (2012) de Lucas Belvaux qui déroule intégralement l'intrigue policière dans les rues et les bâtiments du centre-ville reconstruit par Perret. Plusieurs scènes de Retour en force (1980) de Jean-Marie Poiré ont été filmées en bord de mer sur la digue du Havre. On retrouve aussi Victor Lanoux dans Une sale affaire (1981) d'Alain Bonnot, qui se déroule au Havre.
La ville a également accueilli le tournage de certaines scènes de plusieurs autres films et comédies comme Le Cerveau de Gérard Oury (1968), La Beuze (2002), Ce qu'ils imaginent d'Anne Théron (2004), La Disparue de Deauville (2007) de Sophie Marceau, Disco (2008) ou encore La Fée (2011). Enfin depuis 2011, Le Havre accueille — et soutient financièrement avec l'aide de la région — le tournage de la série télévisée policière Deux flics sur les docks, réalisée par Edwin Baily et diffusée sur France 2, dont les six volets (deux films d'une heure trente par an) sont entièrement réalisés dans la ville et son port.
On parle de la ville du Havre dans les deux premiers épisodes de la deuxième saison de la série télévisée Grimm.
En 2017, y sont tournées des scènes la série policière Maman a tort, réalisée par François Velle, d'après un roman éponyme de Michel Bussi.
En 2019, la série Mortel (une série originale Netflix) a été tournée au Havre.
En 2022, la mini-série télévisée française en six épisodes De Grâce est tournée (en partie) au Havre. L'histoire se déroule en intégralité dans la ville.
On retrouve des lieux emblématiques du Havre dans le film Marie-Line et son juge de Jean-Pierre Améris. L'esplanade Jacques-Chirac et la digue Nord se retrouvent sur l'affiche officielle du film avec Louane Emera et Michel Blanc. Le tournage a eu lieu durant l'été 2022. Le film sort en octobre 2023 mais il est diffusé en avant-première nationale dans le cinéma Pathé aux Docks Vauban du Havre en juin 2023.

### Le Havre et la littérature

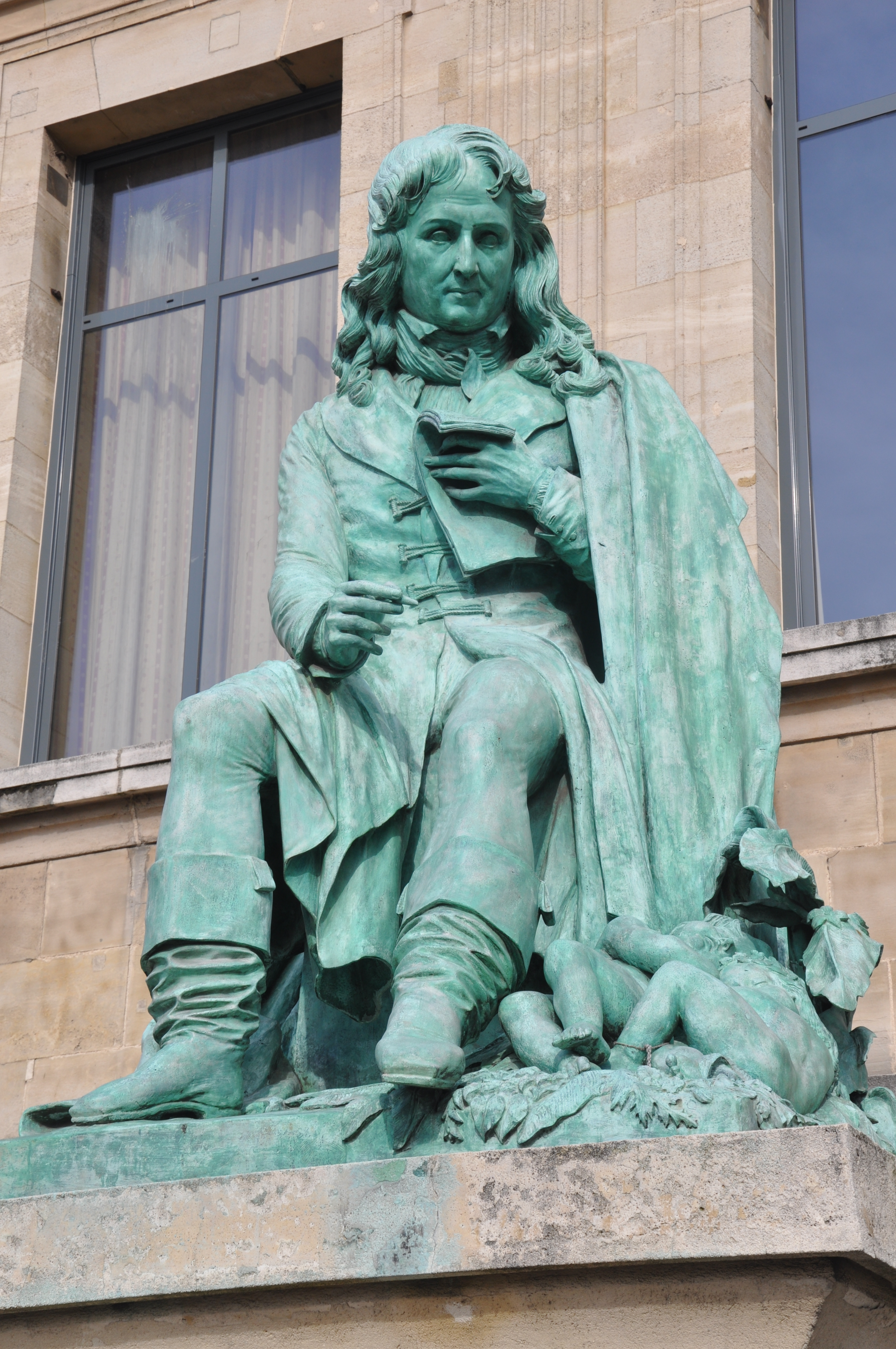
Statue de l'écrivain Bernardin de Saint-Pierre, devant le palais de justice du Havre.

Le Havre apparaît dans plusieurs œuvres littéraires comme un lieu de départ vers l'Amérique : au XVIIIe siècle, l'abbé Prévost fait s'embarquer Manon Lescaut et Des Grieux pour la Louisiane française. Fanny Loviot raconte son départ du Havre en 1852 comme émigrante en Californie de la Loterie des lingots d'or dans Les pirates chinois.
Au XIXe siècle, Le Havre sert de cadre à plusieurs romans français : Honoré de Balzac décrit la faillite d'une famille de négociants havrais dans Modeste Mignon. Plus tard, l'écrivain normand Guy de Maupassant situe plusieurs de ses œuvres au Havre comme Au muséum d'histoire naturelle, texte publié dans Le Gaulois du 23 mars 1881, ou encore dans Pierre et Jean. Alphonse Allais situe le cadre de ses intrigues également au Havre. La Bête humaine d'Émile Zola évoque le monde du chemin de fer et se déroule tout au long de la ligne de Paris-Saint-Lazare au Havre. Des rues, des édifices et des lieux publics du Havre rendent hommage à d’autres Havrais célèbres de cette époque : l’écrivain Casimir Delavigne (1793-1843) possède une rue à son nom et une statue devant le palais du justice, aux côtés d’un autre homme de lettres, Bernardin de Saint-Pierre (1737-1814).
Au XXe siècle, Henry Miller situe au Havre une partie de l'action de son chef-d'œuvre Tropique du cancer, publié en 1934. Bouville, commune où vit l'écrivain qui écrit son journal dans La Nausée (1938) de Jean-Paul Sartre s'inspire de la cité havraise où il a écrit ce premier roman. On peut lire aussi les témoignages de Raymond Queneau (1903-1976), né au Havre, ville servant par ailleurs de cadre à son roman Un rude hiver (1939). L'intrigue d'Une maison soufflée aux vents d'Émile Danoën, Prix du roman populiste en 1951, et de sa suite Idylle dans un quartier muré, se situe au Havre pendant la Seconde Guerre mondiale. Sous le nom de « Port de Brume » c'est aussi Le Havre qui sert de décor à trois autres romans de cet auteur : Cerfs-volants, L'Aventure de Noël et La Queue à la pègre. Michel Leiris écrit au Havre De la littérature considérée comme une tauromachie, en décembre 1945.
Deux romans policiers se déroulent au Havre : Le Bilan Maletras de Georges Simenon et Le Crime de Rouletabille de Gaston Leroux. Dans Rouge Brésil (Prix Goncourt 2001), Jean-Christophe Rufin décrit Le Havre du XVIe siècle, port de départ des expéditions françaises vers le Nouveau Monde : le héros Villegagnon part du port normand pour conquérir de nouvelles terres pour la couronne française, dans ce qui deviendra le Brésil. Martine-Marie Muller raconte la saga d'un clan de dockers du Havre des années 1950 aux années 1970 dans Quai des Amériques.
Benoît Duteurtre, publie en 2001 Le Voyage en France, pour lequel il a reçu le prix Médicis : le personnage principal, un jeune Américain passionné par la France, débarque au Havre qu'il décrit dans la première partie du roman. Benoît Duteurtre publie aussi Les pieds dans l'eau (2008), ouvrage fortement autobiographique dans lequel il détaille sa jeunesse entre Le Havre et Étretat, ainsi que L'Été 76 (2011), qui se déroule en grande partie dans la ville
Dans Elles sont timbrées, paru en septembre 2018, Paule Calliste, à travers le portrait de deux femmes dans Le Havre occupé, imagine le quotidien des Havrais en septembre 1944, avant et pendant les bombardements de la Libération.
Dans Le sanglot du P’tit Quinquin et D comme mensonge, autres romans de Paule Calliste, les personnages habitent au Havre et leur aventure débute dans cette ville, à laquelle ils retournent en fin d’ouvrage, pour y retrouver un havre.
Le Havre a accueilli des écrivains comme Émile Danoën (1920-1999), qui a grandi dans le quartier Saint-François, Yoland Simon (1941) ou encore Philippe Huet (1955). Le poète canadien Octave Crémazie (1827-1879) est mort au Havre et enterré au cimetière Sainte-Marie. Le dramaturge Jacques-François Ancelot (1794-1854), est aussi natif du Havre. Deux historiens célèbres, Gabriel Monod (1844-1912) et André Siegfried (1875-1959), sont originaires de la ville. Les romans Dans les rapides (2007)  et Jour de Ressac (2024) de Maylis de Kerangal, qui a passé son enfance au Havre, se déroulent dans la grande ville normande, et l'action de Réparer les vivants (2014) y débute.

### Le Havre et la bande dessinée
Le Havre apparaît également dans la bande dessinée : ainsi, dans L'Oreille cassée (1937), Tintin embarque sur le Ville de Lyon, en direction de l'Amérique du Sud. La rencontre entre Tintin et le Général Alcazar dans Les Sept Boules de cristal (1948) se fait au Havre, selon les notes d'Hergé sur les marges du Soir, premier support de parution de cette aventure. La première aventure de Ric Hochet (1963), du dessinateur Tibet et André-Paul Duchâteau, Traquenard au Havre présente le bord de mer et le port. De même, en 1967, pour l'album Rapt sur le France, le héros passe par la Porte océane. Frank Le Gall, dans Novembre toute l'année (2000), fait embarquer Théodore Poussin au Havre, sur le Cap Padaran.

### Le Havre et la musique
Le Havre est le lieu de naissance de nombreux musiciens et compositeurs tels que Henri Woollett (1864-1936), André Caplet (1878-1925) ou Arthur Honegger (1892-1955) ainsi que Victor Mustel (1815-1890) célèbre pour avoir perfectionné l'harmonium.
Le Havre a longtemps été considéré comme l'un des berceaux français du rock et du blues. En effet, dans les années 1980, de nombreux groupes se sont multipliés, après un premier développement dynamique dans les années 1960 et 1970. La personnalité la plus célèbre du rock havrais est Little Bob qui a commencé sa carrière dans les années 1970. La tradition portuaire faisait que beaucoup de ces formations répétaient dans des hangars inutilisés du port, par exemple le hall Bovis qui pouvait contenir 20 000 spectateurs. Un festival de blues, impulsé par Jean-François Skrobek, Blues à Gogo a existé durant huit ans, de 1995 à 2002. Plusieurs artistes s'y sont produits comme Youssou N'Dour, Popa Chubby, Amadou et Mariam, Patrick Verbeke… Il était organisé par l'association Coup d'Bleu, dont l'ancien président a été à la tête du Café-musiques L'Agora de l'Espace Niemeyer où se produisait la nouvelle scène havraise. Durant ces mêmes années, la Fête de l'Avenir, version locale de la Fête de l'Humanité, attirait un public nombreux, tandis que dans le même temps, la municipalité organisait « Juin dans la rue », qui attira des artistes comme Michel Fugain, Jimmy Cliff, Gilberto Gil, Johnny Clegg, Eddy Mitchell, etc.
Comme toutes les villes de cette importance, Le Havre voit tourner de nombreux groupes aux styles allant du punk au rock, en passant par le metal, comme un groupe appelé tout simplement « Les Havrais ». Constitués de jeunes musiciens, ils sont souvent éphémères. Ils ont toutefois la possibilité de s'exprimer sur scène dans de petits endroits de la ville comme la Cafet', le Music Bar ou le pub McDaid's. Toute une scène rock « dur » continue d'évoluer ainsi de formation en formation avec plus ou moins de succès et de durée, maintenant un noyau dur, et des liens avec des groupes nationaux et internationaux, invités à partager la scène au Havre. Dans les années 1980, le label de rock indépendent Closer Records voit le jour au Havre. Philippe Garnier, l'une des plumes du magazine Rock & Folk, y ouvrit sa boutique Crazy Little Thing, où il fut disquaire à ses débuts.
Actuellement, la tradition musicale se perpétue dans l'Orchestre Symphonique de la ville du Havre (ensemble Les Découvertes), l'orchestre des Concerts André Caplet, au conservatoire et dans des écoles de musique telles que le Centre d'Expression Vocale Et Musicale (rock) ou le JUPO (dominante jazz), dans les associations ou les labels comme Papa's Production (la Folie Ordinaire, Mob's et Travaux, Dominique Comont, Souinq, Your Happy End…). L'organisation par l'association du Ouest Park Festival depuis les années 2000 à Harfleur puis depuis 2004 au Fort de Tourneville, Le Havre, en est une démonstration. Par ailleurs, depuis 2008, l'association « I Love LH » a vu le jour et vise à promouvoir la culture havraise et en particulier sa scène musicale par l'organisation d'évènements culturels originaux, ainsi que par la distribution gratuite d'une compilation musicale d'artistes locaux.
Le rap est aussi relativement développé par les artistes havrais. Après le succès de Ness&Cité, primé découverte du Printemps de Bourges 2000, d'autres formations se sont constituées : Bouchées Doubles, Médine ou encore La Boussole, collectif regroupant les membres de ces formations. La majorité de la scène rap havraise est regroupée au sein du label Din Records. Récemment, le groupe issu de la Mare Rouge « Section Originale », composé de Madsy et d'Alivor est en train de percer notamment avec une participation sur Black List une compilation du beatmaker Havrais Dicé. Leur premier album est sorti en janvier 2012. Dans un registre rap différent plus classe moyenne ouvrière, sur des productions agrémentées de soul, funk ou reggae des artistes comme Def et Acoosmik commencent à faire parler d'eux hors du territoire de l'agglomération[réf. nécessaire].
Pour ce qui est du jazz, Michel Adam et son orchestre ont tenu de nombreux bals populaires jusqu'en 2006. Le 10 mai 1997, la ville du Havre a rendu hommage à ce saxophoniste en inaugurant le kiosque à musique Michel-Adam au square Saint-Roch.

### La langue normande
L'héritage de la langue normande est présent dans les expressions utilisées par les Havrais, dont une partie s'identifie comme parlant le cauchois. Parmi les mots normands les plus utilisés par les Havrais, nous retrouvons boujou (Bonjour, au revoir), clenche (poignée de porte), morveux(veuse) (enfant) et bezot(te) (dernier(e) né(e)).[réf. nécessaire]

### Héraldique et logotype

#### Héraldique
Devise de la Ville du Havre : Nutrisco et extinguo (« Je nourris et j'éteins »).
Devise de la ville et de François Ier, roi de France, en référence à la salamandre de son blason.
| Armes du Havre | Les armes de la commune du Havre se blasonnent ainsi : « De gueules à la salamandre d'argent couronnée d'or sur un brasier du même, au chef cousu d'azur chargé de trois fleurs de lys d'or, au franc-canton cousu de sable chargé d'un lion d'or armé et lampassé de gueules » François Ier, créateur de cette ville, permet au Havre de porter pour armoiries la salamandre de sa devise. Les trois fleurs de lys en orle sont ajoutées sans autorisation sous le gouvernorat du duc de Saint-Aignan (1664-1689). Le lion, issu des armoiries de la Belgique, est ajouté en 1926 en substitution d'une des fleurs de lys, en souvenir de l'accueil du gouvernement belge en exil pendant la Première Guerre mondiale. |

| Armes du Havre sous le 1er Empire. | Les armes de la commune du Havre sous le 1er Empire |

#### Logotype

Ancien logo.
Logo actuel.

#### Bases de données et dictionnaires
- Site officiel
- Ressources relatives à la géographie :   - Insee (communes)
  - Ldh/EHESS/Cassini
- Ressource relative à la santé :   - Fichier national des établissements sanitaires et sociaux
- Ressource relative à plusieurs domaines :   - Annuaire du service public français
- Ressource relative aux beaux-arts :   - Grove Art Online
- Ressource relative à la musique :   - MusicBrainz
- Notices dans des dictionnaires ou encyclopédies généralistes :   - Britannica
  - Den Store Danske Encyklopædi
  - Dictionnaire historique de la Suisse
  - Gran Enciclopèdia Catalana
  - House Divided
  - Internetowa encyklopedia PWN
  - Larousse
  - Nationalencyklopedin
  - Store norske leksikon
  - Universalis
- Notices d'autorité :   - VIAF
  - ISNI
  - BnF (données)
  - IdRef
  - LCCN
  - GND
  - Espagne
  - Israël
  - Catalogne
  - Australie
  - Tchéquie